# Bajo Imperio romano
El Bajo Imperio romano (o Imperio romano tardío, en la historiografía anglosajona) es el período histórico que se extiende desde el ascenso de Diocleciano al poder en 284 hasta el fin del Imperio romano de Occidente en 476. Sucede al Alto Imperio romano iniciado por César Augusto en el año 27 a. C.
El término «Bajo Imperio» fue acuñado por el historiador francés del siglo XVIII Charles Le Beau para referirse a la etapa del Imperio romano comprendida entre el reinado Constantino el Grande (306-337) y la caída de Constantinopla en 1453. Para Le Beau habría sido un periodo de profunda decadencia comparado con la brillante civilización grecorromana anterior. El término fue asumido por los eruditos de las distintas lenguas romances y no será hasta el siglo XX cuando pierda la valoración peyorativa inicial. Además también se diferenciará de la historia del Imperio bizantino.
Tras el periodo de inestabilidad conocido como la «Anarquía Militar» (235-284), que se enmarca dentro de la «crisis del siglo III», el Imperio romano vivió «una etapa de recuperación, consolidación y cambios sociales y administrativos». Fueron los cincuenta y tres años (284-337) de los reinados de Diocleciano y de Constantino durante los cuales se instituyó la tetrarquía, «el sistema de gobierno que iba a prevalecer en Oriente hasta principios del siglo VII y en Occidente, si bien con menos éxito, hasta la caída del Imperio occidental en el año 476».
A finales del siglo IV el Imperio acabó dividido en el Imperio romano de Occidente, que finalizó en el año 476, y el Imperio romano de Oriente, que sobreviviría mil años más. El hecho más relevante de este período fueron las llamadas «invasiones bárbaras», en las que los «bárbaros» al norte del limes del Rin y del Danubio, los pueblos germánicos empujados por los hunos, irrumpirán en el Imperio.
La tradición occidental ha considerado que el Imperio romano desapareció como entidad política el 4 de septiembre del año 476, cuando Rómulo Augústulo, emperador de Occidente, fue depuesto por Odoacro. Roma ya había sido saqueada previamente por los visigodos de Alarico I en el 410 y en el momento en que fue depuesto Rómulo Augústulo ya no gobernaba sobre todos los territorios que habían correspondido al Imperio de Occidente. Pero lo cierto fue que el Imperio Romano de Oriente, también conocido como Imperio bizantino sobrevivió hasta 1453. De hecho Edward Gibbon en su famosa Historia de la decadencia y caída del Imperio romano (1776-1788) situó en ese año el verdadero final del Imperio Romano, aunque hoy pocos historiadores estarían de acuerdo con él.
De todas formas el año 476 se considera la fecha que marca el inicio de la Edad Media, aunque hay historiadores que la cuestionan tras acuñar el concepto de Antigüedad tardía que se extendería más allá de esa fecha. Por otro lado, la caída de Constantinopla el 29 de mayo de 1453 es la fecha en que se suele situar el fin de la Edad Media y el inicio de la Edad Moderna.
En cuanto a los rasgos específicos del Bajo Imperio que lo diferencian de la etapa anterior (Alto Imperio) y de la posterior (Edad Media) Luis Agustín García Moreno ha señalado tres: «la existencia de un Estado fuerte, centralizado y burocratizado»; «la existencia todavía de una gran unidad de todo el mundo mediterráneo y hasta los últimos confines de las fronteras del Imperio tierra adentro»; y la «gran eclosión de la Iglesia y del cristianismo en la sociedad y el Estado» (aunque «junto a este cristianismo triunfante e integrado perdura también un paganismo, desfigurado tras los dramáticos cambios del siglo III, pero todavía vivo»).
Por su parte Claire Sotinel ha indicado que «la historia de los tres últimos siglos del Imperio romano no es la de una agonía. Este periodo es rico en adaptaciones, innovaciones y éxitos tanto como de desastres, de fracasos y de problemas políticos. [...] Pero, al final, ya no existe un Imperio Romano en Occidente».

## Crisis delsigloIII
Como ha señalado la historiadora británica Averil Cameron, «tradicionalmente los historiadores han visto [en el siglo III] una época de crisis (la llamada "crisis del siglo III"), señalada por una constante y rápida sucesión de emperadores entre los años 235 y 284, por un estado de guerra, interior y exterior, casi ininterrumpido, combinado con el desmoronamiento completo de la moneda de plata y el recurso del Estado a las exacciones en especie». Sin embargo, esta misma historiadora ha advertido que, «aunque había problemas graves en el siglo III, sobre todo en relación con la estabilidad política y el funcionamiento de la acuñación de moneda, casi todos los componentes concretos del concepto de "crisis del siglo III" se han cuestionado en años recientes». Así, según esta historiadora, «la crisis de mediados del siglo III recuerda menos a una época de "crisis" de la cual salió el Imperio merced a los esfuerzos de un emperador enérgico e incluso totalitario (a Diocleciano se le considera a menudo un "déspota oriental" debido a que adoptó un estudiado ceremonial cortesano al estilo persa), y más a una fase temporal en un sistema imperial en desarrollo y en evolución».
El historiador español Gonzalo Bravo ha señalado que el supuesto periodo de «crisis» —«resulta preferible, y desde luego más esclarecedor, entender la crisis en términos de coyunturas sucesivas o simultáneas que fueron transformado paulatinamente la estructura de ls sociedad romana tradicional»— no coincide exactamente con el siglo III ya que en muchos aspectos, como el monetario, había comenzado antes y en otros, como el militar, se había superado antes de que terminara el siglo. En cuanto a sus fases de desarrollo Gonzalo Bravo señala dos: la época de la «Monarquía militar» que coincide con la dinastía severa, desde la guerra civil de Septimio Severo (193) hasta la muerte de Alejandro Severo; y la de la «Anarquía Militar» que se inicia con Maximino Tracio (235) y concluye con la subida al trono de Diocleciano (284).

### Aspectos políticos (y militares)

El Imperio romano hacia el año 271. Aparecen los dos «imperios» independientes: el de la Galia (el «Imperio galo», en verde) y el de Oriente (el «Imperio de Palmira», en amarillo). Fueron reincorporados al Imperio por el emperador Aureliano (270-275).

A la «Monarquía militar» de los Severos (193-235), así llamada porque la elección del emperador recayó de forma decisiva en el Ejército, en proceso de cambio debido al aumento de las unidades auxiliares «bárbaras», y porque las exigencias militares prevalecieron sobre las prerrogativas tradicionales de los grupos civiles, le siguió el periodo de la «Anarquía Militar» (235-284), iniciado con el asesinato de Alejandro Severo y en el que se sucedieron rápidamente emperadores (y «usurpadores»), a lo que hay que sumar la formación de «imperios» independientes en la Galia («Imperio galo») y en Oriente («Imperio de Palmira»), a los que puso fin Aureliano (270-275), a quien el historiador Gonzalo Bravo considera «el auténtico "restaurador" (restitutor) del Imperio».

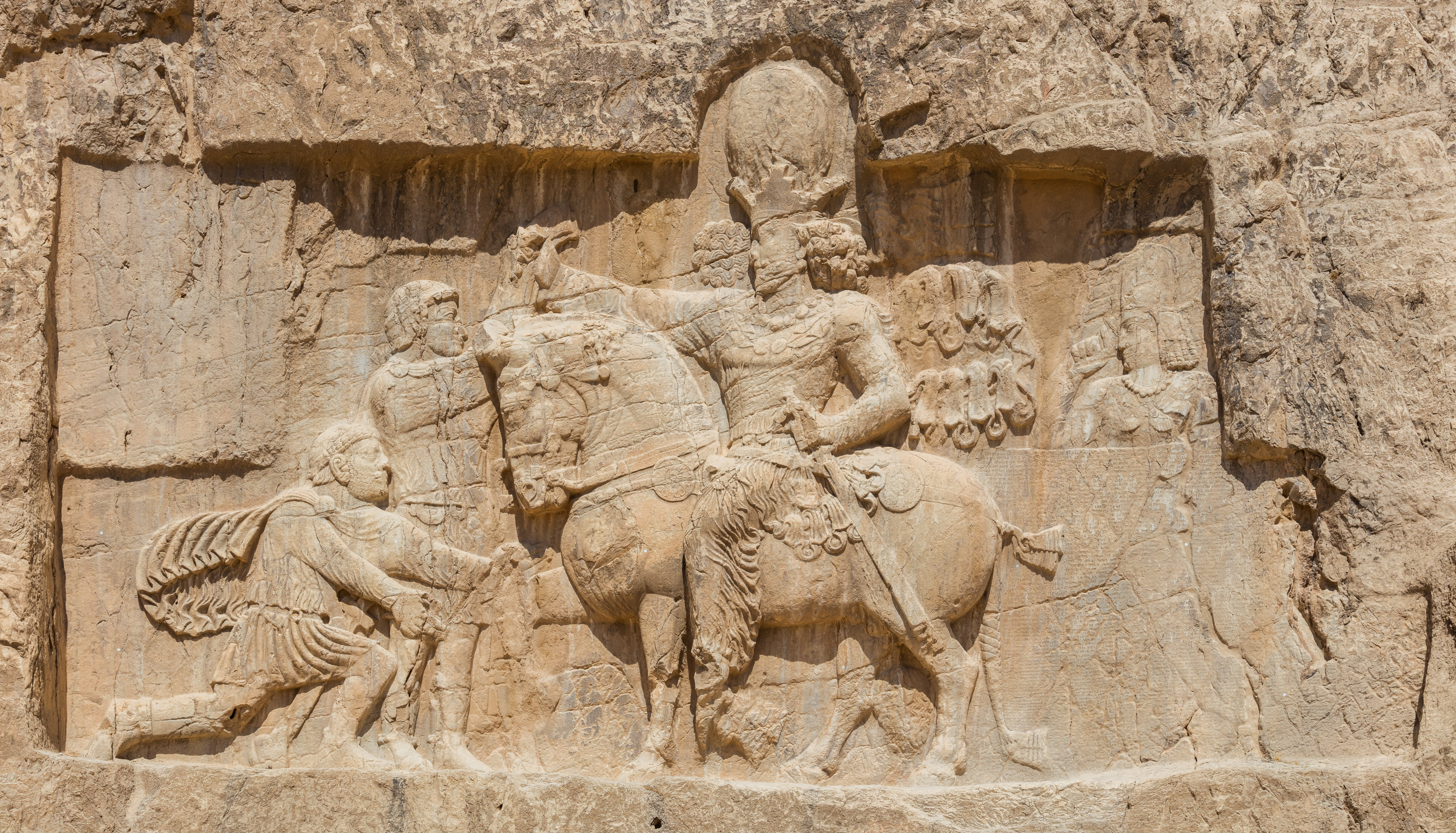
Bajorrelieve de Naqsh-e Rostam que representa el triunfo de Sapor I sobre el emperador romano Valeriano. Sapor I está sentado sobre un caballo y Valeriano humillado es arrestado por éste. También, enfrente de Sapor está arrodillado Filipo el Árabe, otro emperador romano. A la derecha se puede ver a Kartir, un sacerdote zoroástrico.

La rápida sucesión de emperadores está íntimamente relacionada con el constante estado de guerra, que proporcionaba un papel cada vez más decisivo al Ejército (o ejércitos), una «peligrosa preeminencia» en palabras de la historiadora Averil Cameron, aunque el ejército ya había alcanzado un papel importante como resultado de las reformas de Septimio Severo. En el Este, el Imperio tuvo que hacer frente al Imperio sasánida que bajo Sapor I (242-c.272) invadió los territorios romanos de Mesopotamia, Siria y Asia Menor y tomó Antioquía deportando a miles de sus habitantes a Persia. Por el norte y el oeste a las tribus germánicas que presionaban sobre el limes formado por los ríos Danubio y Rin (en 251 los godos habían infringido una severa derrota al emperador Decio que murió durante la batalla), aunque, según Cameron, «es un error pensar en oleadas de miles de bárbaros cayendo sobre el Imperio, puesto que las cifras reales eran en todas las ocasiones muy reducidas».
La «peligrosa preeminencia» del Ejército se tradujo en que los ejércitos provinciales proclamaron y destituyeron a los emperadores, sin que fuera necesaria la aprobación formal del Senado, de ahí el término «anarquía militar». La consecuencia de todo ello fue una nueva concepción del poder político: «el emperador reforzó su posición dominante mediante atributos de carácter divino, que acabaron configurando una monarquía de carácter teocrático en la que la lealtad al emperador se consideró como una nueva religión, lo que originó frecuentes conflictos ideológicos».

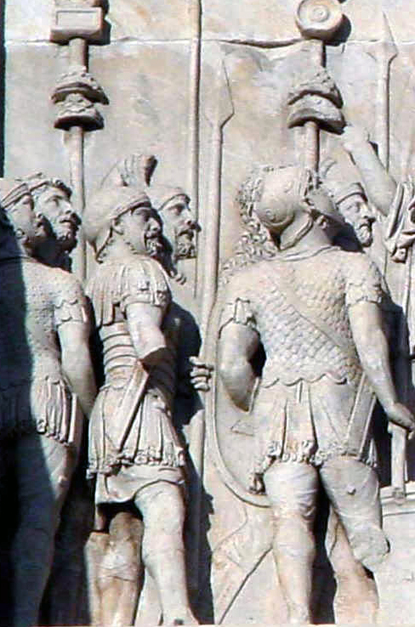
Relieve de legionarios romanos del Arco de Constantino (principios del.

Por otro lado, el aumento de tamaño del Ejército provocó que fuera cada vez más costoso abastecerlo y pagar a los soldados. De hecho, como ha señalado Averil Cameron, «bajo tanta presión el sistema de soldadas y suministros quebró». A los soldados se les pagaba con denarii pero la ley de esta moneda de plata había ido disminuyendo desde los tiempos del emperador Marco Aurelio y a mediados del siglo III ya había perdido casi completamente su ley de plata. Así a las tropas se les comenzó a pagar en bienes en lugar de con dinero. Lo novedoso no era que las necesidades del ejército se satisficieran en especie (lo que ya sucedía antes: la annona militaris, el suministro de grano, y la angareia, el transporte militar) sino su escala.
Otro cambio político importante fue la extensión de la ciudadanía romana a todos los habitantes del Imperio mediante el Edicto de Caracalla (la Constitutio Antoniniana) de 212, por motivos fiscales, según Gonzalo Bravo. «Aunque es posible que los motivos de Caracalla tuvieran más que ver con la obtención de mayores impuestos que con la generosidad o el idealismo, esta medida ensanchó la noción de lo que se entendía por "romano", que agrupaba ahora a multitud de culturas de orígenes y lugares divergentes. […] A partir de ese momento, tanto el siriaco como el copto surgieron como lenguajes literarios principales utilizados por gran número de cristianos en  Siria, Mesopotamia y Egipto. La Iglesia cristiana también sacó provecho: pese a la persecución de Decio (249-251) y Diocleciano, pudo desarrollar  una sólida estructura institucional que le fue muy útil cuando recibió el favor de Constantino», ha señalado Averil Cameron.
Como los emperadores ya no residieron en ella, la ciudad de Roma perdió su preeminencia, así como el Senado que vio reducido considerablemente su poder político: ya no ratificó a los emperadores —«los emperadores de este período no alcanzaron la gloria debido a la aceptación del Senado, sino en el campo de batalla, rodeados de sus tropas», ha señalado Averil Cameron—. Además los emperadores nombraron gobernadores de las provincias a miembros del orden ecuestre —lo que fue criticado por algunos autores como Dión Casio—, a los que conocían y tenían a sus órdenes, y no entre el orden senatorial, aunque la pertenencia al Senado seguía confiriendo prestigio… y valiosas exenciones fiscales.

### Aspectos económicos

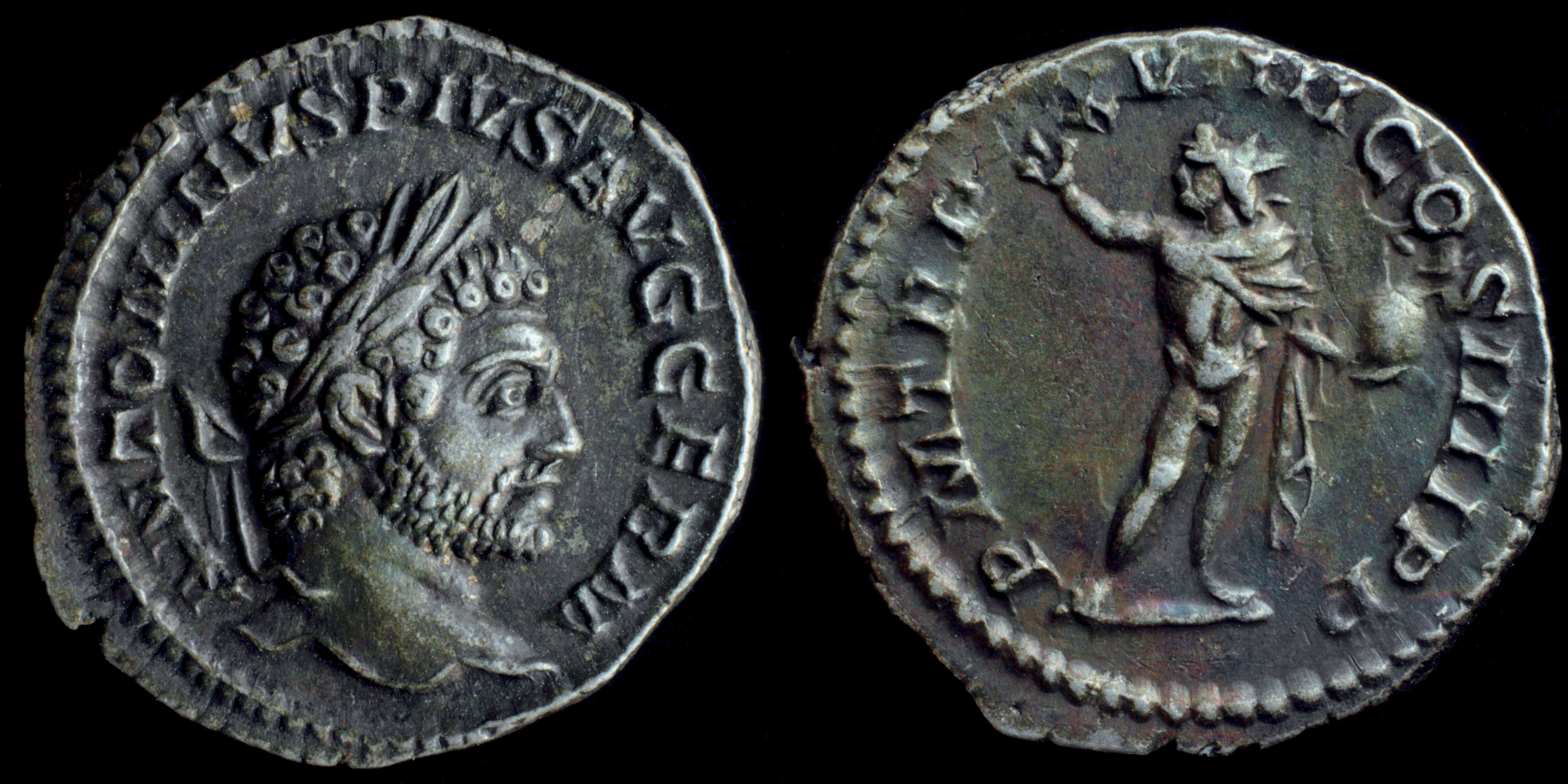
Denario de Caracalla acuñado en Roma en el año 216. Su ley de plata se había reducido a la mitad y continuaría disminuyendo a lo largo del siglo. Lo mismo sucedió con la nueva moneda de plata introducida por Caracalla denominada antoniniano (equivalente en principio a dos denarios, aunque su contenido en plata era solo del 50 %).

Desde los tiempos del emperador Marco Aurelio (161-180) —a partir de su reinado la situación financiera empeoró notablemente a causa de las guerras, las pestes y las malas cosechas— la ley de los denarii, la moneda más utilizada, había ido disminuyendo —bajo Septimio Severo (193-211) ya se había reducido al 50  %, que compensó con un aumento de la paga a los soldados (400 denarios anuales)— y a mediados del siglo III había perdido casi completamente su ley de plata. De esta forma las monedas más antiguas y de ley más pura dejaron de circular (se atesoraron), siendo sustituidas por monedas de baja ley acuñadas en grandes cantidades por los efímeros emperadores del periodo de la «anarquía militar». Así, a las tropas se les comenzó a pagar en bienes en lugar de con dinero y los impuestos también se recaudaron en especie (no hay que olvidar que el gasto fundamental del fisco estaba destinado al mantenimiento del ejército).
Las devaluaciones monetarias provocaron un rápida subida de los precios lo que tuvo graves consecuencias económicas al crear dificultades al comercio y a la circulación de bienes, causadas también por la inestabilidad política y militar. Así, la «economía monetaria» perdió peso ante el incremento de los intercambios en especie que «muchos historiadores han considerado un retorno a la economía primitiva y un síntoma clave de la crisis». Como consecuencia de todo ello cambiaron las relaciones económicas entre el campo y las ciudades. Las villae empezaron a producir bienes no agrarios elaborados por artesanos de los talleres urbanos que se habían trasladado allí y «al término de esta evolución el régimen económico del campo se había transformado en autarquía y los grandes propietarios rurales se distanciaron cada vez más de las obligaciones ciudadanas. Sus grandes posesiones "extraterritoriales", cultivadas generalmente en régimen de arrendamiento por colonos libres, compitieron económicamente con las medianas explotaciones "territoriales" pertenecientes a las oligarquías municipales y trabajadas generalmente por esclavos». De esta forma, según Gonzalo Bravo, el sistema económico dejó de ser «esclavista», si es que en los siglos anteriores lo había sido completamente, ya que en sector agrícola —que seguía siendo el dominante— «predominaba ya claramente la explotación de la mano de obra libre sobre la esclava».
Otro elemento clave del deterioro de la situación económica fue la reducción de la población —de forma más acusada en la parte occidental que en la oriental—  como consecuencia de las guerras, de las invasiones y de las epidemias, lo que se tradujo en una caída de la producción por falta de mano de obra, especialmente de la agrícola que seguía siendo la base de la economía.

### Aspectos sociales

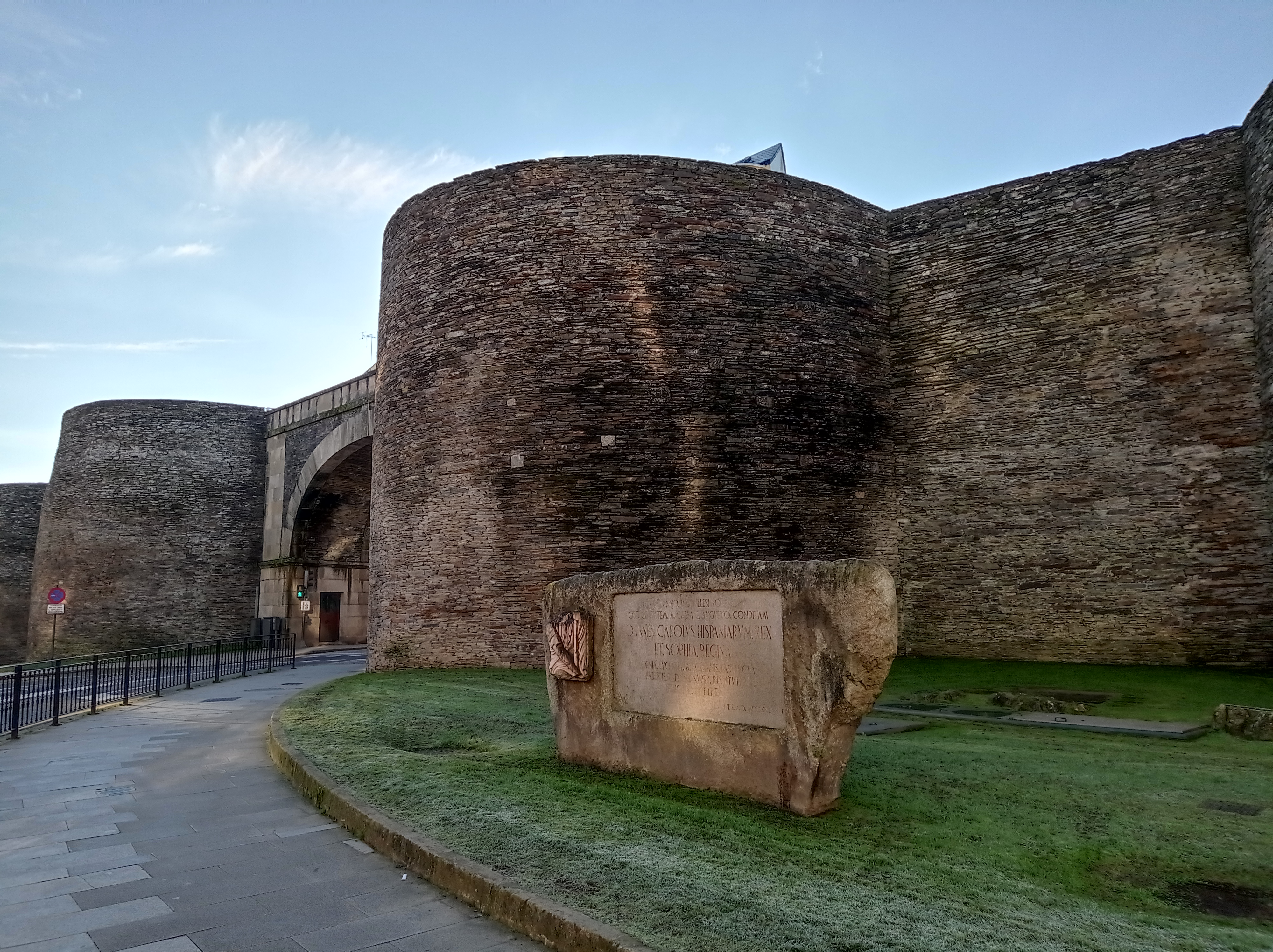
Muralla romana de Lugo.

Las ciudades vivieron cambios importantes. El más destacado fue que su clase dirigente, en dificultades, abandonó el tipo de patrocinio cívico conocido como evergetismo (de la palabra griega para referirse a «benefactor») por lo que dejó de dedicar parte de su fortuna en beneficio de la ciudad y de sus habitantes, lo que trajo consigo, por ejemplo, que se interrumpiera casi completamente la construcción de edificios públicos, aunque esto también se debió a la falta de presupuesto de los concejos municipales para el mantenimiento y conservación de nuevos edificios, unido a la incertidumbre que se vivía en aquellos tiempos. «En las ciudades que se sentían vulnerables a la invasión o a la guerra civil el interés prioritario de las administraciones estribaba en la supervivencia o la restauración», ha afirmado Averil Cameron. De hecho, las ciudades se amurallaron, constituyendo un rasgo característico de las urbes de la Antigüedad tardía.
El impacto de la «crisis del siglo III» fue mucho mayor en las ciudades de la parte occidental del Imperio, especialmente en la Galia como consecuencia de las invasiones —por ejemplo, París y Amiens redujeron su tamaño—, a excepción de las ciudades del norte de África que siguieron creciendo, al igual que la mayoría de las de la parte oriental, en general más prósperas y más densamente pobladas.
Por otro lado, se produjo un agravamiento de la desigualdad social (y legal) entre honestiores y humiliores aunque esta ya se había ido desarrollando durante los siglos anteriores. Las clases bajas fueron las que soportaron el coste social de la inflación provocada por la devaluación de la moneda porque los salarios y las retribuciones no crecieron al mismo ritmo y nivel que los precios, aunque la plebe de la ciudad de Roma no se vio tan perjudicada porque los emperadores aumentaron los congiaria y las distribuciones gratuitas en natura. Por el contrario, como ha destacado Gonzalo Bravo, «el ejército en general y los soldados en particular no fueron los más perjudicados por esta situación» ya que el stipendium anual fue incrementado notablemente desde los inicios del siglo. «Tampoco los altos funcionarios y oficiales de la administración civil y militar... porque sus retribuciones eran generalmente pagadas en oro y además desde mediados de siglo exigieron al Estado sueldos mixtos: una parte en moneda y otra parte en natura para paliar así los efectos de la inflación». Sin embargo no ocurrió lo mismo con los funcionarios menores que siguieron cobrando en moneda devaluada.

### Aspectos culturales (y religiosos)
La antigua afirmación de E. R. Dodds y de otros autores de que, como resultado de la inseguridad experimentada en el siglo III, nació la «era de la espiritualidad» que habría de caracterizar a la Antigüedad tardía, es decir, que la gente se volvió hacia la religión en un intento de encontrar respuestas a sus problemas, lo que explicaría también el auge del cristianismo, ha sido ampliamente cuestionada entre otras razones porque no se ha demostrado que la Antigüedad tardía fuera una época de mayor espiritualidad que la etapa anterior y porque, además, se parte de la presunción de que el «paganismo» se encontraba en decadencia, lo que tampoco ha sido demostrado, y el cristianismo habría llenado ese vacío.
Sin embargo, hay historiadores que siguen sosteniendo que en el siglo III se produjo una «crisis religiosa pagana», especialmente evidente durante los reinados de Heliogábalo y Aureliano, que intentaron hacerle frente con el establecimiento del culto al «Sol Invictus» como culto oficial del Imperio —en detrimento de Júpiter, cabeza del panteón romano— aunque encontraron muchas resistencias. También se sigue sosteniendo que esa crisis es la que explicaría la expansión del cristianismo.

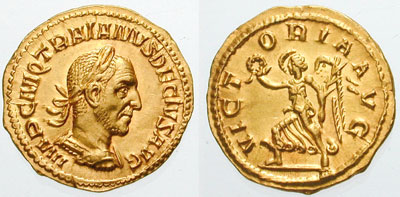
Áureo del emperador Decio (249-251) en cuyo reverso aparece la Victoria, diosa de la religión romana que representa el triunfo. Probablemente Decio decretó la persecución de los cristianos más dura.

En este contexto es en el que se produjeron las persecuciones a los cristianos, «cada vez más numerosos y organizados», justificadas por los emperadores que las decretaron (Septimio Severo, Maximino Tracio, Decio y Valeriano) a causa de la negativa de aquellos a realizar sacrificios (sangrientos), que en la simbología religiosa romana eran considerados un acto «que expresaba la pietas, la necesaria relación entre lo divino y lo humano», por lo que no realizar sacrificios constituía «un agravio que ponía en peligro la protección del Imperio y ante todo un acto de rebeldía en cuanto que ponía en entredicho la soberanía incuestionable del emperador». Lo que pretendían estos emperadores, según Gonzalo Bravo, era «frenar en lo posible la creciente difusión de las ideas cristianas, su implantación en amplios sectores de la sociedad romana y sobre todo la consolidación del poder eclesiástico frente al poder imperial». Según este historiador, hacia mediados del siglo la Iglesia cristiana había alcanzado «un poder equiparable al del propio Estado».

## Diocleciano y la Tetrarquía (284-312)
Diocles, nacido en Dalmacia de origen humilde llegando a alcanzar el mando de los domestici —la guardia personal del emperador—, ascendió al trono imperial en el año 284 al ser proclamado en Nicomedia por el Ejército de Oriente, tras el fallecimiento en sospechosas circunstancias del emperador anterior Numeriano. Diocles, que luego adoptaría el nombre de Diocleciano, acusó a su rival, el prefecto del pretorio Flavio Aper, de haber asesinado a Numeriano y delante de sus tropas lo apuñaló. Al año siguiente derrotó a Carino, el hermano de Numeriano, y se hizo con el control absoluto.

### La Tetrarquía

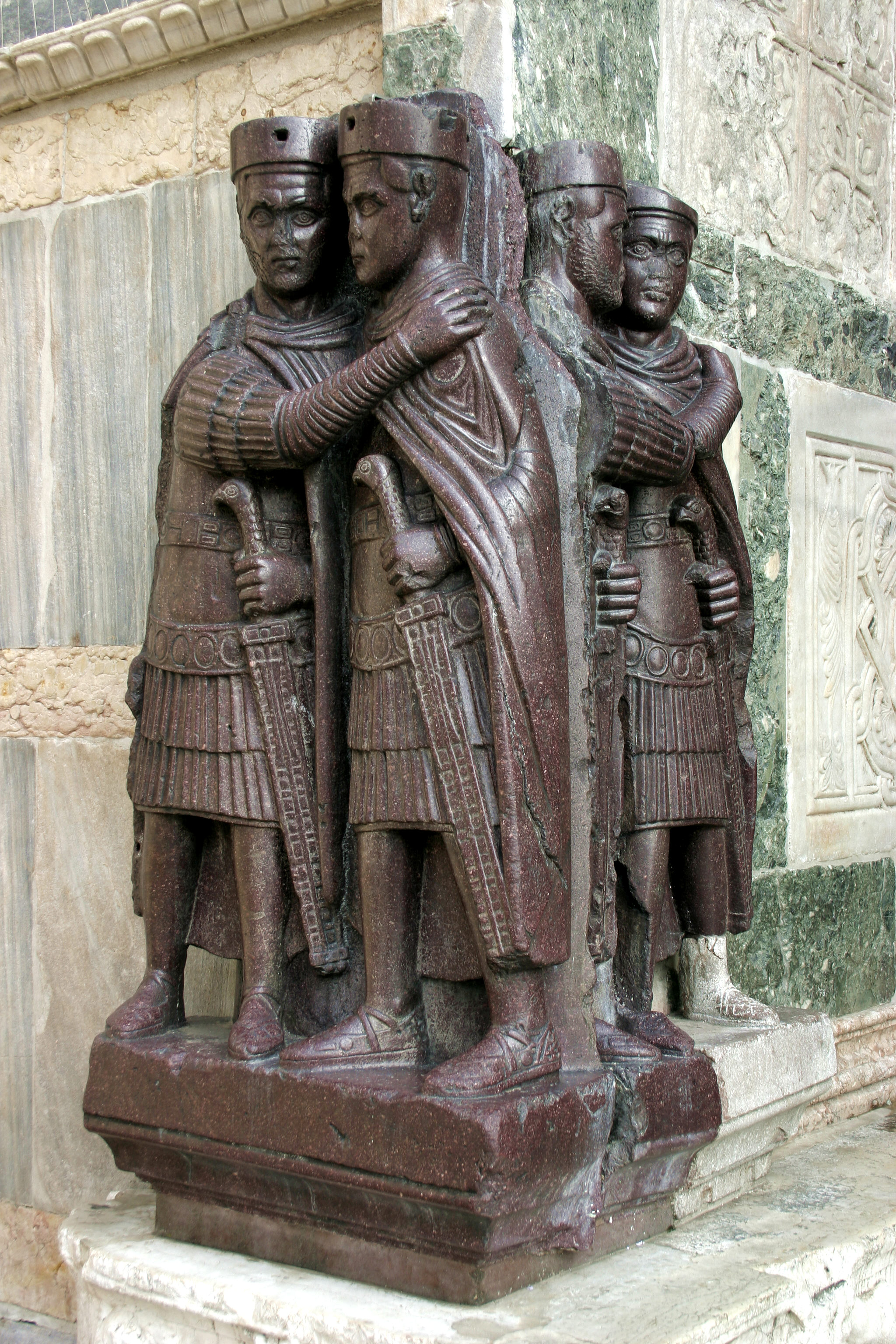
Los Tetrarcas. Escultura en pórfido, saqueada del Gran Palacio de Constantinopla en 1204 y actualmente ubicada en el Tesoro de San Marcos (Venecia).

En 293 Diocleciano instituyó un sistema de reparto del poder entre dos augustos y dos césares, destinados estos últimos a suceder a los primeros, y que sería denominado por la historiografía moderna como la Tetrarquía. De esta forma intentaba establecer un sistema sucesorio regulado que pusiera fin a la rápida sucesión de emperadores que había caracterizado el periodo de la «Anarquía Militar». El paso previo había sido el nombramiento de Maximiano, otro soldado de Iliria, como césar y luego como augusto (en 286), haciéndose cargo del gobierno de la parte occidental del Imperio —con la misión de acabar con los bagaudas de la Galia y con la rebelión de Carausio en Britania—, mientras el propio Diocleciano se ocupaba de la oriental (estableciéndose así un régimen de Diarquía). En 293 nombró como césares suyo y de Maximiano a Galerio y a Constancio Cloro, respectivamente, completando así el sistema tetrárquico. Para sellar el acuerdo mediante la constitución de una auténtica familia imperial Galerio, tras repudiar a su esposa, se casó con un hija de Diocleciano y Constancio Cloro, que ya se había separado de Elena (madre del futuro emperador Constantino), con una hija de Maximiano. Poco antes Diocleciano y Maximiano habían emparentado con Júpiter y con Hércules al tomar los títulos divinos de Jovio y Herculi, respectivamente. En la Historia Augusta se puede leer el siguiente panegírico sobre la tetrarquía:

Cuatro gobernantes del mundo valientes, sabios, gentiles, generosos, respetuosos del Senado, amigos del pueblo, reverenciados, fieles, piadosos.

A pesar de la fragilidad del acuerdo —se basaba en el consentimiento y en el reconocimiento de que la auctoritas del senior augustus (Diocleciano) era superior al resto—, el sistema de la tretrarquía consiguió proporcionar al Imperio casi veinte años de estabilidad, durante los cuales Diocleciano puso en marcha reformas de gran envergadura.

### La reforma militar
La primera reforma que emprendió Diocleciano fue la del Ejército con el objetivo convertirlo en una fuerza capaz de defender las fronteras del Imperio (el limes), lo que incluía el establecimiento de una forma segura de abastecerlo. En gran medida continuó las reformas ya iniciadas por emperadores anteriores, como Marco Aurelio (161-180), Septimio Severo (193-211) y Caracalla (211-217), y aumentó el stipendium de los soldados y amplió el número de legiones, aunque esto no supuso que aumentara considerablemente el número de tropas, pues el componente de las legiones se redujo por lo general de 5000-6000 a 3000 o 1000 legionarios. En total el Ejército de Diocleciano sumaría unos 400 000 hombres, unos 50 000 más que a mediados del siglo III.
En cuanto al reclutamiento tuvo que comenzar a recurrir a conscriptos y bárbaros debido a la falta de voluntarios, una tendencia que se acentuaría a lo largo del siglo IV. Además fortaleció el limes construyendo fuertes y asegurando las rutas militares como la llamada Strata Diocletiana, una calzada que discurría desde el Mar Rojo hasta Dura Europos, en el río Éufrates.

### La reforma fiscal y monetaria
Debido el colapso monetario el aprovisionamiento del Ejército se realizaba fundamentalmente en especie —aunque el stipendium en dinero no desapareció— lo que resultaba muy oneroso e incierto para las poblaciones locales cercanas a los asentamientos militares (pues se trataba más bien de requisas arbitrarias), por lo que Diocleciano estableció un detallado sistema fiscal en especie que se basaba en las capita (“cabezas”, de donde procede el impuesto de capitación o capitatio) y la tierra (iugatio), de ahí el término iugatio-capitatio con que fue conocido. La tierra cultivable fue dividida en unidades fiscales, denominadas iuga (no debe confundirse con las iugera, unidades de área), cuyas dimensiones variaban según su productividad. La valoración de lo que correspondía pagar al fisco era revisada cada cinco años, periodos de tiempo llamados indicciones. Aunque se desconoce la efectividad real de la reforma, los historiadores coinciden en considerar que gravó sobre todo a los más débiles, ya que las personas de un “statuts” elevado estaban exentas del pago de impuestos.
Para hacer frente a los gastos crecientes Diocleciano continuó con las acuñaciones a gran escala de monedas de bronce de baja a ley, con lo que los precios continuaron su carrera ascendente. Para frenarlos promulgó el año 301 el Edicto sobre Precios Máximos (Edictum de maximus pretiis), pero no consiguió su objetivo, a pesar de las desproporcionadas penas que estableció para los que no lo cumplieran, y tuvo que retirarse. Como ha señalado Averil Cameron, el edicto «no podía tener éxito… [porque] los medios para ponerlo en práctica sencillamente no existían». También fracasaron las medidas para reformar la acuñación de moneda.
Se ha atribuido a Diocleciano la creación de la institución del «colonato» y la adscripción de los hombres libres a la tierra, para asegurar de esa forma el cobro de los impuestos y la producción agraria, pero esa tesis ha sido cuestionada recientemente.

### Reformas administrativas
Con el fin de lograr un mayor control de la gestión del Imperio en todos sus aspectos, Diocleciano también abordó la reforma de la administración imperial, poniendo «los cimientos del sistema burocrático tardorromano». Se reorganizaron los gobiernos provinciales separando el mando civil, que siguió en manos del gobernador, del militar, a cargo del dux, y se redujo el tamaño de las provincias por lo que aumentó enormemente su número —según el autor cristiano Lactancio, que odiaba al «pagano»  Diocleciano, «para asegurarse que el terror fuera universal»— aunque el proceso, que buscaba disminuir el poder de los gobernadores provinciales (praesides), duró cierto tiempo. Las provincias fueron agrupadas en diócesis al frente de las cuales se encontraban los «vicarios» (vicarii) pertenecientes todos ellos al orden ecuestre, como los gobernadores —aunque sin excluir completamente al orden senatorial para algunas provincias proconsulares, como las de Italia—. Por encima de los vicarii (viri perfectissimi) se situaban los tres prefectos del pretorio, una especie de vice-emperadores (viri eminentissimi) encargados de llevar las órdenes del dominus a los gobernadores provinciales (viri clarissimi).
Esta reforma de la administración exigió el aumento del número de funcionarios (que recibían paga y raciones militares y estaban exentos de impuestos, por lo que era un cargo muy buscado), en cuya cúspide se encontraban los palatini, al servicio directo del emperador y que viajaban con él en una larga comitiva de carros, que incluía el oro y la plata y equipajes de todo tipo. Autores como A.H.M. Jones han considerado este aumento considerable de los funcionarios («bocas ociosas», les llama Jones) una de las causas de la «decadencia» del Imperio romano, aunque sigue siendo un tema discutido.

### El gobierno imperial: el Dominado
Diocleciano creó una nueva concepción del poder político. Importó el ceremonial de la corte y los títulos del Imperio sasánida de Persia y fue el primer emperador en vestir lujosos ropajes, exigir la adoratio a su persona y decretar que todo lo referido a él fuera considerado «sagrado» o «divino». El título de princeps (‘primer ciudadano’, propio del Principado), al que no renunció, dio paso al de dominus (‘señor’), de ahí el término Dominado con el que se designa a este nuevo régimen político —aunque contaba con antecedentes porque algunos emperadores del siglo III ya se habían vinculado en sus monedas a Júpiter, Hércules y Marte, o al Sol Invictus como había hecho Aureliano que levantó en Roma un templo en su honor—. «El estilo de gobierno adoptado por Diocleciano y la Tetrarquía fue sin duda severo y autoritario, al menos en teoría. Se impuso una estricta reglamentación social y moral a todos los niveles. […] El vocabulario moralizante y amenazador de la legislación imperial se convirtió en algo habitual… Pero los abundantes indicios disponibles a partir del reinado de Constantino, y sobre todo desde finales del siglo IV, sugieren que, aunque la vida fue dificultosa, en realidad la estricta reglamentación pregonada por Diocleciano y sus iguales nunca se impuso», ha señalado Averil Cameron.
Con la tetrarquía los centros de gobierno se situaron fuera de Roma (Nicomedia, residencia principal de Diocleciano; Milán, de Maximiano; Tesalónica, sede principal de Galerio; Tréveris, de Constancio Cloro; aunque se desplazaban con frecuencia a otros lugares como Serdica, Naissus, Carnuntum o Aquileia, pocas veces visitaron Roma), por lo que continuó su pérdida de peso político iniciada durante la «crisis del siglo III» y con ella la del Senado. Cada tetrarca disponía de su propia corte (sacrum cubiculum) y su propia guardia personal.

### Persecución de los cristianos
En el año 300 se procedió a la depuración del ejército: si los cristianos querían seguir en el servicio de armas debían abandonar su religión porque algunos de ellos había invocado a su Dios para rechazar llevarlas, aunque hasta entonces se les había dispensado de realizar sacrificios a los dioses. Tres años después comenzaba la  «gran persecución». Un primer edicto, promulgado el 23 de febrero de 303 —el día anterior la iglesia cristiana de Nicomedia había sido destruida por un grupo oficial al mando de un prefecto del pretorio—, ordenaba la destrucción de los edificios y de las Escrituras cristianas y a los funcionarios cristianos se les obligaba a elegir entre su religión o la libertad (se les amenazaba con la esclavitud a los que no renunciaran a sus creencias). Un segundo edicto prescribía el encarcelamiento de los obispos y clérigos cristianos. Un tercero obligaba a los clérigos encarcelados a realizar sacrificios paganos: si lo hacían serían liberados, si no, serían torturados. El cuarto edicto, promulgado ya en 304, obligaba a todos los ciudadanos a realizar sacrificios bajo pena de muerte. El objetivo de estos edictos era unificar el Imperio en el plano religioso (se dijo que Diocleciano habría sido influenciado por un oráculo de Apolo que afirmaba que su actividad estaba siendo obstaculizada por los cristianos, por consejeros anticristianos como Sossianus Hierocles y por el césar Galerio).
«La persecución se llevó a cabo de manera muy desigual: Maximiano y Constancio Cloro mostraron evidentemente poco entusiasmo por esta política… pero muchos obispos y miembros del clero fueron encarcelados y torturados o mutilados en Oriente, y el obispo de Nicomedia y otros fueron decapitados», ha afirmado Averil Cameron. En cuanto a la cifra de cristianos que sufrieron martirio se considera que fue pequeña, pero la persecución causó una profunda conmoción en los cristianos como dejaron constancia Lactancio en su obra De mortibus persecutorum (‘Sobre las muertes de los perseguidores’) y Eusebio de Cesarea en su Historia de la Iglesia.
Según Averil Cameron, aunque «la motivación de la persecución está lejos de quedar clara», «la adopción por parte de Diocleciano y Maximiano de los títulos de Jovio y Herculio formaba parte del énfasis en la sanción moral y religiosa de su autoridad, y cualquier tipo de ofensa a los dioses, como lo demuestra simbólicamente la fallida adivinación [porque algunos cristianos presentes hicieron la señal de la cruz], se interpretaba como algo extremadamente peligroso para el futuro del Imperio». Gonzalo Bravo, que coincide con el análisis de Cameron —«ser impío con los dioses se consideraba no sólo desafección sino también sujeto de potencial conspiración contra el Estado»—  añade otra explicación: que el crecimiento del cristianismo, que habría alcanzado a las altas esferas del Estado (incluida la familia imperial), amenazaba los intereses de las clases dirigentes romanas.
Tras la abdicación de Diocleciano en 305, mientras que en Occidente la persecución cesó por completo, en Oriente Galerio la continuó hasta el Edicto de tolerancia de Serdica que dictó el 30 de abril de 311, pocos días antes de morir, aunque sería reanudada por el nuevo augusto Maximino Daya con especial incidencia en Siria y Egipto hasta finales del 312.

### La sucesión de Diocleciano (305-312)
Diocleciano no tuvo herederos directos. Abdicó el 1 de mayo de 305 junto con el otro augusto Maximiano, al que había obligado a hacer lo mismo, pasando a ocupar sus puestos, tal como estaba establecido por el sistema de la Tetrarquía, sus césares respectivos Galerio y Constancio Cloro, y estos nombraron a su vez a los nuevos césares Maximino Daya y Valerio Severo (quedando excluidos deliberadamente Majencio, hijo de Maximiano, y Constantino, hijo de Constancio Cloro, rompiendo con ello el principio dinástico, lo que «originaba un nuevo problema que a la larga provocaría [la] disolución [de la tetrarquía]: la rivalidad y disputa por el poder de quienes se consideraban legítimos herederos del trono imperial»). Diocleciano se retiró a su palacio de Split donde moriría en 311, pero la tetrarquía apenas sobrevivió un año más.
En el año 306 murió Constancio Cloro y sus legiones proclamaron «augusto» en York (Britania) a su hijo Constantino, pero Galerio, como senior augustus, lo reconoció únicamente como «césar» (al frente de las provincias de Britania, Galia e Hispania) y nombró «augusto» a Valerio Severo. A finales de ese mismo año de 306 el Senado, los pretorianos y la plebe de Roma rechazaron la promoción de Valerio Severo y proclamaron a Majencio como «augusto», pero este no fue reconocido por Galerio lo que lo convertía en un «usurpador», aunque fue apoyado por su padre Maximiano, retirado en su villa de Lucania, que volvió al primer plano de la escena política (consiguió formar un ejército que sitió a Valerio Severo en Rávena, donde fue traicionado e inducido al suicidio).
La crisis del sistema tetrártico obligó a intervenir al propio Diocleciano que en 308 abandonó momentáneamente su retiro en Split y convocó una conferencia en Carnuntum. Allí se acordó reconocer como césar a Constantino, declarar usurpador a Majencio (y también a Domicio Alejandro que se había sublevado en África) y nombrar como nuevo augusto a Licinio, un colega militar de Galerio. Pero este acuerdo no fue respetado por Majencio (que se apoderaría de la provincia de África tras derrotar a Domicio Alejandro) ni por el césar de Galerio Maximino Daya que se se opuso al nombramiento como augusto de Licinio. Y tampoco Maximiano quedó satisfecho y se autoproclamó «augusto». Las presiones de Maximino Daya dieron resultado y Galerio en 309 optó por nombrarle augusto y también a Constantino, por lo que en ese momento había cinco augustos (seis si se contaba al «usurpador» Majencio) y el principio de jerarquización tetrártica entre «augustos» y «césares» quedaba definitivamente abolido.
La situación se «simplificó» con la muerte de Maximiano en 310 (tras huir a Marsella acosado por las fuerzas de Constantino) y la de Galerio en 311 (cinco días antes de morir había firmado el Edicto de tolerancia de Serdica que ponía fin a la persecución de los cristianos). A partir de entonces Licinio y Maximino Daya se disputarán el dominio de la parte oriental del Imperio, y Constantino y Majencio el de la parte occidental.

## Constantino el Grande (312-337): el primer emperador cristiano

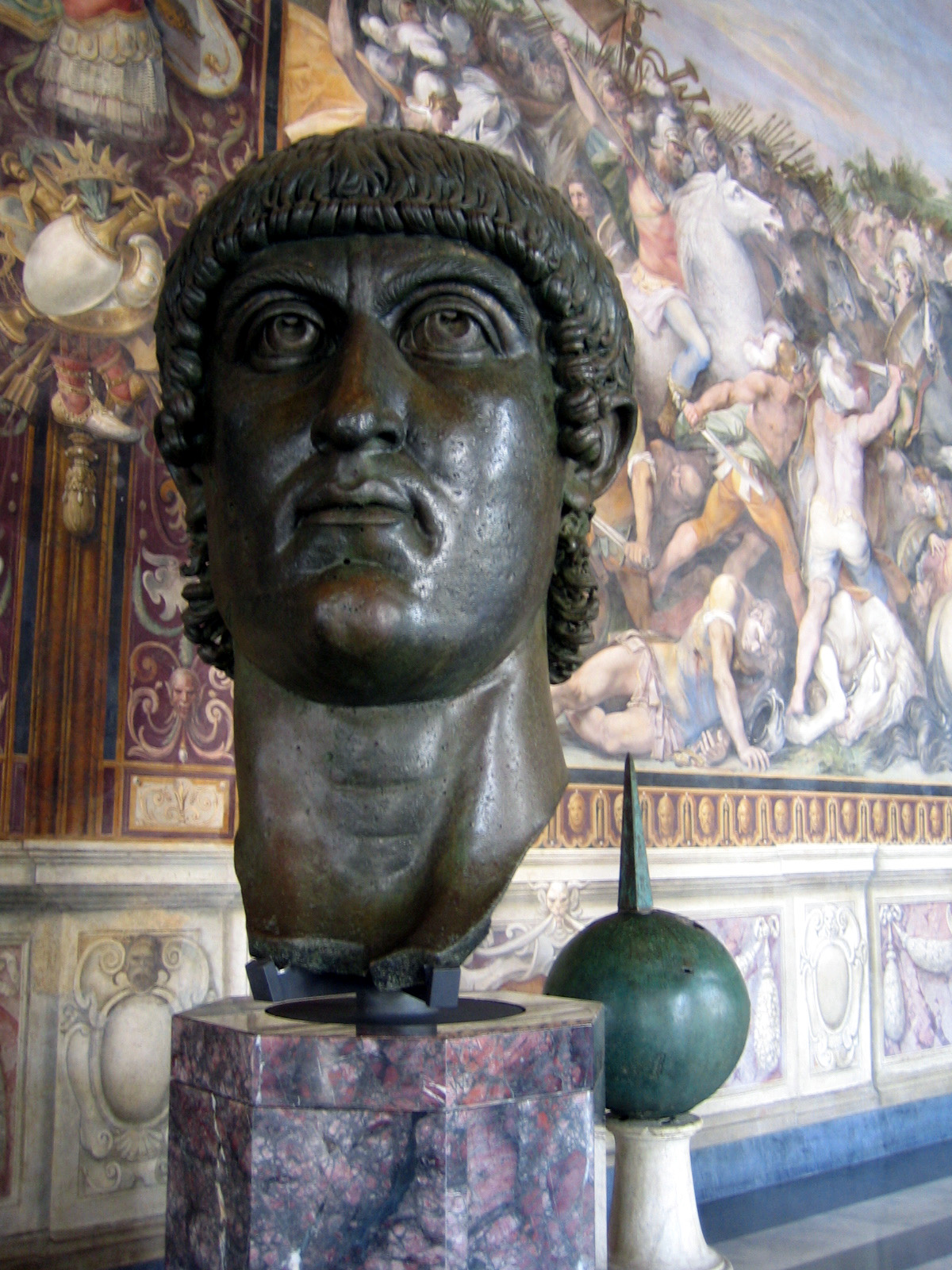
Cabeza de bronce de Constantino I. Es probable que fuera este el verdadero aspecto del emperador.

La pugna entre Constantino y Majencio por el dominio de la parte occidental del Imperio  se resolvió en octubre de 312 a favor del primero tras derrotar a este a las puertas de Roma en la batalla de Puente Milvio. Al año siguiente Constantino, convertido al cristianismo tras su victoria sobre Majencio, y Licinio, que continuaba siendo «pagano», se reunieron en Milán y allí acordaron el llamado «Edicto de Milán» que amplió el edicto de tolerancia de Galerio de 311 hacia los cristianos. Poco después Licinio derrotaba a Maximino Daya con lo que la tetrarquía establecida por Diocleciano quedó reducida a una diarquía. Esta se mantendría hasta el 324, año en que Constantino se convirtió en dueño absoluto y único del Imperio romano tras derrotar a Licinio y ordenar a continuación su muerte. Su base de operaciones en Oriente, Bizancio, la convirtió en la Nueva Roma, siendo consagrada en 330. Tras su muerte en 337 recibiría en su honor el nombre de Constantinopla. Siguiendo la tradición anterior a la tetrarquía nombró «césares» a sus hijos Constantino, Constancio y Constante.

### Constantino y el cristianismo
En vísperas de la batalla del Puente Milvio (28 de octubre de 312), en la que Constantino venció a su rival Majencio, «se produjo el acontecimiento que iba a cambiar la faz del mundo antiguo: la conversión de Constantino al cristianismo», ha afirmado el historiador español José Manuel Roldán. Según el autor cristiano del siglo IV Lactancio Constantino tuvo un sueño en el que el Dios cristiano le ordenaba que para asegurarse la victoria dibujara sobre el escudo de sus soldados un monograma con las letras chi (X) y rho (P), las dos primeras letras de la palabra Christos (conformando el crismón, ). En los últimos años de su vida Constantino le confirmaría a Eusebio de Cesarea la realidad del sueño, añadiendo otras dos visiones: la aparición en el cielo de una cruz luminosa con las palabras en toúto vika (in hoc signo vinces, 'con este signo vencerás'); y la del propio Cristo invitándoles a poner el crismón sobre el estandarte imperial (el labarum).
Tradicionalmente se ha considerado que el «Edicto de Milán» de 313, firmado por los emperadores Constantino y Licinio, fue la norma que decretó la libertad de cultos en todo el Imperio Romano poniendo así fin a las persecuciones de los cristianos. Sin embargo, como ha señalado Paul Veyne, «la tolerancia estaba establecida desde hacía dos años» por el edicto de tolerancia de Galerio, promulgado en Serdica el 30 de abril de 311, por lo que «después de su victoria en el puente Milvio, Constantino no tuvo necesidad ninguna de promulgar un edicto en tal sentido». El «edicto de Milán» era en realidad un mandatum, una epístula que contenía instrucciones para el cumplimiento del edicto de Galerio, ampliado con la restitución de los bienes de las iglesias por acuerdo de los dos emperadores.
La política religiosa de Constantino, como ha destacado Veyne, se encaminó «a preparar al mundo romano para un futuro cristiano», pero no persiguió ni el culto pagano ni a los paganos, mayoritarios en el Imperio, ni se propuso convertirlos, evitando así ponerlos en su contra y en contra del cristianismo y manteniendo de esa forma la paz —prohibió los enfrentamientos y disputas por motivos religiosos y ordenó a los cristianos que respetaran los cultos paganos y sus templos—. Se limitó a repetir en todos los documentos oficiales que el paganismo es una  «superstición superficial»  merecedora de desprecio, mientras consideraba al cristianismo como la «muy santa Ley» divina. No intentó imponer su religión, salvo en un punto: «puesto que él es personalmente cristiano, no tolerará paganismo alguno en los ámbitos que afecten a su persona, como el culto a los emperadores» —o el sacrificio sangriento de animales en su honor—.

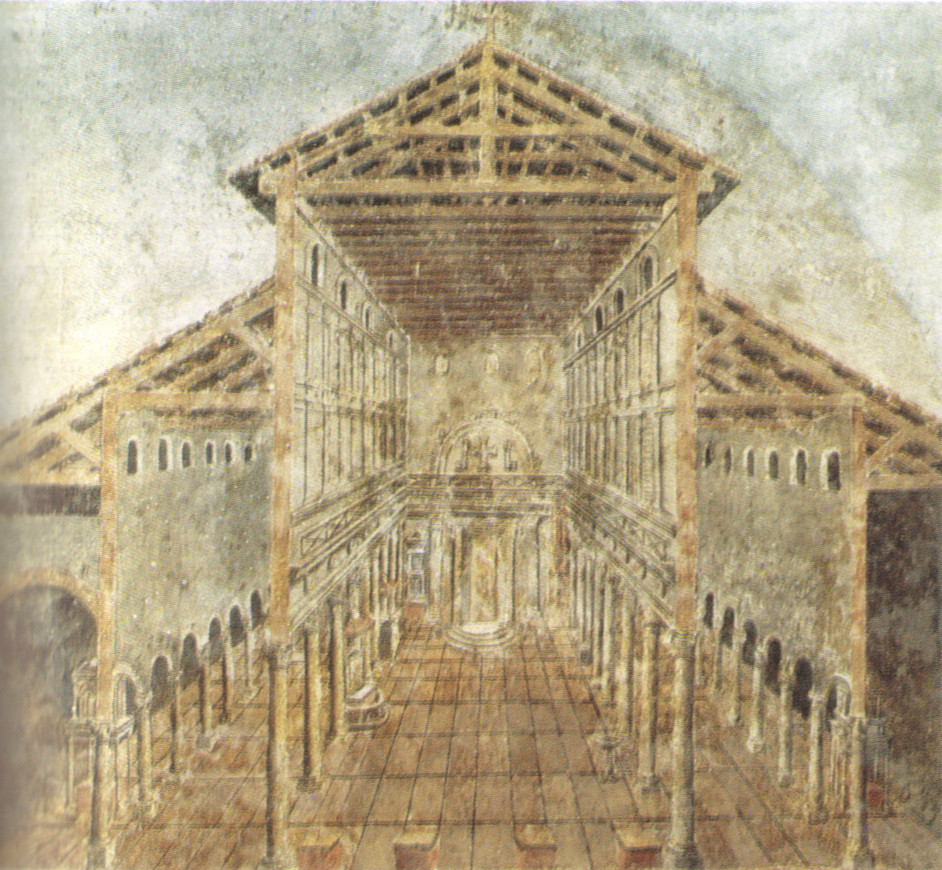
Fresco que muestra el interior de la antigua basílica de San Pedro en el.

Como ha señalado también Veyne, «el Imperio era bipolar, tenía dos religiones [e incluso tres, contando el judaísmo], la de los emperadores no era la de la mayoría de sus súbditos, ni siquiera de las apariencias institucionales, que siguieron siendo durante mucho tiempo paganas, al menos dentro de Roma. No podremos hablar de imperio cristiano hasta muy al final del siglo…». Un ejemplo de esa bipolaridad fue que Constantino manda construir la basílica de San Pedro en el Vaticano, la mayor de las iglesias de Constantino, —«por primera vez las multitudes cristianas de Roma cuentan con una iglesia donde reunirse en torno a su obispo»— y dota asimismo a Roma de las grandes termas que llevan su nombre y acaba la enorme basílica de Majencio.

### Política secular
Se considera que en este campo Constantino continuó en gran medida las reformas de su antecesor Diocleciano.
Reformas políticas y administrativas
En el ámbito administrativo solo introdujo una modificación importante: que los prefectos del pretorio, perdieran sus funciones militares. «Los prefectos del pretorio se convirtieron en los funcionarios civiles más importantes... El prefecto coordinaba y controlaba la actividad de los vicarios de las diócesis y de los gobernadores pertenecientes a su demarcación prefectural», ha afirmado Juan José Sayas. Según Roger Rémondon son una especie de vice-emperadores. Por otro lado, en todos los niveles administrativos aumentó el número de funcionarios pero sobre todo los adscritos a la cancillería imperial,
Amplió el orden senatorial al eliminar la obligación de residir en Roma y asistir a sus sesiones, pero el Senado no recuperó el poder político que había tenido durante el Alto Imperio. Además Constantino estableció un segundo Senado en la Nueva Roma, Constantinopla. Y al contrario de lo que podría suponerse, no nombró preferentemente a cristianos para los cargos imperiales.
Reforma militar

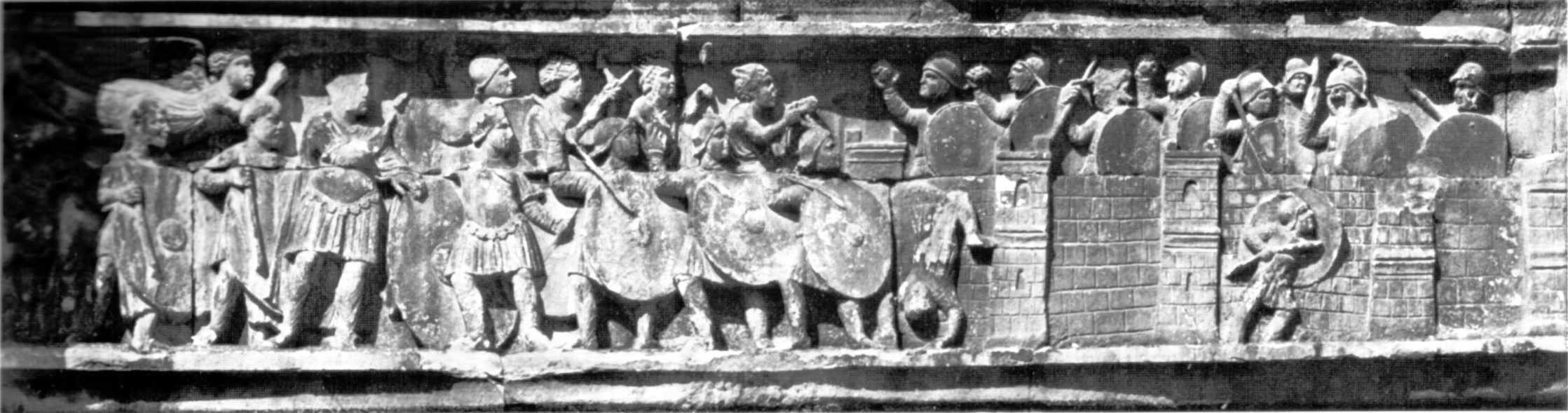
Relieve del Arco de Constantino.

El cambio más importante que introdujo Constantino en la organización militar del Imperio fue la creación de un nuevo ejército de maniobra (comitatenses) que por su adiestramiento y movilidad resultaba mucho más eficiente para taponar las posibles brechas en el limes, y que se sumó a los limitanei (o ripenses) desplegados en las fortificaciones situadas a lo largo de la frontera, y al que también incorporó tropas auxiliares «bárbaras», a las que permitió que se asentaran dentro del imperio como colonos agrícolas. Otra innovación de Constantino fue la creación de una nueva guardia imperial, los scholae palatinae, en sustitución de los pretorianos. De estos últimos procedían los efectivos de los comitatenses junto con los soldados procedentes de destacamentos retirados de la frontera.
Reforma monetaria y fiscal

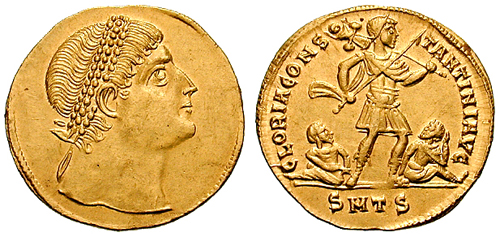
Moneda de un sólido y medio acuñada en Tesalónica en 627. En el anverso aparece el busto de Constantino con la diadema imperial mirando al cielo; en el reverso, un Constantino victorioso que somete a dos cautivos, con la inscripción: GLORIA CONSTANTINI AVG.

El mantenimiento del ejército, junto con las inversiones para la construcción de la "Nueva Roma" y las necesidades de una creciente burocracia imperial y las del propio emperador y de su familia, supusieron un enorme crecimiento del gasto y del endeudamiento del tesoro imperial, que intentó paliarse con un aumento de los impuestos —y la creación de otros nuevos—, pero esto agravó los problemas económicos que ya aquejaban al Imperio y que Constantino intentó solucionar con una reforma monetaria. Hizo acuñar una nueva moneda de oro, el sólido, que se mantuvo constante en peso y ley y cuya estabilidad continuaría hasta bien entrado el Imperio bizantino.
Pero la reforma monetaria no solo no consiguió detener la inflación sino que la agravó porque continuaron las emisiones de moneda devaluada. Como ha destacado José Manuel Roldán, «estas medidas monetarias tuvieron una fuerte repercusión en la sociedad. El solidus, nuevo patrón del sistema monetario, contribuyó a facilitar las operaciones comerciales, pero favoreció económicamente sólo a aquellos que lo poseían —grandes propietarios y comerciantes, altos funcionarios y jerarquía militar y eclesiástica—, mientras las clases humildes se vieron obligadas a soportar los inconvenientes de una moneda divisional cada vez más depreciada. De este modo, el abismo económico social entre ricos y pobres (honestiores y humiliores) se fue agrandando progresivamente». La misma valoración sostiene Juan José Sayas.
Para asegurar el cobro de los impuestos y la prestación de trabajos públicos (munera) Constantino agravó aún más la política iniciada por Diocleciano de adscribir a la población urbana a corporaciones artesanales y colegios profesionales y a los colonos a los latifundios, mediante un rígido sistema de censo y empadronamiento. Lo mismo hizo con los decuriones, que respondían con su propia fortuna del cobro de los impuestos en las ciudades y que para evitar su abandono se hizo hereditario el cargo. Incluso se prohibió viajar fuera de la provincia sin permiso de las autoridades. «El efecto inmediato de estas medidas fue que muchos grandes propietarios, hasta entonces residentes en las ciudades, se refugiaran en su villae rurales con el fin de escapar en lo posible a las crecientes exigencias estatales», ha señalado Gonzalo Bravo.
En conclusión, según José Manuel Roldán, «el Estado se configuró como una gigantesca burocracia, dominada por una vasta categoría de funcionarios al frente de la justicia, de la organización fiscal, de las estructuras políticas y militares, en suma, del conjunto del aparato estatal... Así quedó configurada la sociedad del Bajo Imperio. Una sociedad piramidal, en cuyo vértice se aupaban el emperador y las clases dirigentes —senadores, altos funcionarios y jerarquía eclesiástica— y cuya base descansaba sobre las masas populares, abrumadas por el peso de los tributos y la crisis económica».

## Los hijos de Constantino (337-361)

### El gobierno de los hijos de Constantino (337-350)
Dos años antes de morir Constantino había organizado su sucesión —basada en el principio hereditario y dinástico, desechando completamente el ideal electivo, como se podía comprobar visualmente en los retratos de sus hijos prácticamente idénticos a los suyos— con el nombramiento como césar de su sobrino Dalmacio el Joven —hijo de su hermanastro Flavio Dalmacio— que se uniría a los otros césares designados anteriormente —los tres hijos de su matrimonio con Fausta—: Constantino, nombrado en 316; Constancio, nombrado en 324; y Constante, nombrado en 333. La designación del nuevo césar incluía el reparto regional del gobierno del Imperio entre los cuatro: Constantino, que residía en Tréveris, recibiría Galia, Britania e Hispania; Constancio, que residía en Antioquía, Egipto y Asia; Constante, que probablemente residiera en Milán, Italia, Panonia y el norte de África; y Dalmacio, establecido en Naissus, Mesia y Tracia.
Pero tras la muerte de Constantino, que no dejó escrito ningún testamento, se produjo un auténtico baño de sangre en Constantinopla auspiciado por los tres hijos de Constantino dispuestos a eliminar a posibles competidores. Fueron asesinados los miembros de la familia de Constantino de segunda línea: sus hermanastros Flavio Dalmacio y Julio Constancio y los hijos del primero, Dalmacio el Joven y Anibaliano. En un segundo momento, también fueron asesinados algunos de los colaboradores más cercanos de Constantino, como el prefecto del pretorio Ablabio, padre de la prometida de Constancio, o el senador Flavio Optato. Solo se libraron los dos hijos pequeños de Julio Constancio, Constancio Galo y Juliano.
A finales de agosto los tres hijos de Constantino se reunieron en Panonia, probablemente en Sirmium, para negociar el reparto del poder imperial. Acordaron que los tres llevarían el título de augusto, sin que prevaleciera ninguno sobre los otros, lo que significaba que los tres podían legislar y nombrar a sus propios funcionarios y oficiales. También acordaron el reparto de los territorios que en 335 le habían correspondido a Dalmacio el Joven: Dacia y Macedonia, fueron para Constante, y Tracia, para Constancio. Su proclamación como augustos por el ejército tuvo lugar el 9 de septiembre. Fue enviada al Senado de Roma que la aceptó.
Constante disputó a su hermano mayor Constantino II el dominio de la parte occidental del Imperio y tras vencer en 339 a los sármatas del Banato lo derrotó en Aquileya al año siguiente. Constantino II murió en el combate y Constante quedó como único augusto de esa parte del Imperio, mientras Constancio continuaba al frente de Oriente. Durante los diez años en que Constante gobernó —hasta que en 350 fue asesinado por los partidarios del «usurpador» Magnencio cuando intentaba huir a Hispania— tuvo que hacer frente a la presión de los «bárbaros» sobre el limes del Danubio —creó la prefectura del pretorio de Iliria, desgajada de la de Italia, para facilitar el abastecimiento de las tropas allí estacionadas— y al resurgimiento del donatismo en el norte de África gracias al apoyo que había alcanzado entre las grupos sociales más pobres conocidos con el nombre de circumcelliones (literalmente, 'los que merodean en torno a los graneros') —Constante ordenó una sangrienta persecución, especialmente en Numidia y un concilio celebrado en Cartago en 348 pareció restablecer la unidad en el clero africano; además creó la prefectura del pretorio de África, también desgajada de la de Italia—. La persecución de los «donatistas» formaba parte de la dura política religiosa que Constante aplicó en favor del cristianismo: promulgó leyes en contra de los judíos y prohibió a los «paganos» la celebración de sacrificios del culto tradicional romano. Esto último agudizó su enfrentamiento con la aristocracia senatorial romana, descontenta con la creación de las prefecturas de Iliria y de África, que habían reducido notablemente la de Italia.
Tras el asesinato de Constante, el «usurpador» Magnencio, cuyas creencias religiosas son objeto de debate, intentó atraerse el apoyo de la aristocracia senatorial restableciendo los sacrificios nocturnos del culto tradicional romano, pero no pudo dominar la región del Danubio porque el magister militum Vetranio, instigado por Constantina, hija de Constantino I, finalmente no lo reconoció y se puso a las órdenes de Constancio II, quien, tras dejar encargado del frente oriental a su primo Constancio Galo —recién nombrado césar— comandó una expedición desde Oriente para acabar con el «usurpador». Lo derrotó en la batalla de Mursa (septiembre de 351) y, definitivamente, en la de Mons Seleuci (julio de 353). Poco después Magnencio se suicidó. «La unidad del Imperio estaba de nuevo salvada: mantenerla iba a ser la obsesión de Constancio II».

### Constancio II (350-361)
La ejecución del césar Constancio Galo

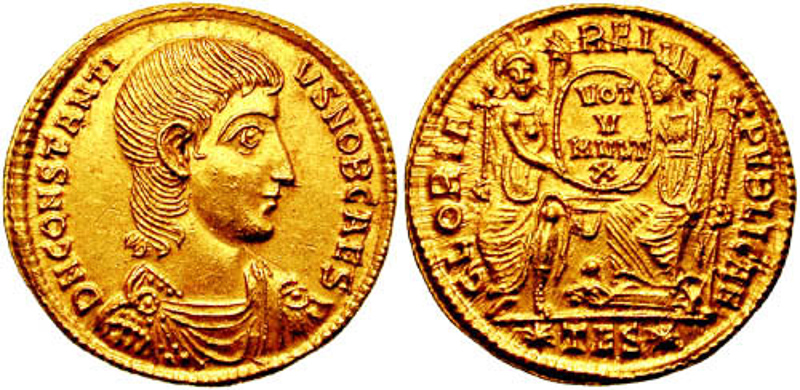
Sólido con el busto deL César Constancio Galo en el anverso. En reverso dos mujeres que representan las ciudades de Roma y de Constantinopla (la primera sosteniendo la lanza y la segunda el cetro).

El problema más inmediato al que tuvo que hacer frente tras haber acabado con el «usurpador» Magnencio en 353 fue la crisis política provocada en Antioquía por el césar Constancio Galo, que estaba enfrentado a la aristocracia de la ciudad y a los altos funcionarios designados por Constancio, debido, según Luis Agustín García Moreno, a «su carácter exaltado, con frecuencia brutal». Según Claire Sotinel, «la administración de Galo resultó desastrosa» y basada en el terror. Tras un primer intento fallido (el enviado por el emperador mantuvo una actitud tan ofensiva con Galo que este logró que los soldados lo masacraran), Constancio consiguió que Constancio Galo acudiera a Milán, donde él se encontraba, pero antes de llegar allí un enviado suyo lo despojó de sus atributos imperiales, lo juzgó sumariamente y, cumpliendo la orden de Constancio, lo ejecutó en Pola a finales del 354. «De este modo Constancio dejaba en claro su concepción autocrática del poder imperial, al considerar a su césar como a cualquier otro alto funcionario», ha afirmado Luis Agustín García Moreno.
La política religiosa proarriana y antipagana
Tras convertirse en emperador único Constancio II llevó a la parte occidental del Imperio la política religiosa proarriana que había aplicado en la parte oriental durante los trece años anteriores (337-350). A diferencia de su padre, partidario de evitar las discusiones teológicas, Constancio II estaba convencido de que se podía lograr una fórmula de fe común a todos los cristianos y por eso promovió los debates para alcanzarla, aunque él se sentía más cercano a la posición «moderada» defendida por la mayor parte del clero arriano (que reconocía a la vez la semejanza entre el Padre y el Dios Hijo y la superioridad del primero respecto del segundo) frente a la posición «radical» del clero que defendía la aplicación integral de lo acordado en el Concilio de Nicea que había afirmado que el Padre y el Hijo eran de la misma naturaleza —una posición, la de Constancio II, contraria a la que habían mantenido sus hermanos Constantino II y Constante en la parte occidental, donde el Credo niceno predominaba sin apenas oposición—. No obstante, ante amenaza de un «cisma» con las Iglesias de Occidente —los obispos orientales, en su mayoría arrianos, reunidos en el Concilio de Filipópolis llegaron a excomulgar al obispo de Roma Julio que pretendía extender su autoridad sobre ellos— y, sobre todo, ante el peligro de una confrontación abierta con su hermano Constante, Constancio II había permitido en 346 el regreso del obispo niceno Atanasio a su sede de Alejandría.

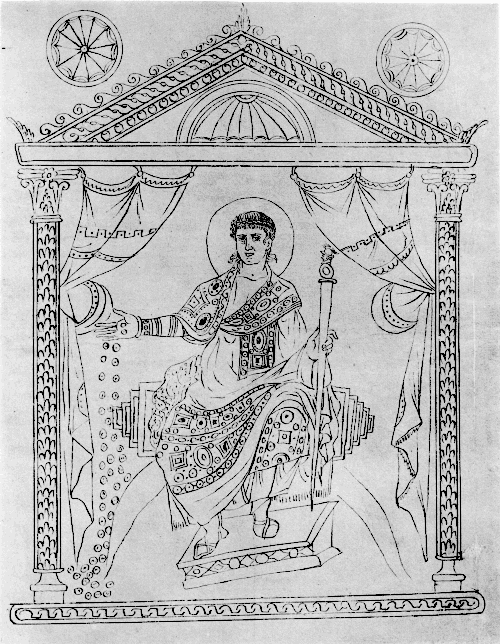
Retrato del emperador Constancio II aparecido en el llamado «calendario de 354». En él se muestra el ritual que rodeaba a la figura del emperador. «Constancio es representado como cónsul para el año 357. Está sentado sobre una plataforma, enmarcada por dos columnas rematadas por un tímpano. Dos cortinas abiertas recuerdan la ceremonia imperial. Está coronado con la diadema imperial, vestido con la trábea consular, una toga púrpura ornada con bandas. Con una mano distribuye las liberalidades, aquí de plata; con la otra sostiene el cetro de marfil del cónsul o el del emperador».

Tras derrotar al «usurpador» Magnencio en 353 Constancio permaneció en Occidente durante los tres años siguientes con el fin de conseguir la unidad religiosa, condición necesaria para asegurar la prosperidad del Imperio. Así, impuso la condena de las posiciones nicenas de Atanasio de Alejandría —que una revuelta en la ciudad, al parecer instigada por el propio emperador, le había obligado a abandonar su sede— en los concilios de Arlés (353) y de Milán (355), venciendo la resistencia de los obispos occidentales mayoritariamente nicenos —los más destacados fueron desterrados: Osio de Córdoba fue obligado a volver a Hispania, e Hilario de Poitiers tuvo que exiliarse a Frigia—.
Durante ese tiempo Constancio también tuvo que hacer frente a la división interna del arrianismo. En un primer concilio reunido en Sirmio en 357 se adoptaron las posiciones arrianas más estrictas (el Hijo, en cuanto a la substancia, es completamente desigual, anomoios, del Padre), pero al año siguiente en un nuevo concilio reunido también en Sirmio se adoptó la fórmula de los homoiousianos (el Hijo es de una substancia semejante, homoioúsios, al Padre), una posición más cercana a los de los nicenos (el Padre y el Hijo son de la misma substancia, homooúsios), y de hecho Constancio consiguió bajo presiones que el obispo de Roma Liberio y Osio de Córdoba, dos prominentes nicenos, la reconocieran. Pero la querella interna arriana continuó y el 22 de mayo de 359 el propio emperador impuso un símbolo de fe, conocido como el «credo datado», en el que tan solo se afirmaba que el Hijo era semejante (homoíos) al Padre, sin mencionar la substancia como hacían los homoiousianos, y que era la posición que defendían los homeos. Como ni aun así consiguió la unidad, Constancio obligó bajo coacciones a los participantes en dos nuevos concilios, el de Rímini (que reunió a los obispos occidentales, que acordaron mantener el Credo de Nicea) y el de Seleucia (que reunió a los obispos orientales, que rechazaron el Credo de Nicea) a que firmaran el «símbolo datado». En 360 se reunió un concilio en Constantinopla que confirmó la posición homea con la expresión: el Hijo es «como el Padre bajo todos sus aspectos, como lo dicen las Santas Escrituras». Esta fórmula de fe se mantendría en Oriente hasta el reinado de Teodosio el Grande. Por su parte los obispos occidentales se reunieron al año siguiente en el concilio de París restableció la «ortodoxia nicea». En definitiva, como ha destacado Claire Sotinel, Constancio fracasó en su intento de unificar una Iglesia cuyo centro institucional fuera el emperador.
La política religiosa de Constancio también incluyó drásticas restricciones de los cultos romanos tradicionales. Prohibió el culto público a los dioses «paganos» y decretó el cierre de sus templos, así como la proscripción de las prácticas de magia y de adivinación, bajo penas severas. Según García Moreno, «estos ataques al paganismo de alguna manera iban dirigidos también contra la poderosa aristocracia pagana de Roma», como también la equiparación del Senado de Constantinopla con el de Roma —en contra de lo que decidió su padre Constantino I cuando lo instituyó: los miembros del Senado de Constantinopla recibieron el tratamiento de clarii y no el de clarissimi como los de Roma—. Sin embargo, durante una visita a Roma en la primavera de 357 se produjo un acercamiento entre el emperador y la elite de la ciudad, y Constancio II autorizó la emisión de los medallones conmemorativos, denominados contorniatos, y nombró nuevos sacerdotes de los cultos tradicionales en virtud de su cargo de Pontifex Maximus, título al que nunca renunció.
Por su parte Averil Cameron ha señalado que las medidas antipaganas fueron aprobadas a finales del año 353 y en el 354, después de acabar con el «intento de usurpación por parte de un simpatizante pagano, Magnencio», y que además incluyeron la retirada del altar de la Victoria de la sede del Senado en Roma (repuesto probablemente en el reinado de su sucesor Juliano). «Sin embargo, como sucede a menudo, leyes que parecían despiadadas podían tener poca efectividad en la práctica. La legislación despertaba temores y animosidades, pero no puso fin al paganismo... En el campo, por supuesto, los cultos paganos continuaron por doquier, aislados del cristianismo o junto a éste», ha advertido esta historiadora británica.
La defensa del limes
Otro de los grandes problemas a los que tuvo que hacer frente Constancio II fue asegurar las fronteras del Imperio amenazadas por el norte y por el este. El limes del Rin estaba sufriendo las incursiones de los alamanes y para hacerles frente, como él personalmente no podía acudir a la Galia, acuciado por los asuntos internos, nombró césar al último varón de su familia que quedaba vivo, su primo de veinticuatro años Juliano, hermano de Constancio Galo (ambos habían sido los dos únicos supervivientes de la matanza del año 337). Fue recibido en Milán con los honores propios de un emperador y Constancio le ofreció en matrimonio a su hermana Helena, pero para asegurar su fidelidad y para suplir su falta de experiencia militar Constancio rodeó a Juliano de un grupo de oficiales y de funcionarios nombrados directamente por él. La designación de Juliano se mostraría acertada ya que este consiguió restablecer el limes del Rin tras derrotar a los alamanes en la batalla de Estrasburgo (357).

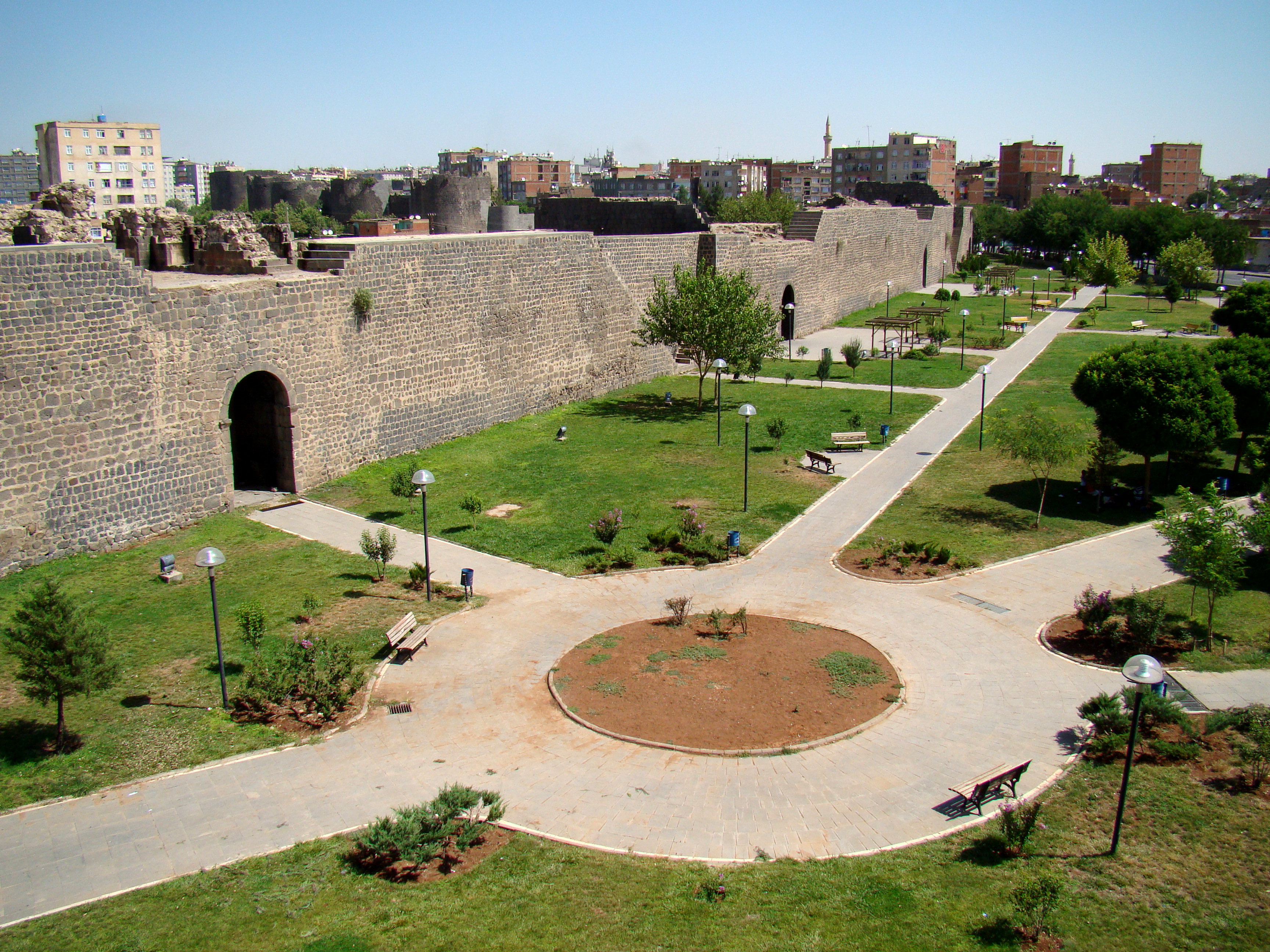
Murallas de la ciudad de Amida (actual Diyarbakir). Fue tomada en octubre de 359 por el monarca sasánida Sapor II.

Mientras Juliano pacificaba la Galia, Constancio tuvo que hacerse cargo personalmente de defender el limes del Danubio de las incursiones de sármatas y de cuados. A los primeros los derrotó en 358 y con los segundos firmó un acuerdo de paz ese mismo año. E inmediatamente tuvo que acudir a Oriente para hacer frente a la invasión de la Mesopotamia y de la Armenia romanas por parte del monarca sasánida Sapor II, quien en 350 ya había intentado apoderarse de la estratégica plaza de Nisibe, aunque había fracasado. En octubre de 359, tras un asedio de varios meses, Sapor tomó ciudad de Amida, la principal fortaleza romana de Mesopotamia, y masacró a todos sus habitantes.
La rebelión de Juliano
A principios de 360 Constancio preparó una gran campaña militar contra Sapor II y para reforzar a sus tropas le pidió a Juliano que le enviara a Oriente un tercio del ejército de la Galia, pero los soldados se sublevaron negándose a partir y en Lutecia proclamaron augusto a Juliano, cuyas victorias sobre los alamanes y los francos le habían granjeado un enorme prestigio y apoyo entre las tropas. Como Constancio no reconoció esa proclamación —ya había partido de Constantinopla para hacer frente a Sapor II, que acababa de tomar Bezabde, cuando recibió la noticia—, Juliano al frente de su ejército marchó hacia Oriente, apoderándose de Sirmium, lo que le dio el control del Ilírico, pero cuando se encontraba en Naiso recibió la noticia de la muerte de su primo en una pequeña localidad cercana a Tarso (Asia Menor). Para legitimar su poder los propagandistas de Juliano hicieron correr la noticia de que Constancio en su lecho de muerte le había designado como su sucesor. Juliano llegó a Constantinopla el 11 de diciembre de 361 a tiempo para los funerales de su primo.

## Juliano «el Apóstata» (361-363)

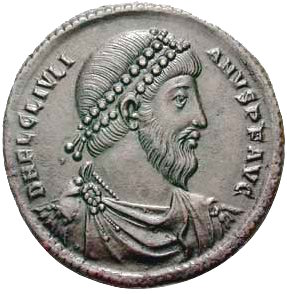
Juliano II.

Juliano fue el último gobernante no cristiano del Imperio romano. A pesar de la corta duración de su reinado, el suyo fue uno de los más controvertidos y polémicos de la historia del Imperio, especialmente a causa de su proyecto de restauración del culto tradicional grecorromano en detrimento del cristianismo, que desde la conversión de Constantino en 312 había gozado de la protección de los emperadores, lo que había sido clave para su expansión.
El proyecto reformista
Según Claire Sotinel, Juliano se propuso «restaurar la gloria del Imperio romano, socavada por sus antecesores, en particular en el terreno de la relaciones con las ciudades y en el de la religión». En su proyecto de «restauración» concedió gran importancia a la lucha contra la corrupción, que incluyó la reorganización del palacio imperial, reduciendo su personal. Asimismo simplificó y humanizó el protocolo imperial y él mismo dio ejemplo llevando una vida austera, como muestra de su clara voluntad de ruptura con el solemne estilo de gobierno de sus antecesores constantinianos. Juliano, que se consideraba a sí mismo un emperador filósofo al modo de Marco Aurelio, quería que el gobierno fuera ejercido por hombres de cultura, filósofos, médicos o rétores y trajo a su corte a muchos de ellos, incluido su maestro de la adolescencia, el neoplatónico Máximo de Éfeso.
Posiblemente el punto más importante de su proyecto de gobierno fue dotar a las ciudades de una mayor autonomía, restituyéndoles sus antiguos patrimonios y la gestión de sus impuestos. El objetivo de Juliano no era sólo solucionar las dificultades económicas de las ciudades —renunció al impuesto en oro, aurum coronarium, que desde el reinado de Constantino se cobraba con motivo del advenimiento de un nuevo emperador o de algún acontecimiento importante relacionado con él; también redujo el gravamen del cursus publicus—, ni hacer más atractivas las magistraturas municipales, cuyo rechazo a desempeñarlas achacaba a la equivocada política de Constantino y sus hijos, sino sobre todo quería preservar su vitalidad intelectual y cultural, ligada al culto público tradicional. Esa era precisamente la finalidad última de la restitución de sus ingresos: que pudieran financiarlo.
La política religiosa
Una parte esencial del proyecto reformista de Juliano la constituía la restauración del culto tradicional grecorromano relegando al cristianismo —de ahí el apodo de «El Apóstata» que le otorgaron los cristianos, ya que había apostatado de la fe cristiana en la que había sido educado en su niñez—. «Para Juliano, el error fundamental de los constantinianos era haber roto la paz de los dioses dañando el culto de las divinidades grecorromanas que habían protegido Roma desde su fundación», ha afirmado Claire Sotinel.
La primera medida que adoptó fue proclamar la tolerancia para todos los cultos. Restableció los sacrificios que habían sido prohibidos por Constantino y por sus hijos —ordenó «reabrir los templos y sacrificar de nuevo víctimas en los altares abandonados»— y permitió la vuelta del exilio —y decretó la restitución de sus bienes— a los cristianos nicenos y de las otras iglesias cristianas condenadas bajo el reinado del arriano Constancio II. Al mismo tiempo suprimió la mayor parte de los privilegios de que gozaban los clérigos cristianos. Los obispos ya no estuvieron exentos de formar parte de los consejos municipales lo que comportaba numerosas cargas políticas y pecuniarias. Y, tal como había hecho Constantino pero en sentido opuesto, redujo a las iglesias cristianas al rango secta licita, sin ningún privilegio. También abolió la jurisdicción eclesiástica de los obispos y simultáneamente decretó la devolución a los templos paganos de sus bienes confiscados por Constantino y por sus hijos y la reconstrucción de los que estuvieran en ruinas.
La medida anticristiana más radical fue la prohibición de que los «galileos» —como llamaba Juliano a los cristianos, rebajándolos a una «secta» provincial— pudieran enseñar gramática y retórica, las dos disciplinas principales en las escuelas, porque consideraba que eran incapaces de enseñarlas correctamente ya que cuestionaban la verdad de los textos de los autores griegos y romanos —el edicto afirmaba: «si quieren enseñar literatura, tienen a Lucas y a Marcos: que vuelvan a sus iglesias y los comenten»—. «Fue el acto más serio de intolerancia religiosa» de Juliano, ha afirmado Juan José Sayas. Sin embargo, Averil Cameron ha afirmado que «su importancia era más simbólica que práctica» ya que «los cristianos se dirigían habitualmente a maestros paganos para recibir educación formal», aunque reconoce que se «trató de un gesto destinado a limitar las conversiones potenciales de estudiantes paganos por parte de sus maestros cristianos».

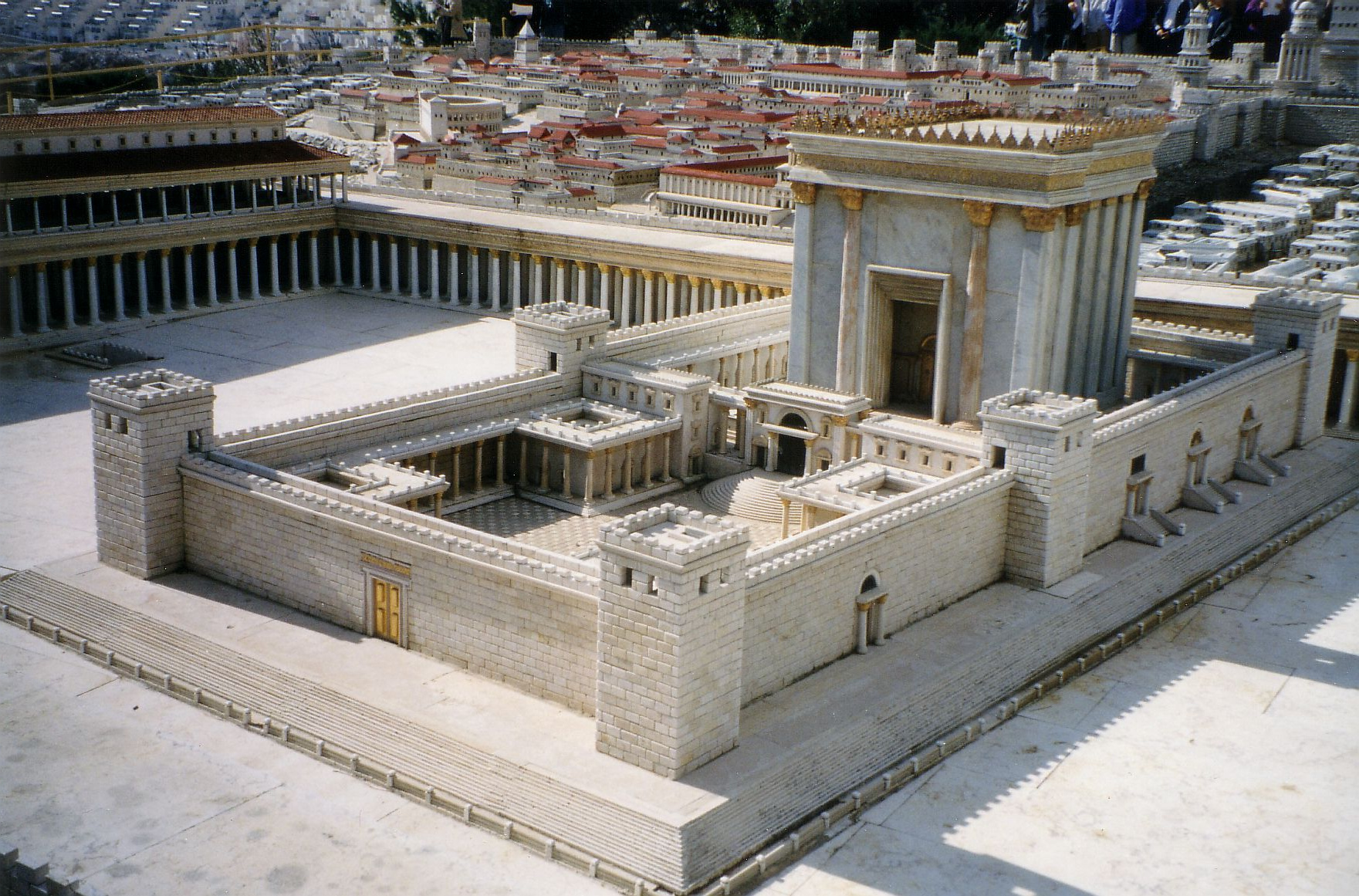
Maqueta del templo de Jerusalén, también conocido como Segundo Templo, tal como era antes de su destrucción por el emperador Tito. Juliano se propuso reconstruirlo lo que provocó una gran indignación entre los cristianos.

También escribió un ataque directo al cristianismo titulado Contra los Galileos y se propuso reconstruir el Templo de Jerusalén, lo que los cristianos lo entendieron como una afrenta directa. Según Averil Cameron «Juliano se propuso no sólo deshacer la obra de Constantino [promotor de la Iglesia del Santo Sepulcro que había convertido a Jerusalén en una ciudad santa para el cristianismo], sino (a ojos de los cristianos) ligar su propio gobierno a los enemigos tradicionales del cristianismo y refutar la sentencia de Jesús, tan citada por los cristianos, según la cual no quedaría piedra del Templo por remover (Mateo, 24, 2). [...] La restauración del templo haría también posible reanudar los sacrificios en el monte del templo, algo recibido con entusiasmo por Juliano, pero que resultaba anatema para los cristianos». Cuando el proyecto fracasó los autores cristianos lo atribuyeron a la intervención divina.:
Como Pontifex Maximus, una dignidad a la que no renunciaron ni Constantino ni sus hijos, instruyó a los grandes sacerdotes sobre cómo debían organizar el culto público romano, con el fin de que los habitantes del Imperio volvieran a frecuentar los templos, y también les pidió que aseguraran la asistencia a los pobres, en competencia con los «galileos», que organizaran una liturgia cotidiana y que nombraran a sus subordinados entre personas puras y estimables, independientemente de cuál fuera su rango social. El propio Juliano presidió y ofició grandes celebraciones rituales y también financió gigantescos sacrificios sangrientos a los dioses.
La campaña de Persia

Mapa de la campaña persa de Juliano.

Las fuerzas que reunió Juliano para invadir el Imperio sasánida y tomar su capital, Ctesifonte, fueron considerables. Estuvieron integradas por no menos de 65 000 hombres y más de mil barcos, que debían acompañar al núcleo principal del Ejército —bajo el mando directo de Juliano— a lo largo del río Éufrates, mientras un segundo ejército, comandado por Procopio y el conde Sebastianus, debía conseguir el apoyo del rey de Armenia Arsaces II y descender paralelamente por el Tigris para «distraer» contingentes enemigos del escenario principal.

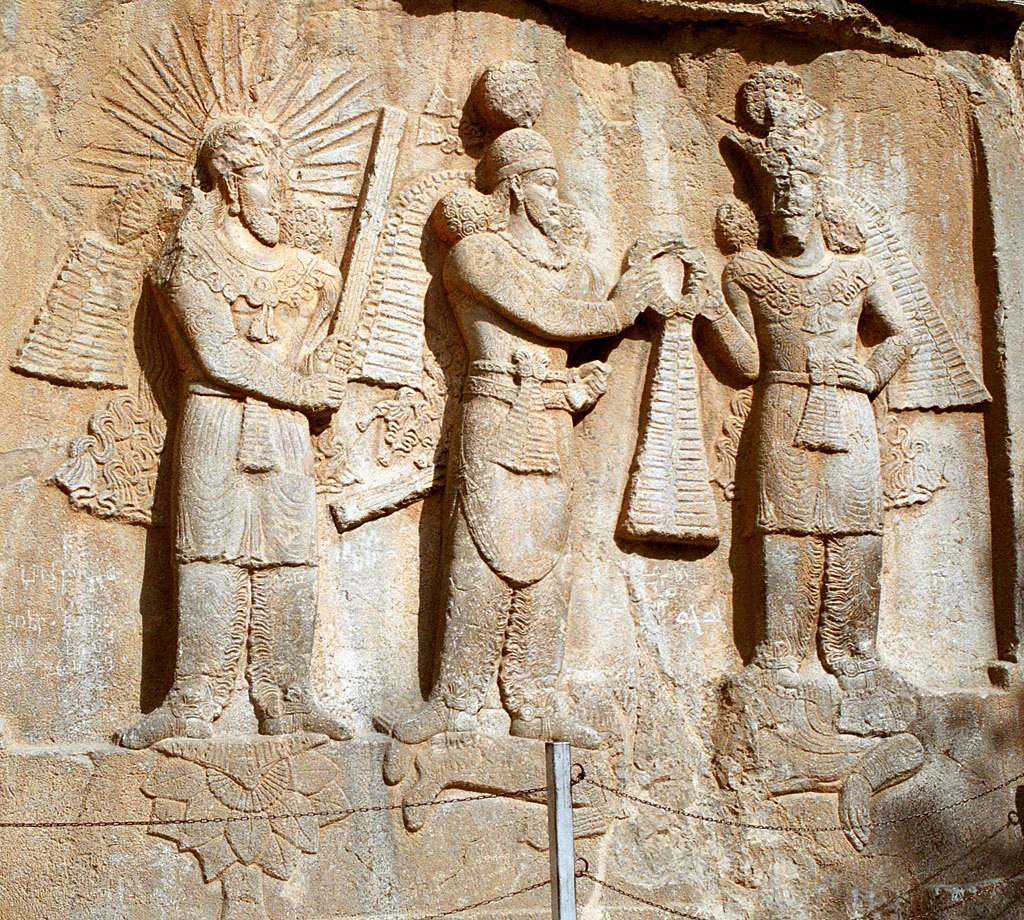
Bajo relieve persa de 380 en el que aparece el cuerpo de Juliano en el suelo bajo los pies del soberano del Imperio sasánida.

Cuando llegó a las puertas de Ctesifonte se le enfrentó un ejército persa poco numeroso bajo el mando del Suren —«primer dignatario de Persia tras el gran rey», escribe Amiano Marcelino— que fue completamente derrotado. Los supervivientes se refugiaron en la capital Ctesifonte, reforzando a sus defensores. Entonces, tras rechazar una embajada de paz del rey sasánida Sapor II, que se encontraba todavía al norte del país al frente del grueso del ejército persa, Juliano ordenó marchar hacia allí para afrontar la batalla decisiva, renunciando a tomar Ctesifonte —cuando «tenía a su alcance un asedio con posibilidades de éxito»— y contando además con que se reuniría con el ejército de Procopio y el del rey de Armenia. Para conseguir una mayor rapidez de movimientos decidió ir por tierra firme, viviendo sobre el terreno y de las provisiones transportadas por animales, por lo que ordenó quemar la flota que lo acompañaba, desoyendo la opinión contraria de sus generales y causando cierta desmoralización entre las tropas.
Durante su marcha hacia el norte tuvo que enfrentarse con la política de tierra quemada llevada a cabo por los persas, cuyo ejército además no dejó en ningún momento de hostigar al de Juliano, rehuyendo el enfrentamiento directo. Las crecientes dificultades de avituallamiento, la falta de botín y los escasos donativa que Juliano pudo repartir entre sus soldados hicieron que el descontento creciera en sus filas. El 26 de junio, cuando el ejército se acercaba a Samarra, Juliano fue alcanzado por una lanza en la espalda en el curso de un combate, que finalmente ganó el ejército romano. Esa misma noche Juliano, gravemente herido, fallecía, rodeado de sus oficiales y de sus amigos.

## Dinastía valentiniana (364-383)
Como ha destacado Luis Agustín García Moreno, los años comprendidos entre la muerte en 364 de Joviano, efímero sucesor de Juliano, y la muerte de Graciano y la usurpación de Magno Máximo en 383 estuvieron «sin duda dominados por la fuerte personalidad política y militar del emperador Valentiniano I, el fundador de la dinastía que llevó su nombre». Por otro lado durante este período «el Imperio estuvo dividido de hecho en dos partes con gobiernos coordinados pero muy autónomos».

### Joviano, efímero sucesor de Juliano (363-364)
El emperador Juliano falleció en junio de 363 sin haber dejado descendencia ni haber designado sucesor por lo que fueron los altos oficiales civiles y militares los que reunidos nombraron como nuevo emperador a  Joviano, un cristiano, decano del cuerpo de oficiales del Estado mayor (primicenius domesticorum). Este se encontró en una situación desesperada, en territorio hostil y rodeado por un enemigo superior por lo que, ansioso por llevar al ejército a territorio romano y confirmar su nombramiento, firmó una paz muy desfavorable con los persas, a quienes cedió Nísibis, Singara y gran parte de la Armenia conquistada por Diocleciano en 298, así como de la Mesopotamia conquistada por Septimio Severo en 199. También se obligaba a pagar un fuerte tributo.
Jovinao abandonó la política «anticristiana» de Juliano —entre otras medidas abolió la «ley escolar» que prohibía a los cristianos enseñar— y fueron restituidos gran parte de los privilegios perdidos por la Iglesia cristiana y devueltos sus bienes. Pero Joviano nunca llegó a Constantinopla porque por el camino, cuando se encontraba en Capadocia, murió probablemente intoxicado por las emanaciones de un brasero. Era el 17 de febrero del año 364. Tenía 32 años. Su reinado sólo había durado ocho meses.

### Valentiniano I y Valente (364-378)

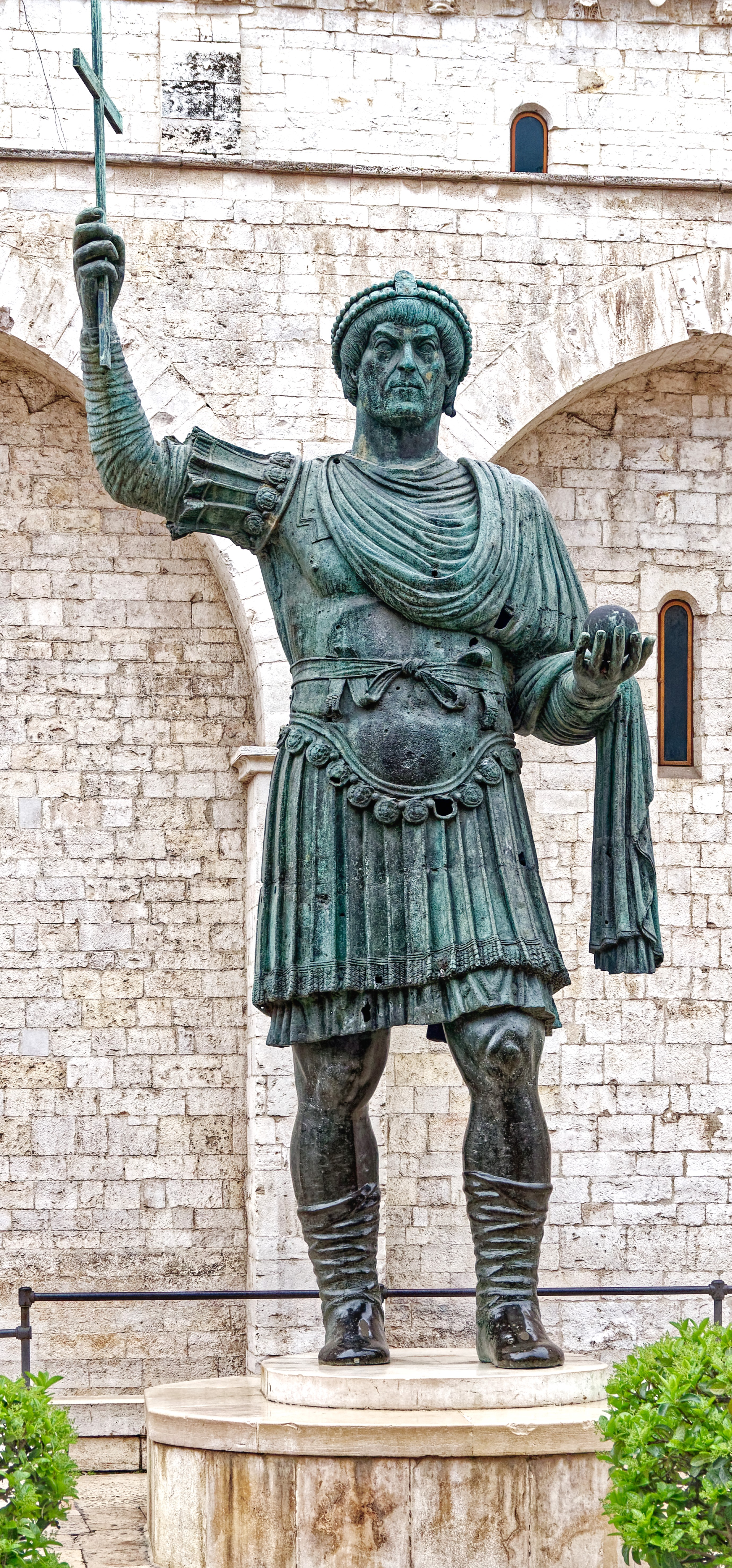
Enorme estatua, conocida como el Coloso de Barletta, que posiblemente representa al emperador Valentiniano I.

Tras la repentina muerte de Joviano se volvieron a reunir los altos oficiales militares y civiles y en Nicea proclamaron como nuevo emperador a Valentiniano, otro oficial ilirio. Llegado a Constantinopla se le exigió que nombrara otro emperador para que compartiera con él el gobierno y escogió a su hermano Valente, otro prestigioso militar. Ambos eran cristianos —debido a sus creencias religiosas Valentiniano había tenido problemas durante el reinado del «pagano» Juliano—. Pactaron en Naiso que Valente se ocuparía de la Pars Orientis y Valentiniano de la occidental y también se dividieron el ejército y los funcionarios de la corte, aunque las leyes y edictos serían acordados y promulgados conjuntamente. Sellaron el acuerdo tomando el consulado del año 365, «como era costumbre al comienzo de cada reinado».
El problema más importante al que tuvo que hacer frente Valentiniano en la parte occidental fue asegurar el limes del Rin y del Danubio, para lo que reforzó sus defensas e hizo frente a las incursiones de francos y de alamanes, llegando a atravesar el Rin para atacarlos en su propio territorio (batalla de Solicinium de 368). Tras nuevas campañas contra los alamanes entre 372 y 374 concertó un acuerdo de paz con su rey Macriano por el cual este se comprometía a no invadir el Imperio a cambio de la entrega de subsidios. Durante ese tiempo su general Flavio Teodosio se ocupó de pacificar Britania, poniendo fin a las incursiones de los pictos de Escocia, los escotos de Irlanda y de los piratas sajones (368-369). También fue Flavio Teodosio el encargado de aplastar la rebelión que en la provincia de África había encabezado el príncipe mauro Firmo (373-375). Sin embargo, Teodosio fue condenado sumariamente y ejecutado en Cartago por orden de Valentiniano o de su hijo Graciano, a quien Valentiniano en 367 había nombrado augusto con solo ocho años al temer por su vida tras caer gravemente enfermo. Poco antes de ser ejecutado Flavio Teodosio moría repentinamente Valentiniano de apoplejía cuando se encontraba en la provincia de Ilírico combatiendo a los cuados y los sármatas. Le sucedió su hijo mayor Graciano, de dieciséis años de edad, y al mismo tiempo el ejército desplegado en Ilírico, sin consultar a Graciano que se encontraba lejos, en Tréveris, y para no dejar expuesto el frente del Danubio, proclamó también augusto al hijo menor como Valentiniano II, de sólo cuatro años de edad y que estaba bajo la tutela de su madre Justina.
Por su parte Valente nada más hacerse cargo del gobierno de la pars orientalis tuvo que hacer frente a la «usurpación» de Procopio, un miembro de la familia constantiniana que había encabezado el segundo ejército de la campaña persa de Juliano. Aunque Procopio consiguió dominar las provincias de Tracia y Bitinia y rechazar a Valente en un primer choque, fue finalmente traicionado y entregado por sus soldados y fue decapitado en mayo de 366. Inmediatamente Valente tuvo que ocuparse de las incursiones y rapiñas de los godos tervingios que habían atravesado el limes del Danubio, a los que consiguió rechazar entre 367 y 369. También tuvo que afrontar los problemas en la frontera oriental frente al Imperio sasánida consiguiendo recuperar parte de Armenia.
La derrota de Adrianópolis (378)
En 376 Valente tomó una decisión histórica: autorizó el asentamiento dentro de las fronteras del Imperio de los godos, que no habían podido defender la línea del Danubio ante el avance de los hunos, un pueblo nómada procedente de las estepas euroasiáticas. Al año siguiente los godos se sublevaron a causa del incumplimiento de la promesa de que recibirían víveres y tierras —muchos de ellos se habían lanzado al bandidaje, estafados por los comerciantes romanos—. Para acabar con la rebelión Valente en persona se dirigió a Tracia al frente de un gran ejército, pero fue completamente derrotado en la batalla de Adrianópolis (9 de agosto de 378), muriendo en la contienda. Los godos, a los que se habían unido otros pueblos «bárbaros» que también habían cruzado el Danubio, se dirigieron hacia Constantinopla, pero la ciudad resistió. A partir de entonces se dedicaron a devastar las provincias danubianas y balcánicas. «Nunca hasta entonces se había sentido tan cerca el fin del Imperio», ha comentado Luis Agustín García Moreno. Sorprendentemente Graciano, que acababa de asumir el trono tras la muerte de su padre Valentiniano, nombró emperador a Teodosio, hijo de Flavio Teodosio, que había sido ejecutado posiblemente por orden suya.

### Graciano (375-383)

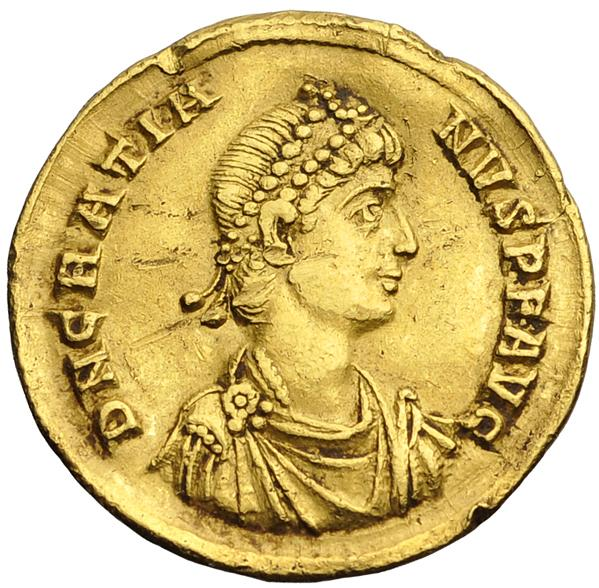
Sólido de Graciano.

A los pocos meses de su proclamación como emperador se produjo un cambio en la corte de Graciano instigado por Décimo Magno Ausonio, catedrático de retórica de Burdeos y antiguo preceptor suyo. Fueron apartados de los cargos importantes los hombres nombrados por Valentiniano I, siendo sustituidos por aristócratas del sur de la Galia, que de una u otra forma estaban relacionados con Ausonio. De esta forma este y su familia se convirtieron en el más poderosos grupo político de Occidente, que además contó con el apoyo de la aristocracia senatorial pagana de Roma, algunos de cuyos miembros a su vez obtuvieron puestos relevantes en la ciudad y en provincias. También ejercían gran influencia sobre Graciano algunos generales de origen franco, como Merobaudes, Bauto y Arbogasto.
Graciano, como su padre, tuvo que ocuparse de asegurar el limes del Rin y del Danubio. Con los alamanes, tras derrotarlos en la batalla de Argentovaria, firmó un nuevo acuerdo de paz. Para la defensa de la provincia Germania Segunda utilizó a francos federados. Y en Panonia permitió el asentamiento dentro de las fronteras del Imperio de vándalos y godos, siguiendo la misma política que estaba aplicando Teodosio en la parte oriental para hacer frente a la invasión de los godos tervingios.
Cuando se disponía a emprender una nueva campaña contra los alamanes en Retia, el ejército de Britania se sublevó y proclamó como emperador a su general, el hispano Magno Máximo. Este pasó al continente obteniendo el apoyo de las legiones de Germania y cuando Graciano quiso hacerle frente el general Merobaudes, siguiendo la opinión mayoritaria de los altos oficiales del ejército, se unió al «usurpador» dejando a Graciano solo. Este huyó pero fue alcanzado el 25 de agosto de 383 y asesinado en Lyon por uno de los generales de Máximo.
Para legitimar su proclamación como emperador Magno Máximo intentó que el augusto superviviente de la parte occidental Valentiniano II, que entonces contaba con doce años de edad, acudiera a Tréveris pero en la corte de Milán decidieron enviar en su lugar al obispo de la ciudad Ambrosio, mientras se reforzaban los pasos alpinos e impedir así que el ejército del «usurpador» entrara en Italia.

### Política religiosa
Aunque compartían su fe cristiana, los emperadores valentinianos no adoptaron la misma política religiosa. Mientras que Valentiniano y Graciano en sus inicios trataron de no inmiscuirse en los asuntos de la Iglesia cristiana, optando por una política de tolerancia, Valente y Graciano en su etapa final intervinieron activamente en sus querellas internas.
Desde el principio Valente no aplicó el edicto de tolerancia promulgado conjuntamente con su hermano Valentiniano y tomó partido contra los cristianos nicenos y contra los semiarrianos, optando por posiciones arrianas. Esa política, dirigida especialmente contra los monjes de Egipto, se agravó en los tres últimos años de su reinado, tras la muerte del moderado Valentiniano, lo que provocó revueltas en Alejandría y en Antioquía. En esta última ciudad surgió una «herejía» por obra de Apolinar de Laodicea quien afirmaba que Cristo carecía de alma humana. Sólo la amenaza de los godos le llevó a poner fin a la persecución, «reconociendo así la necesidad de formar un frente unido ante el peligro exterior», ha señalado Luis Agustín García Moreno. En cuanto al «paganismo» en 370 prohibió el estudio de los mathematici que incluía principalmente a astrónomos y astrólogos, lo que supuso un duro golpe para la intelectualidad «pagana», a pesar de que el prestigioso filósofo Temisto intentó convencerle de los perjuicios de tal persecución.
A diferencia de Valente, Valentiniano I se mantuvo neutral en las disputas cristianas, aunque estas eran prácticamente inexistentes en Occidente ya que predominaba la ortodoxia nicena, y tampoco restringió el culto tradicional romano —como sí había hecho su antecesor Joviano— llegando a confirmar ciertos privilegios concedidos por Juliano el Apóstata a los sacerdotes «paganos». Sólo persiguió a los maniqueos por razones de política exterior ya que se trataba de un culto que procedía del Imperio sasánida. Su reinado coincidió con tres fuertes personalidades nicenas: el obispo de Roma Dámaso; el obispo de Milán Ambrosio; y el obispo de Tours, Martín.
Al principio de su reinado Graciano continuó la política religiosa tolerante de su padre, pero tras la subida al trono de Teodosio en Oriente cambió radicalmente. En 379 abolió su propio edicto de tolerancia promulgado el año anterior y prohibió a los «herejes» enseñar y celebrar reuniones. El historiador André Piganiol afirmó que el cambio se debió a la influencia del obispo de Roma Dámaso, ocupado en conseguir el reconocimiento de la primacía de la sede de Roma en toda la Cristiandad, y del de Milán Ambrosio, además de la del emperador Teodosio, que en 380 promulgó el Edicto de Tesalónica que determinó que la verdadera doctrina cristiana era la establecida en el Concilio de Nicea de 325, lo que fue confirmado en el Concilio de Constantinopla de 381. Graciano también adoptó fuertes medidas contra el «paganismo», entre las que destacó la supresión del Altar de la Victoria que se encontraba en la sede del Senado romano desde los tiempos de Augusto y la eliminación de las inmunidades y rentas de las vestales y sacerdotes de Roma.

## Teodosio I el Grande (379-395): el nacimiento del Imperio cristiano

### Coemperador con Graciano (379-383): elfoedusy el Edicto de Tesalónica
El problema godo y el foedus de 382

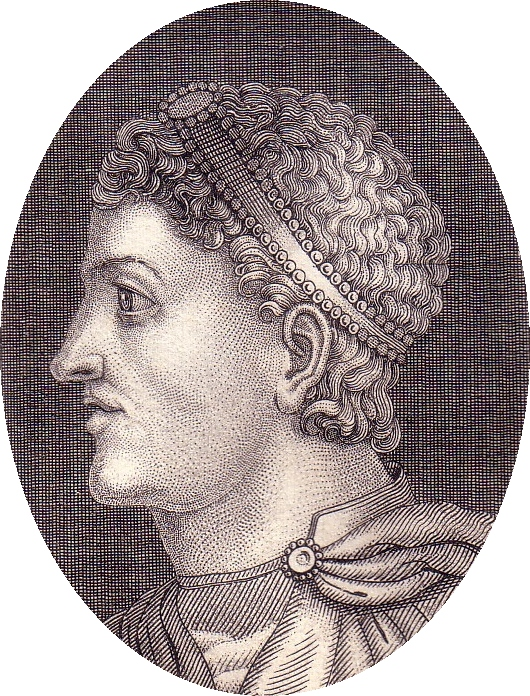
Teodosio I el Grande.

Cuando tras la muerte de Valente en la batalla de Adrianópolis, fue llamado por Graciano para que fuera el emperador de la parte oriental del Imperio, Teodosio se encontraba retirado en sus posesiones de Hispania, después de la ejecución sumaria dos años antes de su padre, el prestigioso general Flavio Teodosio. Fue proclamado augusto en Sirmio el 19 de enero de 379. El historiador Luis Agustín García Moreno ha comentado: «Sorprende el nombramiento del proscrito de la víspera. Al posible arrepentimiento del Emperador por la injusticia cometida contra su padre, pudieron unirse la influencia de ciertos altos funcionarios hispánicos y familiares de Teodosio, ingresados en la corte a principios del 376 y, sobre todo, las extendidas simpatías de que gozaba en el ejército y en la corte».
Su cometido más urgente fue restablecer el orden y el poder romano en las provincias balcánicas y danubianas devastadas por los godos. Para ello reclutó un ejército en el que no hubiera «bárbaros» para asegurarse su fidelidad, pero finalmente prefirió pactar con los godos que enfrentarse a ellos. Suscribió en 382 un «foedus», un pacto de federación con Roma, por el cual los godos se instalarían entre el Danubio y los Balcanes y recibirían un subsidio en forma de raciones de alimento (annona) y a cambio proporcionarían soldados al ejército imperial. La administración romana sólo subsistiría para los romanos que todavía permanecieran en las provincias donde se asentarían los godos. Según García Moreno, «con ello se daba nacimiento al primer Estado germánico libre en el interior del Imperio. Precedente peligroso para el porvenir, pero que de momento representaba, posiblemente, la solución menos costosa y la más factible tras la situación creada en la zona danubiana por la derrota de 378».
El cristianismo niceno convertido en la religión oficial del Estado
Teodosio pertenecía a una familia fervorosamente cristiana de la parte occidental del Imperio y se propuso acabar definitivamente con las disputas que dividían al cristianismo oriental imponiendo el cristianismo niceno como religión oficial del Estado y declarando «heréticas» a las corrientes cristianas que no compartían su Credo. Lo hizo mediante un Edicto promulgado en Tesalónica el 28 de febrero de 380, «dando así el último y decisivo paso en la construcción del Imperium Christianum», ha destacado Luis A. García Moreno. Se respetarían los cultos romanos tradicionales mientras no se realizasen sacrificios.
Esta decisión le causó problemas en cuanto llegó a Constantinopla, pues allí numerosas iglesias estaban regentadas por el clero arriano, así como el obispado. Todos ellos fueron expulsados, incluido el obispo Demófilo. Al año siguiente convocó un concilio ecuménico en la propia Constantinopla en el que se reformuló el Credo niceno aprobado en 325 y que sería conocido como símbolo niceno-constantinopolitano. Se condenó la doctrina semiarriana del antiguo obispo de Constantinopla Macedonio y el apolinarismo. Asimismo se reorganizó la Iglesia universal («católica», en griego) siguiendo la división administrativa del Imperio en diócesis y provincias. Además se otorgó el segundo rango, tras la de Roma, a la sede de Constantinopla por delante de las de Antioquía, Alejandría y Jerusalén, que iban por ese orden a continuación, formando todas ellas la pentarquía.
En los años siguientes se confiscaron los bienes de las iglesias «heréticas» y se endurecieron las penas contra los apóstatas y también contra los maniqueos. En cuanto al culto tradicional romano se prohibieron completamente las prácticas adivinatorias. En la aplicación de estas medidas represivas destacó el hispano Materno Cinegio, prefecto del pretorio de Oriente entre 384 y 388 y hombre de enorme influencia en la corte.

### Intervención en Occidente frente el «usurpador» Magno Máximo (383-388)
El «usurpador» Magno Máximo, uno de cuyos generales había asesinado al emperador Graciano, intentó que el augusto superviviente de Occidente, Valentiniano II, acudiera a Tréveris, donde tenía su corte, para conseguir así legitimar su proclamación (en su lugar viajaría el obispo de Milán Ambrosio). Se llegó a una entente según la cual Valentiniano II, en realidad su madre Justina ya que solo contaba con doce años de edad, gobernaría desde Milán Italia y el Ilírico, mientras que el resto de la parte occidental quedaría en poder de Magno Máximo.
Tras el acuerdo con Valentiniano II y su madre Magno Máximo buscó la aprobación de Teodosio. Este inicialmente no pudo oponérsele porque seguía ocupado con los problemas de los Balcanes y con la aplicación de su política religiosa, así que se produjo un cierto reconocimiento, aunque «tenía más el aspecto de una paz armada y expectante», ha comentado Luis Agustín García Moreno. Al mismo tiempo Teodosio estableció una especie de protectorado sobre Valentiniano II y la corte milanesa.
En el 387 Magno Máximo aprovechó la oportunidad que imprudentemente le brindó Valentiniano II al aceptar que sus tropas cruzaran los Alpes para participar en la defensa de Panonia y se lanzó a apoderarse de Italia. Valentiniano II y su madre escaparon y buscaron refugio en la corte de Teodosio en Constantinopla. Para anudar sus lazos Teodosio se prometió con la hermana de Valentiniano II Gala y se preparó para enfrentarse con el ejército de Magno Máximo. Lo derrotó en la batalla del Sava, cerca de Siscia (en la actual Croacia). Magno Máximo optó por entregarse en Aquilea en donde se encontraba Teodosio y allí mismo fue ejecutado. Al mismo tiempo Teodosio envió al general de origen franco Arbogasto para que se hiciera con el control de la Galia.

### Emperador único (388-395): el fin del «paganismo»

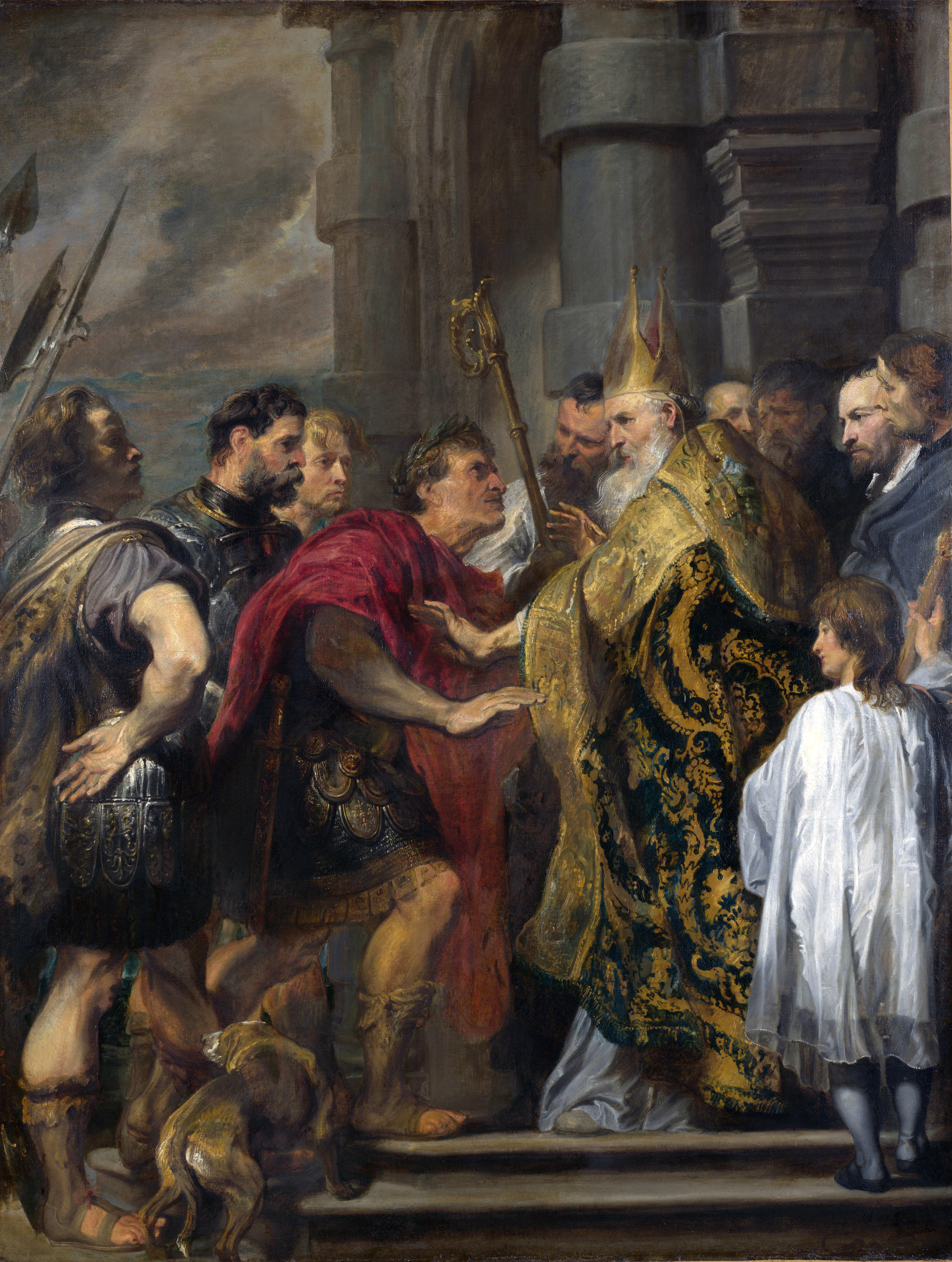
Cuadro del pintor del Antoon van Dyck sobre el famoso enfrentamiento entre Teodosio y el obispo de Milán Ambrosio. Muestra el momento en el que el obispo le prohíbe el paso a la iglesia al emperador hasta que no haga penitencia pública por la masacre de Tesalónica.

Para asegurar su dominio sobre la parte occidental del Imperio Teodosio pasó más de dos años en Milán, mientras enviaba a Valentiniano II —y a su madre— a Tréveris para que se hiciera cargo de la prefectura del pretorio de las Galias bajo la supervisión del general Arbogasto. Durante su estancia en Milán se produjo el famoso enfrentamiento con el obispo Ambrosio. El motivo fue la negativa de este a darle la comunión —Teodosio estaba bautizado— si no hacía pública penitencia por haber ordenado la matanza de tres mil habitantes de Tesalónica como castigo por el motín antigermánico que se había producido en la ciudad y en el que había perecido el magister militum godo Buterico. Finalmente Teodosio se plegó a las exigencias del obispo y pudo recibir la comunión.
Tras el enfrentamiento con el obispo Ambrosio la política religiosa de Teodosio se radicalizó debido también a la influencia del cristiano intransigente prefecto del pretorio de Oriente Rufino. En Constantinopla, a donde acababa de volver de Milán, promulgó el 24 de febrero de 391 un decreto que prohibía prácticamente culto tradicional romano, al que los cristianos ya se referían a él con el nombre despectivo de «pagano». Condenaba con severas penas a los que hicieran sacrificios, visitaran los templos o diesen culto a las estatuas de los dioses. Ese mismo año se producía la destrucción del Serapeum de Alejandría asaltado por grupos de cristianos fanáticos. Al año siguiente, el 8 de noviembre, promulgaba un decreto aún más duro en el que se prohibía con penas severísimas hasta los sacrificios y el culto privado, lo que suponía la condena definitiva del «paganismo». Poco después eran prohibidos también los juegos sagrados.
En 392 estalló el conflicto entre Valentiniano II y su «supervisor», el general Arbogasto. El motivo inmediato fue la negativa de este a que Valentiniano, que ya contaba con veintiún años de edad, se pusiera al frente del ejército para hacer frente a una nueva amenaza «bárbara» en Panonia. Pero cuando el obispo de Milán Ambrosio, llamado por Valentiniano, se dirigía a Tréveris para hacer de mediador se conoció que Valentiniano había aparecido muerto. Arbogasto dijo no saber nada del asunto, pero cuando vio que Teodosio no respondía a su declaración de inocencia, se adelantó a los acontecimientos e hizo proclamar en 393 emperador por el ejército al rétor Eugenio —el propio Arbogasto no podía ser emperador debido a su origen «bárbaro»—.
Eugenio intentó que Teodosio lo reconociera como tercer augusto —en 383 había proclamado como augusto a su hijo mayor Arcadio, cuando contaba con solo cinco años de edad—, pero como no lo hizo marchó sobre Italia y en Roma buscó el apoyo de la aristocracia senatorial «pagana» encabezada por Virio Nicómaco Flaviano a quien nombró prefecto del pretorio de Italia. Una de las decisiones que adoptó fue restablecer solemnemente el Altar de la Victoria en la sede del Senado que Graciano había retirado. Además, aunque era cristiano, toleró las ceremonias y rituales «paganos» organizados por Nicómaco Flaviano —que fueron criticadas en un panfleto anónimo cristiano titulado Carmen contra paganos—.
En 394 Teodosio decidió acabar con el «usurpador» Eugenio y marchó hacia Italia al frente de su ejército. Eugenio, apoyado por Nicómaco Flaviano y Arbogasto, bloqueó los pasos alpinos para impedirle el paso y además convirtió el enfrentamiento en una «guerra de religión» ya que prometió que si vencía convertiría las iglesias en establos y obligaría a los clérigos cristianos a enrolarse en el ejército. La batalla decisiva se produjo en el estrecho valle del río Frígido, cerca de Aquilea. La victoria fue para el ejército de Teodosio «favorecido por un fuerte y repentino viento que no se dudó en atribuir a la intervención divina».
Tras su victoria Teodosio entró en Roma donde proclamó como augusto a su segundo hijo varón Honorio, de diez años de edad, y nombró como cónsules a dos cristianos además de presionar a los senadores para que abandonaran el «paganismo», para que «renunciaran a ese error» y adoptaran «la fe de los cristianos que comporta la promesa de la remisión de todo pecado y de toda impiedad». Sin embargo, muchos senadores seguirán siendo fieles a los cultos tradicionales. Por otro lado, no persiguió a los que habían secundado a Nicómaco Flaviano, quien optó por el suicidio. Su familia se convirtió al cristianismo y de esta forma consiguió la devolución de los bienes confiscados.

### Muerte de Teodosio y división del Imperio: Arcadio (Oriente) y Honorio (Occidente)

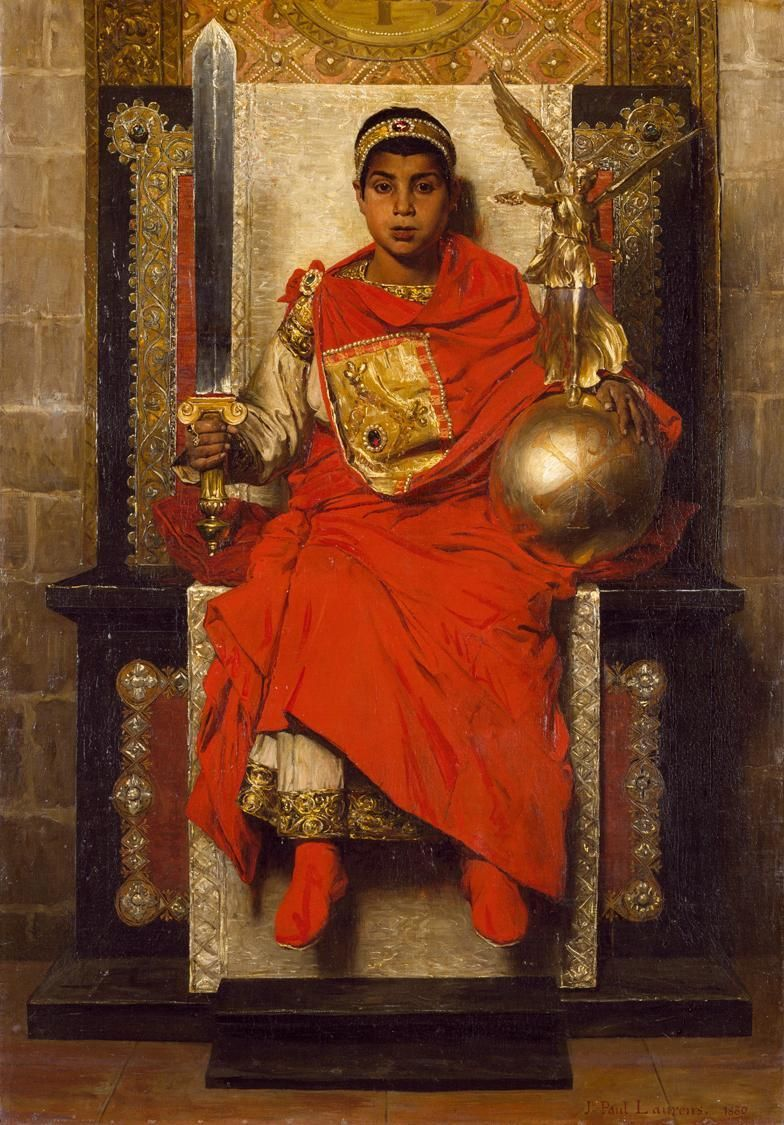
El Emperador Honorio, Jean-Paul Laurens (1880). Tras la muerte de su padre en enero de 395, Honorio de once años de edad, se convirtió en emperador de Occidente, mientras que su hermano Arcadio, de dieciocho años, lo fue de Oriente.

Teodosio de Roma Teodosio se dirigió a Milán, donde desde hacía tiempo se encontraba la corte de la parte occidental del Imperio. Al poco tiempo de llegar enfermó y el 17 de enero de 395 murió, «dejando el Imperio repartido entre sus dos hijos, Honorio [de once años de edad] y Arcadio [de dieciocho años de edad], aunque bajo la suprema vigilancia del leal general Estilicón, un semibárbaro unido por lazos de matrimonio a la familia imperial», ha afirmado Luis Agustín García Moreno. «Una fecha histórica por la división en dos del Imperio», ha subrayado D. Pérez Sánchez, división que, según este historiador, era «inevitable» ya que «obedecía a la imposibilidad de los emperadores de mantener más tiempo la unidad política» y «reconocía la existencia de dos personalidades propias que siguieron caminos dispares en lo político: la publicación en el año 438 del Código Teodosiano marca el fin de la comunicación de la promulgación de leyes de un emperador a otro y el mutuo desentendimiento de las dos mitades». Claire Sotinel, por su parte, ha puntualizado, siguiendo al autor antiguo Eunapio, que la división del Imperio no fue el resultado de «ninguna decisión política deliberada de Teodosio, del ejército o del Senado».
La oración fúnebre la pronunció el obispo de Milán Ambrosio en presencia de Honorio y de la corte y el cuerpo de Teodosio fue trasladado a Constantinopla donde fue enterrado el 8 de noviembre de 395 en la Iglesia de los Santos Apóstoles, junto a los restos de Constantino, de Constancio II y de Valentiniano I. La ceremonia la presidió Arcadio, que no había ido con su padre a Italia, a quien acompañaba su «tutor» (epitropos), el prefecto del pretorio de origen galo Rufino.

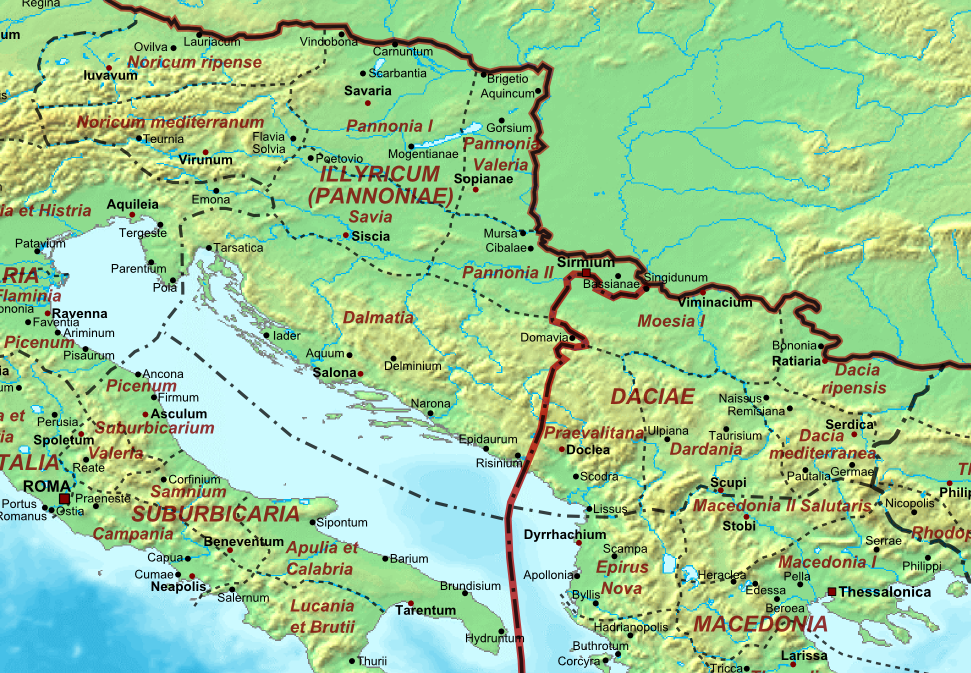
División de la prefectura del pretorio de Iliria entre Honorio y Arcadio. Las diócesis de Dacia y de Macedonia, de habla griega, pasaron a depender de Constantinopla y la de Panonia, de habla latina, siguió siendo gobernada desde Milán.

La relación inicial entre las cortes de Milán y de Constantinopla fue bastante tensa, debido sobre todo a la petición de Rufino, en nombre de Arcadio, de que pasaran a su gobierno las diócesis de Dacia y de Macedonia, dos territorios de habla griega, que al estar integradas en la Prefectura del pretorio de Iliria correspondían a Honorio. Estilicón en principio se opuso, pero lo acabó aceptando de hecho cuando, por lealtad a la dinastía Teodosiana, cumplió la orden de Arcadio de retirarse de Macedonia, donde se encontraba combatiendo a los visigodos de Alarico. También obedeció la orden de hacer regresar a Constantinopla al ejército de Oriente que había encabezado Teodosio para derrotar al «usurpador» Eugenio, pero cuando el 27 de noviembre de 395 las tropas desfilaban ante el emperador en persona, un grupo de soldados se abalanzaron sobre Rufino y le cortaron la cabeza, que fue paseada por toda la ciudad entre la aclamación de la multitud. Rufino fue sustituido como máximo consejero de Arcadio por el eunuco Eutropio, entonces praepositus sacri cubiculi.
Como prueba del nuevo entendimiento entre Milán y Constantinopla Arcadio y Honorio compartieron el consulado del año 396 (y para los años siguientes acordaron que nombrarían un cónsul cada uno). La cuestión del Illyricum se resolvió integrando Dacia y Macedonia en la nueva prefectura del pretorio de Iliria oriental, con capital en Tesalónica y dependiente de Constantinopla, mientras que la Panonia, con capital en Sirmium, seguiría siendo gobernada desde Milán. Así quedó fijada la "frontera" europea entre el Imperio romano de Occidente y el Imperio romano de Oriente.

División administrativa en diócesis del Imperio romano de Occidente hacia el año 400.

La entente duró poco tiempo. En el otoño de 397 el general Gildo, de origen mauro, sublevó la diócesis de África contra Honorio, dejó de enviar trigo a Roma (su única fuente de aprovisionamiento de grano desde que el de Egipto era enviado a Constantinopla, lo que provocó motines en la ciudad), y, tras haber contactado con Eutropio, se puso al servicio de Arcadio. La repuesta de Honorio, a instancias de Estilicón, fue convocar al Senado que aprobó su propuesta de declarar «enemigo público» a Gildo. Inmediatamente Arcadio, persuadido por Eutropio, convocó al Senado de Constantinopla que proclamó a Estilicón «enemigo del Imperio». De esta forma el Senado de la Nueva Roma asumía un papel político que nunca había tenido. Estilicón se encontraba en Milán lejos del alcance del Imperio de Oriente, pero, como ha destacado Claire Sotinel, «el impacto simbólico era inmenso». Además Arcadio nombró magister militum de Illirium a Alarico; «era a la vez una forma muy teodosiana de ganar la paz y un nuevo insulto para Estilicón», comenta Sotinel.
Finalmente Estilicón envió a África un ejército al mando de Mascezel, hermano de Gildo enfrentado con él porque había intentado asesinarle y tras su huida había ejecutado a sus dos hijos. En abril de 398 Mascezel derrotó a Gildo y este, abandonado por su ejército vencido, se suicidó. La autoridad de Honorio sobre la diócesis de África fue así restablecida. La condena de Estilicón sería levantada después de que Eutropio cayera en desgracia a finales de 399, tras haber atacado a la esposa de Arcadio Eudoxia —fue juzgado y condenado a muerte—. El 9 de enero de 400 Eudoxia era proclamada Augusta. En abril del año siguiente Eudoxia tuvo un hijo varón que recibió el nombre de Teodosio, lo que aseguraba la continuidad de la dinastía teodosiana. En septiembre Arcadio y Honorio asumieron conjuntamente el consulado para 402.

## ElsigloV: desintegración del Imperio de Occidente y pervivencia del de Oriente

### Invasiones bárbaras

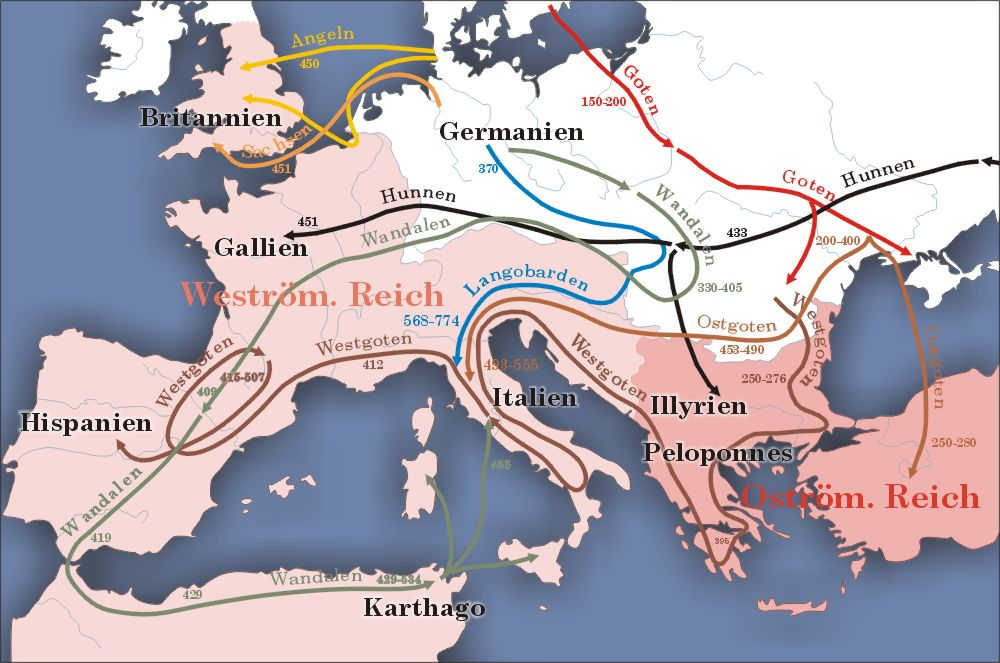
Mapa de las invasiones de los pueblos germánicos. En rojo los godos, en marrón claro los ostrogodos, en marrón oscuro los visigodos, en celeste los lombardos, en verde los vándalos, en amarillo los anglos y en negro los hunos.

Hasta el siglo III d. C. Roma mantuvo, no sin dificultades, la Pax Romana y para ello no dudó en reclutar «bárbaros» como tropas auxiliares. También mantuvo relaciones comerciales (y de amistad) que favorecieron que algunas tribus, especialmente sus élites, fueran asimilando ciertos elementos de la cultura romana. A principios del siglo III la situación cambió a causa del nacimiento del Imperio sasánida en Persia, que desplegará una política agresiva frente al Imperio romano, lo que obligará a transferir hacia la frontera oriental una parte importante del ejército romano de Occidente, lo que debilitará el limes del Rin y del Danubio, y esto será aprovechado por los «bárbaros»  del otro lado de la frontera, que además en ese momento están viviendo un proceso de reagrupamiento y de conversión en verdaderos guerreros —el desarrollo de la forja de armas de hierro así lo atestigua—.
La presión de los «bárbaros sobre las fronteras del Imperio comienza en el siglo III. Las incursiones se multiplican a veces penetrando profundamente en el interior. No es casual que en 271 el emperador Aureliano ordene construir unas murallas alrededor de Roma para protegerla y tampoco que decida abandonar la Dacia para situar la frontera en el Danubio (ese vacío será aprovechado por los godos para instalarse allí). Pero en este siglo los «bárbaros» no se proponen ni invadir el Imperio ni asentarse dentro de él. Su objetivo es el pillaje y hacer el mayor número de prisioneros para llevárselos con ellos como mano de obra. De todas formas Roma consiguió contenerlos alternando las acciones militares con las diplomáticas.

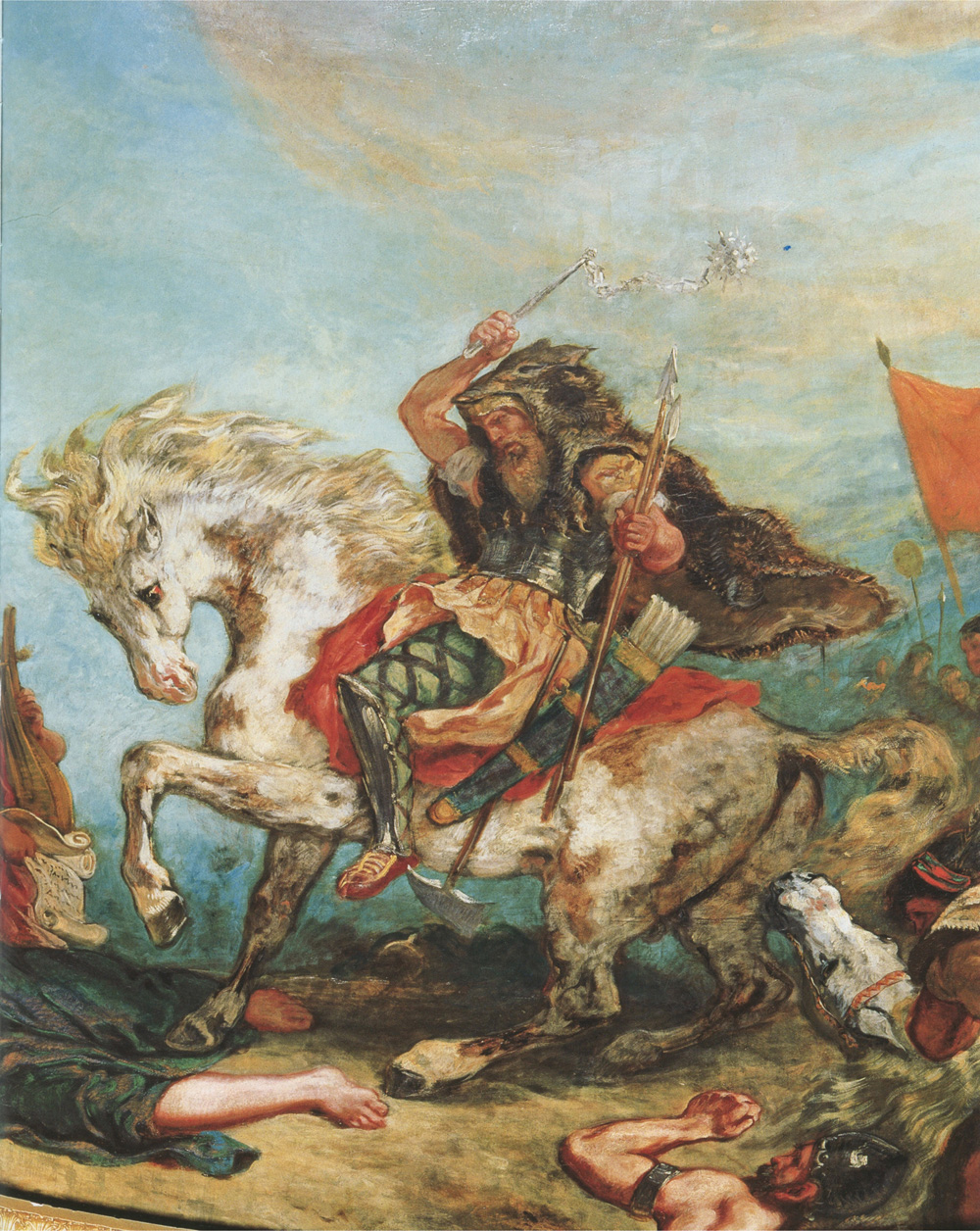
Atila, caudillo de los hunos, pintado por Eugene Delacroix en 1843 (fresco del Palacio Borbón de París).

En el último tercio del siglo IV el mundo de los «bárbaros» se vio conmocionado por la irrupción en Europa de los hunos que les empujarán a entrar en el Imperio en forma de migraciones (o «invasiones») de pueblos enteros para encontrar allí refugio, rompiéndose el equilibrio existente en las fronteras del Imperio. La «primera invasión» está protagonizada por los godos que llegan al Danubio y piden cruzarlo e instalarse al otro lado del limes. El emperador Valente accede en 376, porque en ese momento está combatiendo a los persas sasánidas en la frontera oriental y las reservas militares son limitadas. Pero pocos meses más tarde los godos se rebelan al no obtener lo que demandaban  y cuando Valente al frente de su ejército se enfrenta a ellos en agosto de 378 es derrotado en la batalla de Adrianópolis —el propio emperador perece en el combate—. «La derrota de Adrianópolis tiene graves consecuencias. Se concluye con un acuerdo de paz, que autoriza a los godos a instalarse en los Balcanes [en la actual Bulgaria]. Pero, Roma, en estado de inferioridad, no podrá nunca destruir su independencia política. Por primera vez, un imperio bárbaro semiindependiente se instala sobre suelo romano. Es una ruptura, un cambio sin precedentes», ha señalado Peter Heather.
El 31 de diciembre de 406 comienza una «segunda invasión bárbara», esta vez sobre el limes del Rin y protagonizada por suevos, vándalos y alanos, empujados también hacia el Imperio por los hunos. Durante dos años devastarán la Galia para pasar después a Hispania.

### Desintegración del Imperio romano de Occidente: de Honorio a Rómulo Augústulo (400-476)

Situación del Imperio occidental en el año 410, cuando se produjo el saqueo de Roma por los visigodos de Alarico.
Honorio
Constantino de Britania
Máximo de Hispania
Átalo y Alarico
Britanorromanos
Bagaudas
Alanos, suevos y vándalos

Tras saquear Grecia (396-397), el caudillo visigodo Alarico consiguió que el emperador de Oriente Arcadio cediera a sus aspiraciones y lo nombrara magister militum del Illyricum y además le concediera un territorio en el Epiro para asentar a su pueblo. «Con ello el gobierno de Constantinopla alejaba de sus cercanías al ambicioso rey godo, creando de paso problemas al gobierno occidental dominado por Estilicón», ha señalado Luis Agustín García Moreno. Pero cuando en Constantinopla se impuso una corriente política contraria a los pactos con grupos de foederati godos, Alarico dejó de recibir los subsidios alimenticios comprometidos, por lo que decidió marchar hacia Italia, para obtener allí lo que necesitaba. Como el gobierno del Imperio occidental, trasladado de Milán a Rávena desde el 404, no aceptó sus exigencias la respuesta de Alarico fue el saqueo de Roma en el año 410. Poco después moría Alarico y su sucesor Ataúlfo abandonaba Italia para asentarse en el sur de la Galia.

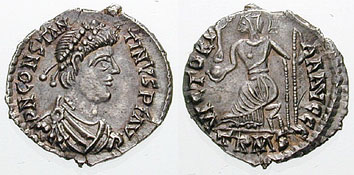
Moneda del «usurpador» Constantino III. Se proclamó emperador de Occidente en 407, viéndose obligado a abdicar en 411 y siendo asesinado poco después.

Cuatro años antes del saqueo de Roma había tenido lugar otro acontecimiento que iba a marcar la historia del Imperio romano de Occidente. El 31 de diciembre de 406 atravesaban el limes del Rin un conglomerado de pueblos «bárbaros»  encabezados por el alano Respendial y el vándalo asdingo Godegisilio. A diferencia de lo ocurrido el año anterior con la invasión de la Italia septentrional por parte de godos greutungos encabezados por Radagaiso que fueron derrotados por Estilicón en la batalla de Fiesole, penetraron sin oposición en la Galia. Una de las razones que explican que ningún ejército romano los detuviera fue que tres meses antes se había sublevado en Britania el general Constantino, autoproclamado emperador con el título de Constantino III, pasando a continuación al continente. Comenzó así una guerra civil que duraría cinco años —al inicio de la guerra Estilicón cayó en desgracia y fue ejecutado en 408 por orden del emperador Honorio—. En ese contexto es en el que se produjo el paso del grueso de los invasores «bárbaros» a la península ibérica en 409 ya que lo hicieron casi como aliados de la rebelión que había surgido en Hispania en las propias filas del «usurpador» Constantino encabezada por Geroncio, su principal general. Los vándalos asdingos y los suevos se establecieron en la Gallaecia, los vándalos silingos en la Bética y los alanos en la Lusitania y en la Cartaginense.
El final de la guerra civil, con la derrota de Constantino III y de sus hijos en 411 y de su continuador Jovino en 416, posibilitó la solución del problema visigodo con la firma de un foedus entre el vencedor en la guerra civil y nuevo hombre fuerte del Imperio de Occidente, el magister militum Flavio Constancio, actuando en nombre del emperador Honorio, y el rey visigodo Walia, sucesor de Ataulfo y de Sigerico. En virtud del pacto los visigodos se comprometían a servir al Imperio como foederati y a cambio se les permitía su asentamiento en el sur de la Galia, donde el rey visigodo, aunque subsistiría la administración romana, tendría amplias atribuciones que suponían el establecimiento de hecho de un embrión de Estado dentro del territorio imperial. La primera misión encomendada a los ‘’foederati’’ visigodos fue acabar con las «monarquías militares» establecidas en Hispania por alanos y vándalos silingos (los supervivientes se integrarían con los vándalos asdingos). Si no pusieron fin al resto fue porque Flavio Constancio les hizo regresar a la Galia, donde fundarían en 418 el que sería conocido  como el reino visigodo de Tolosa.
Hacia el año 420 parecía que el poder imperial se había restaurado en todo Occidente y además el futuro de la dinastía teodosiana parecía asegurada —a pesar de que Honorio no tenía descendencia— con el nacimiento el año anterior de un varón fruto del matrimonio de la hermana de Honorio Gala Placidia con el magister militum Flavio Constancio, que en 421 sería asociado al trono como coemperador con el título de Constancio III. Sin embargo, ese mismo año moría Constancio y dos años después, 423, el propio Honorio, y Valentiniano III era proclamado emperador en 425 con solo seis años de edad. Esta circunstancia fue aprovechada por el rey visigodo Teodorico I para extender el reino de Tolosa hacia la Provenza, por los suevos para consolidar su reino en la Gallaecia y, lo que fue más decisivo para el futuro, por el rey vándalo Genserico que, tras saquear el este y sur de Hispania, cruzó el estrecho de Gibraltar en 429 con la intención de apoderarse de la diócesis de África —se calcula pasaron a África unas ochenta mil vándalos asdingos y alanos—. El nuevo hombre fuerte de Occidente desde 432, el general semibárbaro Aecio, no reaccionó ante la amenaza que el avance vándalo suponía para el vital aprovisionamiento de grano de Roma y de Italia —dio prioridad a restablecer el dominio romano en la Galia, lo que no impidió que se establecieran los burgundios en el valle del Ródano, dando nacimiento al segundo reino germánico en ese territorio— y no desplazó allí un ejército que impidiera que en 439 Genserico tomara Cartago, convirtiéndola en la capital del reino vándalo. Se consolidaba así «el primer Estado germánico que no reconocía ninguna superioridad al Imperio ni mantenía con él alianza alguna».
El reino vándalo se convirtió en una seria amenaza para el Imperio. Dueño de una poderosa flota romana, desde sus bases de las Islas Baleares y más tarde de Sicilia, realizó numerosas acciones piráticas sobre las costas italianas. Además hizo pagar muy caro el grano que enviaba a Roma y a Italia, vital para su aprovisionamiento. Este poder es lo que explicaría que Genserico consiguiera la mano de la hija del emperador Valentiniano III, Eudocia, para su hijo y sucesor Hunerico. En 455, utilizando como pretexto el asesinato de Valentiniano III Genserico saqueó Roma, el segundo saco que sufrió la ciudad a manos de los «bárbaros» tras el llevado a cabo por los visigodos de Alarico cuarenta y cinco años antes.

El mundo del Mediterráneo sobre el 450 d. C.

Mayor éxito tuvo Aecio frente a los hunos de Atila a los que consiguió derrotar en la batalla de los Campos Cataláunicos del 20 de junio de 351. Su victoria se explica porque junto al ejército romano combatieron los visigodos federados de Teodorico, que murió en la batalla. A pesar de la derrota, Atila intentó invadir Italia, por lo que el peligro huno no desaparecería hasta la muerte de este en 453. En 454 moría Aecio, víctima de una intriga palaciega, y al año siguiente el emperador Valentiniano III.
A Valentiniano III le sucedieron Avito (455-456) y Mayoriano (457-461). El primero era un senador galo, que contó con el apoyo de los visigodos de Teodorico, pero que fracasó por la oposición que encontró en la aristocracia senatorial romana —conmocionada por el saqueo que acababa de sufrir la ciudad por el vándalo Genserico— y el ejército de Italia, dominado por el suevo-visigodo Ricimer. El segundo era un general romano elevado al trono por Ricimer. Fue el último emperador que intentó restablecer el poder imperial fuera de Italia. Lo consiguió en las regiones costeras mediterráneas de la Galia y de Hispania, para lo que fue clave el apoyo que consiguió entre la nobleza senatorial hispana y gala, pero fracasó en su intento de acabar con el reino vándalo con una expedición marítima desde Cartago Nova (batalla de Cartagena (460)).
La derrota de la flota romana obligó Mayoriano a concluir con el rey vándalo Genserico una paz muy desventajosa ya que este obtenía el dominio de Cerdeña, de Córcega y de las Islas Baleares. Mayoriano tuvo que volver rápidamente a Italia porque las incursiones vándalas sobre sus costas no cesaban, pero cuando estaba en camino, acompañado únicamente por una pequeña escolta (a principios de 461 había licenciado a su ejército en Arlés), fue detenido en Tortona por orden de Ricimer y decapitado poco después. En noviembre de 461 fue proclamado en Rávena como emperador el senador Libio Severo, de nuevo a propuesta de Ricimer, que fue quien realmente ostentó el poder durante su reinado.
Como ha destacado Luis Agustín García Moreno, «el final de Mayoriano [en 461] supuso prácticamente el de toda esperanza de restauración del poder imperial en las Galias y las Españas». La consecuencia fue que en el norte de la Galia surgiera el reino de Soissons, independiente del Imperio, también llamado «reino de Siagrio», por el nombre de la persona que lo encabezaba, que era hijo del magister militum Egidio y que el reino visigodo de Tolosa extendiera sus dominios hasta el Loira y la Provenza en las Galias y hacia Hispania, arrinconando al reino suevo en la Gallaecia.

#### El fin del Imperio romano de Occidente
Tras la victoria de la flota vándala frente a las costas de Cartagena en 460, el emperador de Oriente León I envió desde Constantinopla una embajada a Cartago, sede de la corte del reino vándalo, para intentar conseguir que Genserico pusiera fin a las incursiones que estaban asolando las regiones costeras de Italia y de Sicilia y para que liberara a los miembros de la familia imperial que había tomado como rehenes tras el saqueo de Roma. El rey vándalo accedió a esto último (autorizó que Licinia Eudoxia y su hija Placidia partieran para Constantinopla; su otra hija Eudocia, casada con el heredero al trono vándalo Hunerico, siguió en Cartago) pero las incursiones continuaron, así que cada año durante la estación de la navegación los vándalos siguieron saqueando las cosechas y tomando prisioneros convertidos en esclavos.
En noviembre de 465 murió el emperador de Occidente Libio Severo y Ricimer, quien había ostentado realmente el poder durante su reinado, permitió que una delegación del Senado fuera a Constantinopla a pedirle a León I la designación de un nuevo emperador para Occidente. Este envió a Roma a Antemio acompañado de un ejército considerable y al mismo tiempo advirtió a Genserico de que un ataque contra Italia llevaría la guerra al norte de África. Antemio fue proclamado cerca de Roma emperador de Occidente a principios de abril de 467 y para asegurarse el apoyo de Ricimer le dio a su hija Alipia en matrimonio.

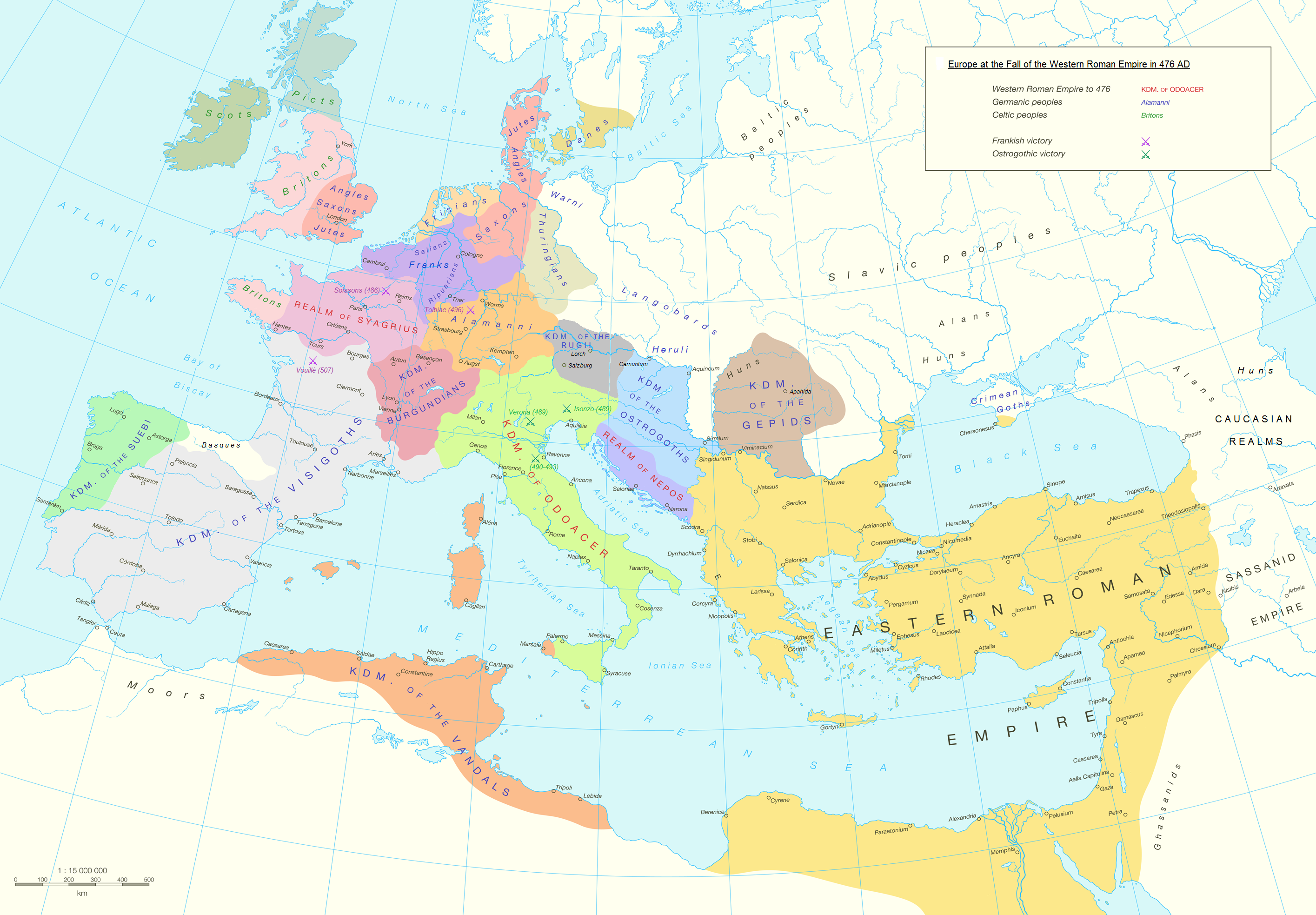
Mapa político de Europa, norte de África y Oriente Medio en 476, el año de la caída del Imperio romano de Occidente. Muestra el Imperio romano de Oriente y los reinos germánicos que se formaron en el territorio del Imperio romano de Occidente.

El proyecto más importante de Antemio fue la organización de una gran expedición militar que pusiera fin al reino vándalo pero esta fracasó completamente lo que debilitó su autoridad, situación que fue aprovechada por el rey visigodo Eurico para extender su regnum de Tolosa por el norte hasta el Loira y hacia el sureste, en dirección a Arlés, la capital de la Galia romana, donde en 471 derrotó al ejército enviado desde Italia por Antemio al mando de su hijo Antemiolo, que murió en la batalla. También hacia la península ibérica donde dos años después se apoderaba de Tarraco y del resto de las ciudades de la costa mediterránea. En 476 ya era dueño de Hispania, a excepción del noroeste donde se había consolidado el reino suevo. Por su parte los burgundios comenzaron a extender su reino hacia el sur por el valle del Ródano, mientras que los francos se hacían fuertes en el noreste de la Galia y los bretones en el noroeste (Armorica). «Toda una serie de potencias, por tanto, fueron adueñándose del viejo corazón imperial formado por la Galia e Hispania», ha señalado Peter Heather.
En Italia Ricimer también se aprovechó de la debilidad de Antemio, especialmente tras la derrota del hijo de este por los visigodos y la consiguiente pérdida de las tropas que le apoyaban, y sitió Roma con un ejército formado en su mayoría por «bárbaros», entre los que se encontraba el hérulo Odoacro. Antemio, que se había fortificado en el centro de la ciudad alrededor del Palatino, resistió durante varios meses hasta que en julio de 472 los sitiados se rindieron asolados por el hambre. Entonces Ricimer permitió que sus tropas saquearan Roma (la tercera vez que ocurría en lo que iba de siglo tras los saqueos de 410 y de 455) causando numerosas víctimas. Antemio fue detenido y decapitado y en su lugar Ricimer hizo proclamar emperador a Anicio Olibrio, casado con la hija de Valentiniano III Placidia (y que, por tanto, era cuñado del heredero al trono vándalo Hunerico, lo que le convertía en el candidato de Gunderico) pero al mes siguiente falleció Ricimer y en octubre el propio Olibrio (ambos, al parecer, de muerte natural). Tras unos meses de vacío de poder en marzo de 473 el príncipe de los burgundios Gundebaldo, cuyas tropas habían formado parte del ejército de Ricimer que había saqueado Roma y que había sido nombrado por Olibrio magister militum, proclamó en Rávena como nuevo emperador a Glicerio, comandante de la guardia imperial (comes domesticorum). En aquel momento los dominios de Glicerio se reducían a Italia y a una pequeña parte del sureste de la Galia. «La lucha por lo que teóricamente era el trono imperial se había convertido en una pugna homicida por la obtención de un poder prácticamente insignificante», ha puntualizado Peter Heather.

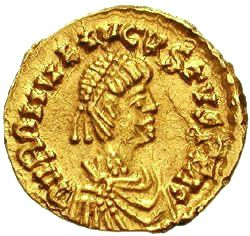
Rómulo Augústulo, hijo del general Flavio Orestes, último emperador de Occidente. Fue depuesto por el hérulo Odoacro, quien reclamó el trono de Italia (476), confinando a Rómulo en Lucullanum, el Castel dell'Ovo, en el golfo de Nápoles.

El nuevo emperador de Oriente Zenón (que había sucedido a León I, muerto en enero 474) no reconoció a Glicerio y encargó a Julio Nepote, magister militum de Dalmacia, que fuera a Roma, depusiera a Glicerio y se proclamara emperador, lo que logró sin dificultad el 19 o el 24 de junio porque las mejores tropas de este habían marchado con Gundebaldo a su reino de los burgundios (para reclamar sus derechos al trono tras la muerte de su padre, el rey Gondioc). Nepote nombró magister militum de Italia a Orestes pero este se rebeló contra él y lo obligó a volver a Dalmacia en agosto de 475, aunque Nepote no renunció al título imperial. Sin embargo, el 31 de octubre Orestes proclamó emperador en Rávena a su hijo Rómulo, todavía un niño (por esta razón y por la corta duración de su reinado sería conocido como «Rómulo Augústulo», el «pequeño Augusto»). Los tropas «bárbaras» que formaban el pequeño ejército de Italia se rebelaron porque Orestes se negó a proporcionarles un territorio en el que instalarse definitivamente y el 23 de agosto de 476 proclamaron como su «rey» a Odoacro (que no era un ciudadano del Imperio, ni un militar que hubiera estado al servicio de Roma durante mucho tiempo). Dos semanas después Odoacro entraba en Rávena y deponía a «Rómulo Augústulo» (a quien Odoacro le perdonó la vida; no así a su padre Orestes al que mandó ejecutar) y enviaba a Constantinopla las insignias del poder imperial (la diadema, el cetro y la capa púrpura). Según relató el historiador bizantino Malco, Odoacro envió una embajada de senadores a Constantinopla que expuso al emperador de Oriente Zenón «que no había necesidad de dividir el gobierno, y que ambos territorios quedarían satisfechos con compartir un solo emperador» y «que habían elegido a Odoacro, un hombre de experiencia militar y política, para la protección de los asuntos propios, y que Zenón podía conferirle el rango de patricio y confiarle el gobierno de Italia». Zenón tardó en responder, a causa de sus dudas de si atender la petición de Julio Nepote para que le apoyara para reclamar el trono de Occidente, pero finalmente le escribió una carta a Odoacro reconociéndolo como patricio y como gobernante de Italia.
Con el envío a Constantinopla de las vestiduras del emperador de Occidente, que incluía la diadema y el manto púrpura que solo el emperador podía llevar, se puso fin «a quinientos años de Imperio», apunta Peter Heather. «En Occidente nadie se preocupó mucho de esta desaparición de facto del gobierno imperial en Italia y del acto de fuerza de Odoacro… Con ello se completaba el final del Imperio en Europa occidental», ha señalado Luis Agustín García Moreno. Heather, por su parte, ha destacado que, aunque «muchos de los habitantes de la Europa occidental y del norte de África siguieron juzgándose romanos», después del derrocamiento de Rómulo Augústulo llegó a su fin en Occidente «el imperio romano como estructura global y suprarregional». Dejó de existir «un centro de toma de decisiones —un emperador, una corte y una burocracia—» que contaba con «unos mecanismos para la recaudación de impuestos y un ejército profesional cuyo poderío militar definía y protegía las zonas sujetas a su dominio».
Reino de Odoacro

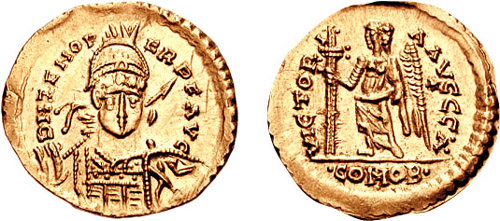
Sólido bizantino de Odoacro en nombre del legítimo emperador Zenón. Esta moneda atestigua la sumisión formal de Odoacro a Zenón.

Odoacro no se propuso recuperar el control del resto de territorios que habían formado el Imperio romano de Occidente sino que su preocupación fundamental fue consolidar su posición como Rex Italiae alcanzando la paz en las fronteras de su regnum —«Italia dejó de ser el corazón del Imperio para convertirse en un reino», ha señalado Claire Sotinel—. Para ello llegó a un acuerdo con el rey de los vándalos Genserico, con el que se comprometió al pago de un tributo anual a cambio de la isla de Sicilia a la que Odoacro convertiría en el nuevo «granero de Roma», y con el rey visigodo Eurico, al que reconoció su dominio sobre Arlés y Marsella, abandonando así cualquier pretensión sobre la Galia (el tratado fue validado por el emperador de Oriente Zenón, quien en 477 reconoció al reino de los burgundios al conceder el título de magister militum de la Galia a su rey Gundobaldo). También emprendió una campaña militar en Dalmacia a la que incorporó a su regnum en 481, con el aval del emperador de Oriente Zenón. «En cierta forma, existía todavía un Imperio romano en Occidente: los burgundios, los francos y Odoacro mismo tenían un estatuto imperial reconocido en Constantinopla», aunque «este estatuto era era más artificial que la comunidad de lengua y de cultura que unía a las elites de las antiguas provincias romanas, más artificial también que la religión católica que unía a la gran mayoría de los antiguos ciudadanos del Imperio», ha señalado Claire Sotinel.
En 489 Zenón autorizó al rey ostrogodo Teodorico a que marchara desde Mesia hacia Italia y se apoderara del dominio de Odoacro (y que podría gobernar en su nombre). En agosto de ese año Teodorico ya se encontraba en las proximidades de Aquileya. Tras ser vencido en la batalla de Isonzo (28 de agosto) y en la batalla de Verona (30 de septiembre) Odoacro se retiró a Rávena, la capital de su regnum. Desde allí consiguió recuperar Milán, pero Teodorico la tomó de nuevo en agosto de 490 gracias a la ayuda que recibió del rey visigodo Alarico II, sucesor de Eurico. Odoacro resistió en Rávena, asediada también desde el mar, hasta el 5 de marzo de 493 en que le abrió las puertas de la ciudad a Teodorico. Diez días después Teodorico mataba a Odoacro en su propio palacio y ordenaba asesinar a todos sus partidarios y a los miembros de su familia. A continuación reunió a su ejército y se hizo proclamar «rey» sin esperar la autorización del nuevo emperador de Oriente Anastasio, que había sucedido a Zenón, y con el acuerdo del Senado y del obispo de Roma. En 497 Anastasio le remitió desde Constantinopla «las insignias del palacio de los emperadores de Occidente que Odoacro había enviado a Constantinopla», según relató un cronista anónimo. Fue así, escribió el historiador godo Jordanes, que «Teodorico se quitó el traje de hombre privado y la ropa de su raza y se puso la ilustre capa real, porque era el soberano de los godos y de los romanos». Así nació lo que la historiografía moderna ha llamado el reino ostrogodo de Italia.

### Pervivencia del Imperio romano de Oriente: de Arcadio a Anastasio (400-518)
Durante sus primeros sesenta años el Imperio romano de Oriente estuvo gobernado por tres emperadores de la dinastía teodosiana: Arcadio (395-408); Teodosio II (408-450), hijo del anterior; y Marciano (450-457), casado con una hija de Arcadio y hermana de Teodosio II.
Los cuatro emperadores que gobernaron durante los sesenta años siguientes no formaron exactamente una dinastía aunque estuvieron unidos por un lazo de parentesco: la emperatriz Elia Ariadna. Esta era hija de León I (457-474) y contrajo sucesivamente matrimonio con Zenón (474-491) y con Anastasio (491-518), y de su primer matrimonio nació León II (474), que murió prematuramente. Este segundo grupo de emperadores trajeron consigo una importante renovación del grupo dirigente, proveniente ahora de las propias provincias orientales, y que se propuso formar un ejército de la misma procedencia prescindiendo de los «bárbaros».
Al igual que en el Imperio romano de Occidente el principal problema al que tuvieron que enfrentarse los emperadores de la pars orientis fue el de las «invasiones bárbaras». Hasta la derrota del Imperio huno en la Galia en 451 y la muerte de Atila dos años después, la política del gobierno de Constantinopla consistió, según García Moreno, en ir «reconstruyendo pausadamente un ejército más nacional y acudiendo en caso de necesidad a la compra de la paz en las amenazadas fronteras danubianas mediante la entrega de fuertes cantidades de subsidios y metal precioso» y de esa forma se consiguió que Atila prefiriera «lanzar sus peligrosas invasiones depredadoras sobre la Pars occidentis del Imperio, tras más de una década (a partir del 430) de periódicas incursiones en los Balcanes». Tras la desaparición de Atila la política respecto de los «bárbaros» cambió pues se pudo disponer de contingentes foederati ostrogodos que hasta entonces habían estado subordinados a los hunos y el emperador Marciano (450-457) les permitió asentarse —y a otros pueblos germánicos e incluso hunos—, en las provincias danubianas y en Tracia, lo que recordaba la política seguida por Teodosio.
La reanudación de la política de pactos fue instrumentalizada por el general de origen alano Aspar, magister militum. Para asentar su poder buscó la alianza del jefe ostrogodo Teodorico Estrabón (también conocido como Teodorico "el Tuerto") y pretendió que su hijo Patricio, nombrado césar, fuera el sucesor de León I. Este último recurrió entonces a los belicosos isaurios, unos «bárbaros interiores» que habitaban una región montañosa y pobre de Asia Menor. Para sellar el pacto casó en 467 a su hija Elia Ariadna con el jefe isaurio Tarasicodisa, que adoptó el nombre de Zenón, y a quien nombró jefe del poderoso ejército de Tracia. Con su apoyo en 471 triunfó un motín antigermánico en Constantinopla que le costó la vida al general Aspar y acabó con el predominio militar de los foederati ostrogodos.
En 474 moría León I y le sucedía Zenón, pero ciertos sectores de la aristocracia senatorial de Constantinopla lo consideraron un advenedizo. Así, Zenón tuvo que hacer frente a varias rebeliones. La primera tuvo lugar inmediatamente después de su acceso al trono. La encabezó el hermano de la esposa de León I Elia Verina Basilisco, que fue proclamado emperador en enero de 475 y derrotado por Zenón en agosto del 476. La siguiente la encabezó Marciano en 479, también miembro de la dinastía de León y de nuevo sostenido por la emperatriz viuda Elia Verina —estaba casado con Leoncia, hija de Elia Verina y de León I—, además de contar con el apoyo del ostrogodo Teodorico Estrabón. Fue derrotado por Illos, jefe militar isaurio al servicio de Zenón. Precisamente Illos fue quien encabezó la tercera y última rebelión contra Zenón, en la que de nuevo estuvo implicada Elia Verina. En 483 Illos intentó proclamar emperador a Leoncio pero fue derrotado por Zenón con el apoyo de federados germanos. Sin embargo, cuando Zenón murió en 491 sin descendencia, le sucedió Anastasio, un alto funcionario de palacio elegido por la viuda de Zenón Elia Ariadna con quien se casó. Anastasio acabó con la presencia de los isaurios en la corte y los derrotó en 497, restableciendo así el poder de la aristocracia senatorial de Constantinopla.
En cuanto al «problema ostrogodo» Zenón supo jugar en principio con la rivalidad entre Teodorico Estrabón y Teodorico el Amalo —«en concreto Zenón se movería entre la política de guerra abierta y la de concesión de subsidios alimenticios para las tropas godas y cargos en la administración militar para los jefes de estas», ha señalado García Moreno— pero en 488 se vio obligado a autorizar a Teodorico el Amalo —a quien se habían unido las fuerzas de Teodorico Estrabón tras la muerte de este en 481 y que amenazaba Constantinopla descontento con el arreglo de 484 en que Zenón le había nombrado magister militum praesentalis y le había autorizado a instalarse con su pueblo en Dacia Ripensis y en Mesia inferior— se dirigiera con todo su pueblo a Italia (que podía gobernar en su nombre), donde desde hacía doce años el poder estaba en manos de Odoacro —desde que en 476 había depuesto al último emperador de Occidente, Rómulo Augústulo—. «De esta manera Bizancio se libraba al cabo de un siglo [desde la derrota en la batalla de Adrianópolis de 378] del peligroso problema germánico, en especial godo», ha afirmado Luis Agustín García Moreno. «Para Constantinopla, alejar a Teodorico era una cuestión vital... una medida defensiva para proteger la capital», coincide Claire Sotinel. Tras la marcha de los ostrogodos ninguna otra amenaza «bárbara» importante apareció en el horizonte del Imperio romano de Oriente. Prudentemente el emperador Anastasio ordenó construir los «largos muros», una línea de fortificaciones situada a unos 60 kilómetros al oeste de Constantinopla.

#### El conflicto religioso: el Concilio de Calcedonia de 451 y elHenotikonde 482
En el ámbito religioso el problema que tuvieron que abordar los emperadores orientales fue la creciente rivalidad entre las tres sedes episcopales de Constantinopla, Antioquía y Alejandría, cada una de ellas valedora de una escuela teológica cristiana diferente. El conflicto se planteó por la doctrina defendida por el patriarca de Constantinopla Nestorio que fue condenada en el Concilio de Éfeso de 431, convocado por el emperador Teodosio II a instancias del principal oponente al nestorianismo, el patriarca de Alejandría Cirilo, y Nestorio fue expulsado de su sede.
El sucesor de Cirilo en la sede de Alejandría Dióscoro presidió un segundo concilio en Éfeso en 449 (que la Iglesia católica y la Iglesia ortodoxa posteriores no reconocerán y lo llamarán el Latrocinio de Éfeso) en el que se aprobó una doctrina próxima al monofisismo (miafisismo). La respuesta fue inmediata y el emperador Marciano convocó el Concilio de Calcedonia celebrado en 451 que condenó el monofisismo y en el que se aprobó el Credo de Calcedonia continuador del Credo aprobado en el Concilio de Constantinopla de 381 (en Cristo existen dos naturalezas, divina y humana, en una sola persona). Se suele afirmar que en este concilio está el germen del Cisma de Oriente de 1054 ya que en él se aprobó el canon 28 por el que se establecía la igualdad jerárquica entre las sedes de Roma y de Constantinopla, lo que no fue reconocido por el obispo de Roma León I el Magno, que ya se hacía denominar «papa», como cabeza de la Iglesia universal («católica», en griego). También se proclamó el Patriarcado de Jerusalén.
Sin embargo, el Concilio de Calcedonia no puso fin a las querellas entre las iglesias cristianas de Oriente en las que también se implicó la corte imperial, como se puso en evidencia en la rebelión de Basilisco de 475-476, que se apoyó en los sectores monofisistas de la corte y de las provincias orientales. Buscando la unidad el emperador Zenón, que consiguió acabar con la rebelión, promulgó en 482 el Henotikon o edicto de unión en el que se evitaba aludir a la existencia de una única naturaleza (monofisismo) o dos (Credo de Calcedonia) en Cristo. Pero el Henotikon no sólo no logró su objetivo sino que provocó el rechazo de las Iglesias occidentales, con el «papa» de Roma al frente. La querella la volvió a reabrir el emperador Anastasio (491-518) al proclamarse partidario del monofisismo. Tras la decisión de deponer al patriarca de Constantinopla Macedonio II en 511 se produjo la rebelión en Tracia del general Vitaliano (513-515) en defensa de la ortodoxia representada por el Credo de Calcedonia.

## Constantinopla y Roma

Iglesia de Santa Sofía de Estambul (Constantinopla), aunque fue construida en el durante el reinado de Justiniano en el Imperio bizantino, es el símbolo más representativo de la ciudad.

Para conmemorar su victoria sobre Licinio en la batalla de Crisópolis (324), lo que le convirtió en emperador único, Constantino el Grande fundó una ciudad nueva en el emplazamiento de la colonia griega de Bizancio. Llevaría su nombre, como otros emperadores antes que él habían hecho, y le concedió honores especiales como el título de Nueva Roma o un Senado propio, aunque sus miembros solo pudieron denominarse clari, en lugar del de clarissimi reservado a los senadores romanos. Fue consagrada a los dioses protectores el 11 de mayo de 330 mediante el rito de la dedicatio (una procesión en el Hipódromo asociaba al emperador a la Fortuna [Tychè], divinidad pagana guardiana de Roma) y desde entonces allí pasó Constantino la mayor parte de su tiempo hasta su muerte en el año 337. En ella fue enterrado. Como ha recordado Manfred Clauss, «lo cristiano y lo pagano recibieron en la nueva capital los mismos derechos. Al lado de los templos existían numerosas iglesias cristianas».

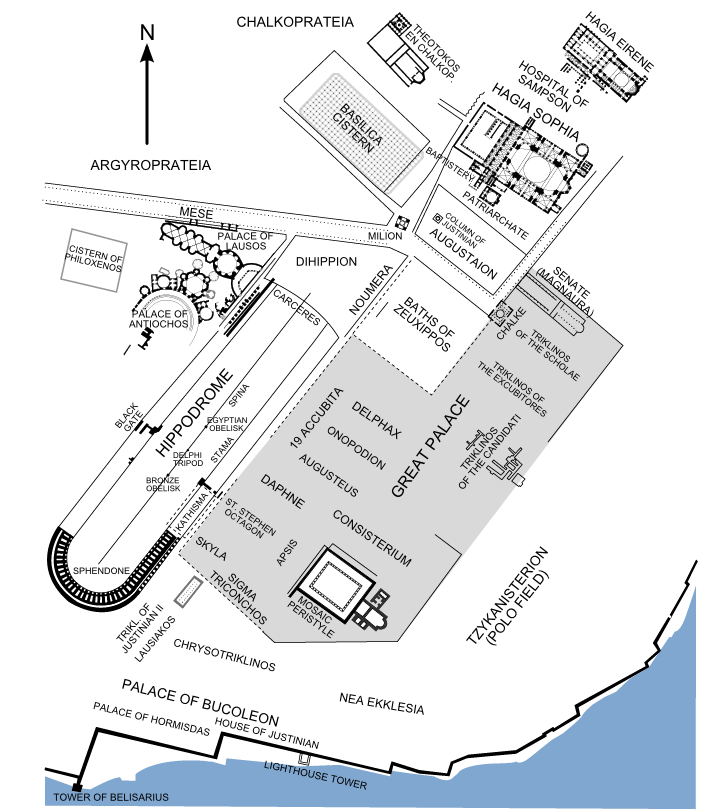
Reconstrucción ideal del distrito imperial de Constantinopla (siglo VI). Se observa el lugar donde se encontraba el Gran Palacio Imperial (en gris) y, junto a él, el Hipódromo (en negro, los restos que todavía existen). Al norte se encontraban los baños de Zeuxippos y la gran plaza del Augustaion, de donde partía la gran vía procesional (Mese) en cuyo inicio se hallaba el Milion. Muy cerca se encontraba el edificio del Senado. La columna de Constantino no aparece porque se encontraba en el Foro de Constantino situado más al oeste y al que se llegaba por la Mese.

Según Juan José Sayas, «en la nueva cosmovisión de Constantino de los problemas del Imperio, nada desaconsejaba crear una "nueva Roma" cristiana en Bizancio. La ciudad ocupaba una posición ventajosa y estratégica en la ruta que unía todas las tierras fronterizas, dominaba el paso por los estrechos que comunicaban el Mediterráneo con el Mar Negro, y era puente de unión de Europa y Asia», mientras que Roma «era una ciudad predominantemente pagana [y] además tenía una posición excéntrica y alejada de las fronteras del Imperio».

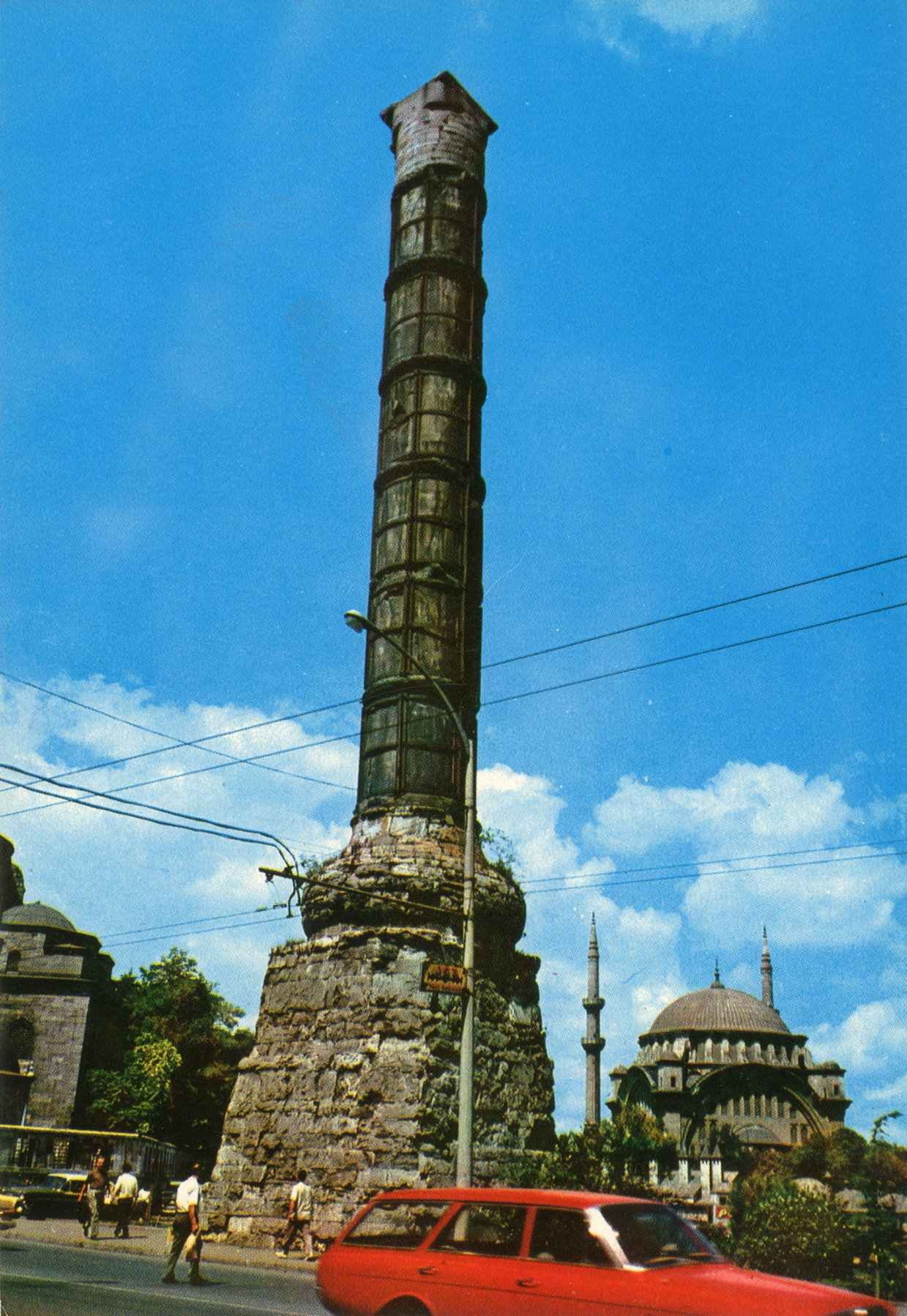
Columna de Constantino erigida en conmemoración de la fundación de Constantinopla. El material utilizado fue el porfirio, una dura piedra egipcia de color púrpura que desde los tiempos de los faraones estaba asociada con la realeza. Su aspecto ennegrecido actual se debe a un incendio de 1779. Se cree que la base de la columna contenía el palladium, imagen proveniente de Troya de Palas Atenea que fue llevada por el propio Constantino a Constantinopla desde Roma, donde había sido venerada en el Templo de Vesta. En la base también fueron depositadas varias reliquias cristianas. En lo alto se encontraba una estatua dorada de Apolo remodelada para que se pareciera a Constantino, hoy desaparecida. Dentro de la estatua se guardaba una astilla de la Vera Cruz.

Por su parte Roger Rémondon ha destacado que «dando al Imperio una segunda capital, políticamente casi igual a la antigua Roma, y fundándola en Oriente, Constantino da cuerpo a la distinción entre las dos partes del Imperio... Al fundar Constantinopla, Constantino ha preparado el nacimiento, a muy largo plazo, del Imperio bizantino y la supervivencia de la civilización greco-latina». Una valoración que comparten Luis Agustín García Moreno y Manfred Clauss.
Constantinopla alcanzaría el medio millón de habitantes bajo el reinado de Justiniano en el siglo VI y su crecimiento fue posible por la construcción del acueducto atribuido al emperador Valente, a las murallas, construidas bajo Teodosio II y que rodeaban un espacio mucho mayor que la primitiva muralla de Constantino, y a las tres grandes cisternas construidas como las murallas en el siglo V. Pero más importante resultó el hecho de que se convirtiera en la residencia imperial de Oriente.
En cuanto a Roma, ya antes de la fundación de Constantinopla había dejado de ser el centro de poder del Imperio porque los emperadores no iban allí a menudo sino que estaban a cientos de kilómetros de distancia con sus ejércitos. Esto repercutió en su fisonomía urbana ya que después de las termas de Caracalla de principios del siglo III d. C. pasaron más de ochenta años hasta que el emperador Diocleciano construyera las suyas todavía más grandes en la última década del siglo. Constantino el Grande (306-337) «en cierto modo, sí siguió el patrón augústeo de reafirmarse en el poder mediante construcciones, pero lo que él construyó fueron iglesias», ha afirmado Mary Beard. Esta misma historiadora concluye: «la ciudad de Roma perdió irrevocablemente su lugar como capital del imperio y cayó en manos de los invasores en tres ocasiones (410, 455, 472) durante el siglo V d. C., por primera vez desde el saqueo de los galos ochocientos años atrás. El mundo romano acabó siendo controlado desde capitales regionales como Rávena y Constantinopla».
Mary Beard destaca asimismo que «la ausencia de emperadores en Roma precipitó también el declive del Senado... Los emperadores gobernaban cada vez desde más lejos, mediante decretos o por correspondencia, con la menor referencia al Senado. El acceso al trono de Macrino [en 217 d.C.], que no era senador (y al que sucedieron muchos emperadores como él), era otro indicador incuestionable de que el Senado podía ser obviado».

## Sociedad del Bajo Imperio
Luis Agustín García Moreno, siguiendo a Peter Brown, ha cuestionado la identificación que suele hacerse entre «decadencia» y Bajo Imperio romano. «A mediados del siglo IV la elite del imperio era consciente de vivir en un mundo restaurado tras los trastornos del siglo precedente. Un lema como reparatio saeculi ('la edad de la restauración') aparece repetido una y otra vez en monedas e inscripciones honoríficas y conmemorativas. Tanto los intelectuales paganos como los cristianos creían sin titubear en la eternidad de Roma. La conciencia del declive sólo volverá a abrirse camino cuando sobrevenga el gran cataclismo de las grandes invasiones de principios de la quinta centuria, y más como una ocasión de diatriba anticristiana que como consecuencia de una creencia firme en la inevitabilidad de la decadencia».

### Estructura social polarizada

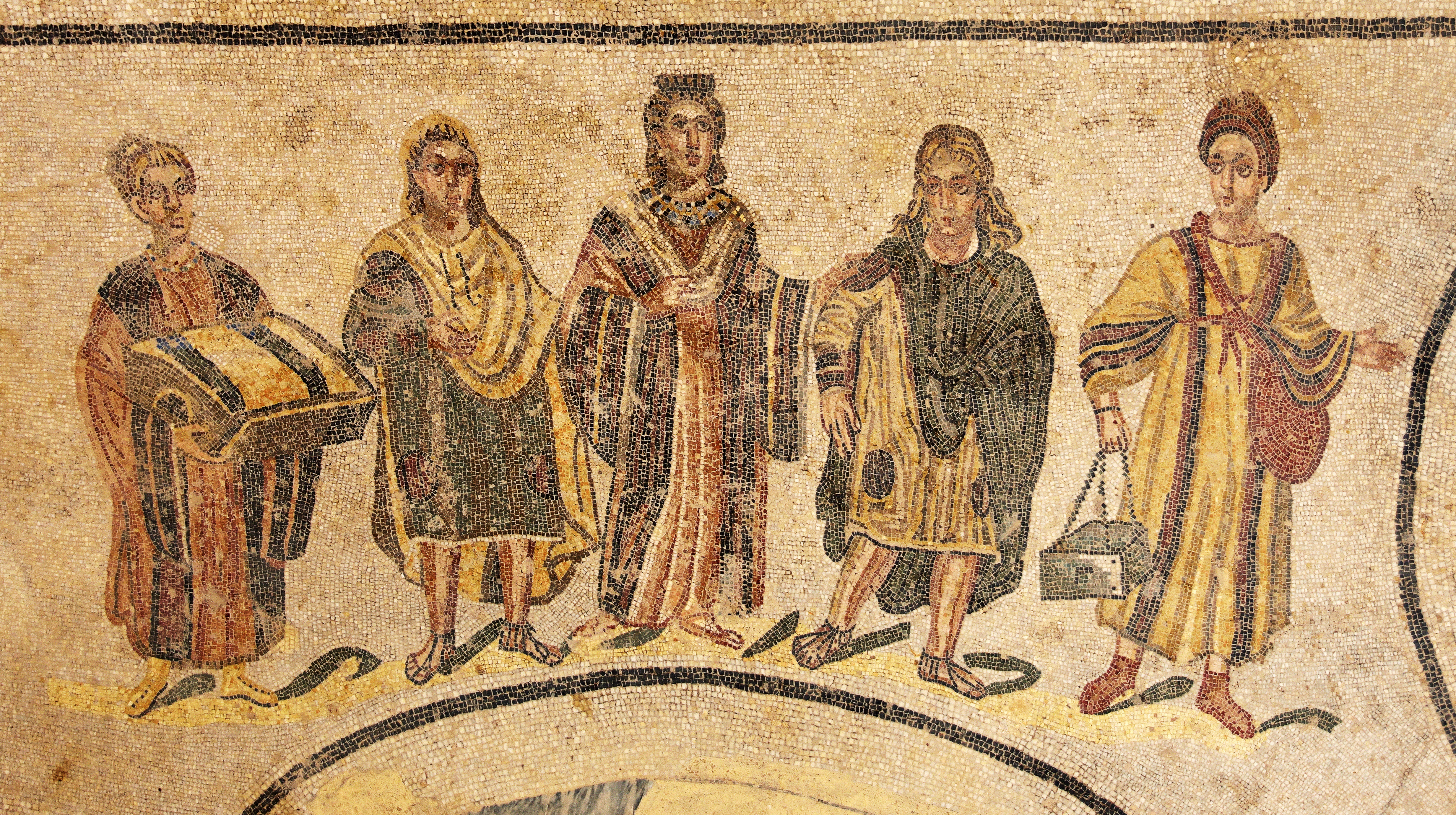
Mosaico de la Villa romana del Casale (Sicilia, primera mitad del). Se encuentra en el apodyterum y representa a la domina de la villa (centro) preparándose para el baño, acompañada por dos niños y dos criadas (todos ellos probablemente esclavos).

La estructura social del Bajo Imperio se caracterizó por su extremada polarización ya que a la diferenciación entre libres y esclavos se sumó la división de los libres entre honestiores y humiliores, que en gran parte se debió a la expansión de la gran propiedad de tierras —en manos de los primeros también llamados potentes—, al crecimiento del campesinado dependiente bajo la fórmula del colonato y a la disminución de los intercambios monetarios, lo que se tradujo, sobre todo en Occidente, en el debilitamiento de las ciudades y de los grupos humanos característicos de ellas (artesanos, comerciantes, pequeños propietarios, etc.).
La extensión de la gran propiedad —que tiene un doble origen: la donación o venta de tierras de naturaleza pública y la disminución de la pequeña y mediana propiedad—, trajo consigo el crecimiento de las tierras sin cultivo (agri deserti) debido a que sus propietarios tendían a abandonar los campos de más bajos rendimientos para concentrar la mano de obra en los más productivos. Por otro lado, el aumento de los agri deserti a menudo se ha aducido como prueba de una supuesta caída de la población durante el Bajo Imperio, también atribuida a la influencia del cristianismo, y más específicamente del monacato, por su defensa de la castidad y del celibato, aunque en realidad parece que la población se mantuvo estable, al menos en el siglo IV, según Luis Agustín García Moreno—. Por su parte, Averil Cameron ha afirmado que «hay pruebas que sugieren que se produjo un considerable aumento de población en Oriente desde finales del siglo IV y sobre todo en el V» aunque en Occidente no se produjo un aumento semejante porque «las condiciones políticas eran muy distintas».

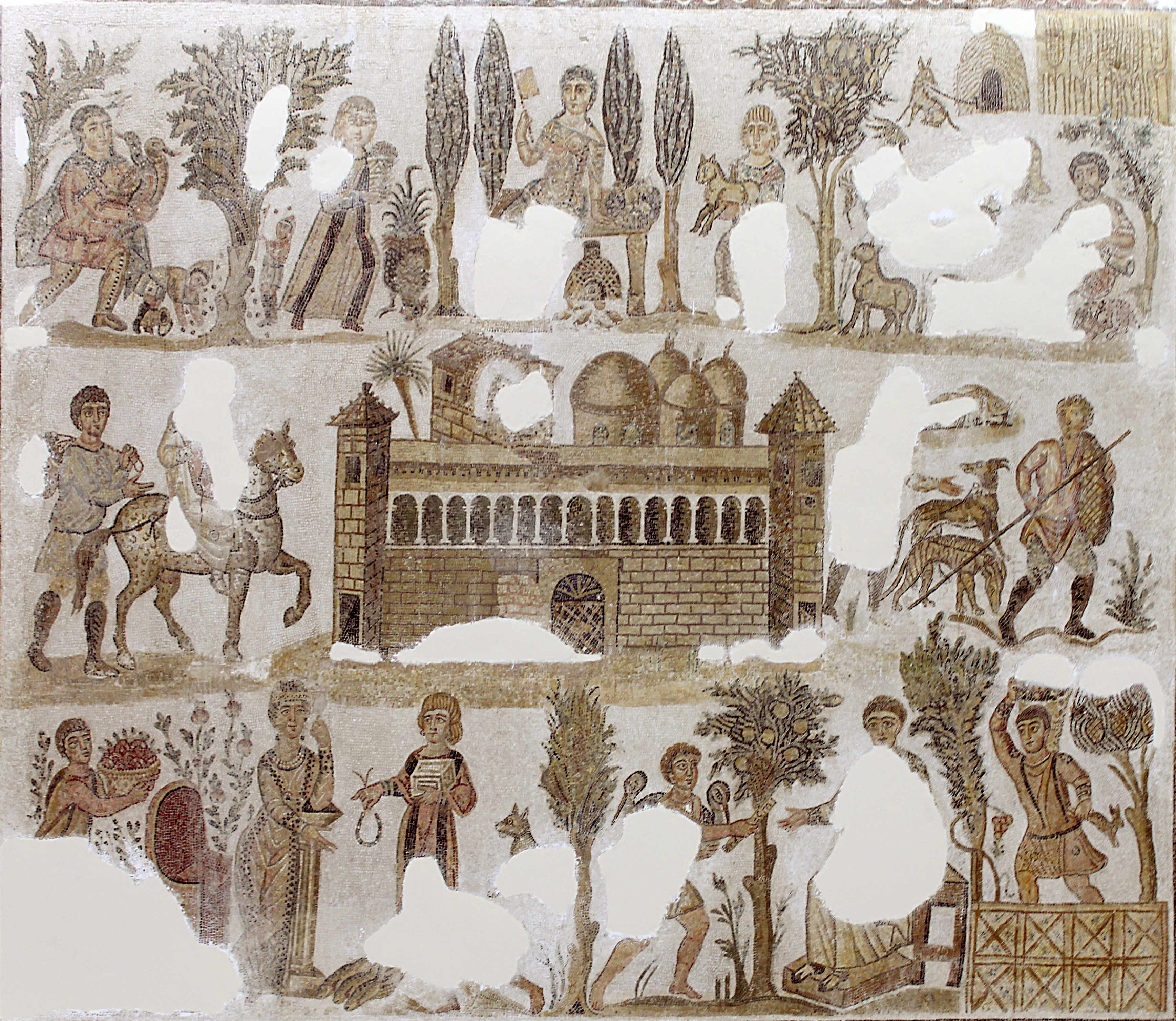
Mosaico del encontrado cerca de Cartago que representa todas las actividades de un villae tardorromano (Museo del Bardo, Túnez).

Dentro del grupo de los potentes la aristocracia senatorial, especialmente en Occidente, ocupaba la cúspide, y mantenía una gran conciencia de unidad —su progresiva cristianización no cambió sustancialmente sus modos de vida, alternando su tiempo entre la ciudad y sus lujosas villae en el campo—. A esta aristocracia de nacimiento se sumó la «aristocracia de servicio», formada por los altos funcionarios del Imperio, y la «aristocracia militar», integrada por los altos oficiales del Ejército, que a menudo provenían de estratos sociales inferiores e incluso de los pueblos «bárbaros». Ambas acapararon, gracias a su influencia y poder político, grandes propiedades de tierras y también adoptaron los modos de vida de la aristocracia senatorial tradicional. Asimismo llegaron a emparentar con la familia imperial, además de dotarse de amplias clientelas, formando en ocasiones séquitos armados.
Las tres aristocracias coincidían en la acumulación de un gran patrimonio de fincas (villae, fundi) generalmente dispersas por las distintas provincias del Imperio. Así lo reflejó Amiano Marcelino al referirse a la clase senatorial de Occidente:

Pregonan largo y tendido  sobre la vasta extensión de sus propiedades, multiplicando con la imaginación el producto anual de sus fértiles tierras, que se dilatan, declaran jactanciosamente, del más lejano levante al más alejado poniente.

Las propiedades más grandes solían escapar al control de las ciudades y desde la época valentiniana eran el propietario y sus agentes los que asignaban y recaudaban los impuestos de sus campesinos dependientes (que vivían en chozas o casas junto a la gran villa del dominus).

### La mano de obra del campo:serviycoloni
En cuanto a la mano de obra empleada en las grandes fincas seguían predominando los esclavos (servi), especialmente en buena parte de Occidente y en Asia Menor, pero se fue extendiendo la fórmula de que el esclavo poseyera sus propios instrumentos de labranza y que estuviera al frente de una pequeña explotación en el seno de la gran propiedad, pudiéndose quedar con una parte de la producción, lo que, sin embargo, no supuso una mejora de su condición; más bien al contrario, en el siglo IV parece constatarse un empeoramiento —también la condición de los libertos ya que se reforzó la dependencia respecto de su antiguo dueño—.
Sin embargo, el hecho más específico y significativo del Bajo Imperio en cuanto a la mano de obra fue la generalización de los coloni, debido fundamentalmente a la presión fiscal, iniciada durante la crisis del siglo III, que arruinó a muchos pequeños propietarios y que como alternativa buscaron la protección de un gran propietario que les ofreció el cultivo de una parcela, a menudo su antigua propiedad, a cambio del pago de una renta (entre la mitad y un tercio de la cosecha, en especio o en oro). Pero el Estado romano, para asegurarse el manteamiento de sus ingresos fiscales, legisló para adscribir a la tierra a los coloni que ya no pudieron abandonarla —el colono perdió su libertad y su condición pasó a ser hereditaria—. Los colonos adscripticii ('adscritos') fueron inscritos en el catastro junto con las tierras que trabajaban y el gran propietario era el que pagaba los impuestos por estas y por sus colonos (la palabra census pasó de designar un tributo estatal a la renta pagada por el colono al propietario). El resultado fue que la condición del colono se fue asemejando a la del esclavo ya que no podía testificar contra el dominus, ni contraer matrimonio sin su permiso, ni cultivar otras tierras por su cuenta. También tenían prohibido enrolarse en el Ejército y los duros castigos que se aplicaban a los esclavos que huían se extendieron a los colonos.
Al hacerse cargo de la parcela del gran propietario el colono se situaba generalmente bajo su patrocinium convirtiéndose así en su cliente, lo que significaba que el patronus se comprometía a defender a su cliente frente a terceros (en ocasiones eran comunidades aldeanas enteras las que situaban bajo el patrocinium de un poderoso, no sólo grandes terratenientes sino también altos funcionarios o jefes militares). Los emperadores prohibieron ambas formas de patrocinium porque limitaban la autoridad del Estado sobre los clientes, y la posibilidad de cobrarles impuestos, pero la reiteración de las prohibiciones indica que se cumplían.
Por otro lado, la generalización del colonato y de la gran propiedad no supuso la desaparición de las pequeñas y medianas explotaciones propiedad de campesinos libres, especialmente en Oriente donde mantuvo todo su vigor sobre todo en Siria, Asia Menor y Egipto.

### Las grupos sociales de las ciudades
En relación directa con la reducción de las pequeñas y medianas propiedades, se produjo a partir del siglo III un empobrecimiento —mucho más acentuado en Occidente que en Oriente—  de las oligarquías urbanas que habían sostenido la vida de las ciudades durante el Alto Imperio. El motivo fundamental era el aumento de la presión fiscal, agravado por el hecho de que se hacía responsables a los miembros de los consejos municipales (curiales) de la recaudación de los impuestos y si no alcanzaban la cantidad asignada debían responder con su propio patrimonio. Y para que no pudieran eludir esa responsabilidad los emperadores legislaron para convertir la condición de miembro de la curia municipal en obligatoria y hereditaria. Sin embargo, los miembros más ricos y de mayor prestigio social del ordo decurional (principales, protoi) no salieron tan mal parados porque lograron descargar sobre los más débiles las cargas municipales más gravosas. Otra forma de eludir esas obligaciones era ingresar en el clero cristiano —buena parte de los obispos procedían precisamente de las oligarquías municipales— o en la burocracia imperial.
Al igual que a los colonos y a los curiales, y con la misma finalidad fiscal, los emperadores también «adscribieron» a artesanos y comerciantes de las ciudades a sus respectivas corporaciones (collegia) de forma vitalicia y hereditaria, lo que también incluía la obligación de realizar determinados servicios o la entrega gratuita de un cierto número de productos al Estado.
La pérdida de vitalidad de las ciudades, mucho más acusada en Occidente que en Oriente, no sólo se debió a la creciente presión fiscal sino también a la tendencia a la autosuficiencia de las grandes propiedades (villae). Como ha señalado Averil Cameron, «muchas transacciones tenían lugar entre fincas de un mismo terrateniente, o mediante acuerdos con amistades o parientes, de modo que no entraban en contacto con el mercado... [Y] los grandes terratenientes también eran autosuficientes para el transporte; disponían de sus propios barcos, del mismo modo que recurrían a toda clase de artesanos cualificados de sus propias fincas». La Iglesia cristiana adoptó el mismo sistema en las grandes propiedades que fue acumulando por donaciones o por herencias, «al fin y al cabo, la mayoría de los obispos procedía de esta clase de ricos terratenientes», ha puntualizado Cameron. Asimismo, advierte Cameron, «el modelo de intercambio no mercantil estaba inserto en el sistema estatal de suministros y distribución en especie. El Estado había adoptado incluso la iniciativa de establecer sus propios medios para fabricar bienes necesarios como armas».
En cuanto a la atención a los pobres y a los marginados de las ciudades la caridad cristiana fue sustituyendo al evergetismo cívico. «La idea de dar limosna a los pobres formaba parte importante de la ética cristiana», ha subrayado Averil Cameron. «Los cristianos adinerados vendían sus propiedades a gran escala, entregando el producto de la venta a las iglesias locales, disponiendo que se alimentase a los pobres de forma regular o distribuyendo dinero entre ellos. La caridad se formalizaba también en el sostenimiento de las entidades caritativas como hospicios, asilos de ancianos y orfanatos, que con frecuencia se levantaban anejos a edificios eclesiásticos», añade Cameron.

### Las mujeres
Según Averil Cameron, las leyes del Bajo Imperio muestran una concepción de las mujeres como «seres débiles y necesitados de protección» y las tratan de forma severa. En el año 331 Constantino el Grande promulgó una ley en la que las mujeres no podían divorciarse por razones del «deseo depravado» de sus maridos, como el adulterio, el juego o la bebida, sino que sólo podrían recobrar su dote si el marido en un comprobado «asesino, adivino o saqueador de tumbas».
También los Padres de la Iglesia tenían un pobre concepto de las mujeres porque eran vistas como fuente de tentación para los hombres y hubo autores cristianos que consideraron no sólo el sexo sino también el matrimonio como pecaminoso. Se llegó a debatir si Adán y Eva eran seres sexuados en el Jardín del Edén y muchos concluyeron que no; que la sexualidad humana era una consecuencia de la Caída. También sobre la virginidad de María, tema central del Concilio de Éfeso de 431.

## Debates entre historiadores

### ¿Por qué cayó el Imperio romano de Occidente?
Edgar Gibbon, El declive y la caída (1776-1778)

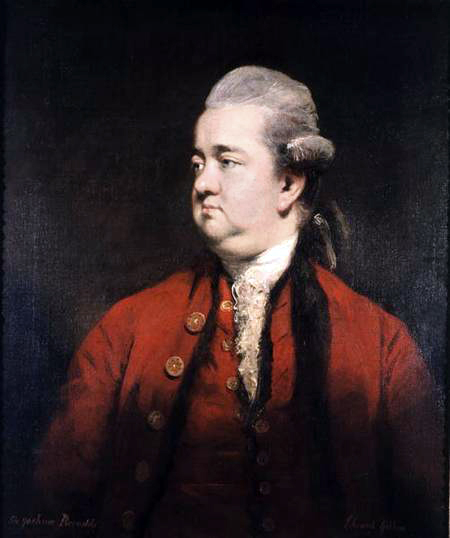
Retrato del británico Edward Gibbon autor, de History of the Decline and Fall of the Roman Empire, comenzada a publicar en 1776. Fue la obra que estableció los términos del debate posterior sobre el fin del Imperio romano de Occidente.

En la época moderna la obra del británico Edward Gibbon History of the decline and fall of the Roman Empire, comenzada a publicar en 1776, fue la que estableció los términos del debate posterior sobre el fin del Imperio romano de Occidente. Según Gibbon el mundo romano vivió una progresiva crisis —de disolución de la virtus y de la libertas— en la que el triunfo del cristianismo, «la religión de la barbarie», desempeñó un papel determinante, y esa «decadencia» es la que le llevó inexorablemente a su «caída». Gibbon escribió:

La decadencia de Roma fue la consecuencia natural e inevitable de su inmoderada grandeza. La prosperidad propició el comienzo del deterioro. Las causas de la destrucción se multiplicaron con la extensión de las conquistas. Y tan pronto como el tiempo o la casualidad hubo eliminado los puntos de apoyo artificiales, el formidable edificio cedió bajo la presión de su propio peso.

Esta interpretación ya había sido expuesta de forma no tan minuciosa ni erudita por Montesquieu cincuenta años antes en su ensayo Consideración sobre las causas de la grandeza de los Romanos y de su decadencia (1734). Para el filósofo francés la causa de la «decadencia» habría sido la pérdida de la virtus de los tiempos de la Reública y la aceptación de la tiránica monarquía teocrática. También Voltaire en su Essai sur les moeurs et l'esprit des nations (1756) se había ocupado del tema y había señalado dos culpables de la caída de Roma: en el interior, el cristianismo; en el exterior, los bárbaros. Asimismo habían tratado la cuestión el historiador católico del siglo XVI César Baronio y el del XVII Louis-Sébastien Le Nain de Tillemont, así como Charles Le Beau en su L'Histoire du Bas Empire (1750). De todos ellos tomó Gibbon muchas ideas.
En realidad la noción de la «decadencia» no era una invención de los autores modernos. Los antiguos, tanto «paganos» (Eunapio de Sardes, Zósimo) como cristianos (Bardesano de Edesa, Cipriano de Cartago), ya habían utilizado ese término u otro similar. Vegecio, contemporáneo de la «caída», en su obra Epitoma rei militaris mostraba su nostalgia por la glorias pasadas y lamentaba el abandono en el que se encontraba el ejército en su tiempo. Proponía el resurgir de este, poniendo especial énfasis en la necesidad de disciplina y entrenamiento:

La victoria en la guerra no depende completamente del número o del simple valor; sólo la destreza y la disciplina la asegurarán. Hallaremos que los romanos debieron la conquista del mundo a ninguna otra causa que el continuo entrenamiento militar, la exacta observancia de la disciplina en sus campamentos y el perseverante cultivo de las otras artes de la guerra.

Los «herederos» de Gibbon y el predominio de la tesis de la «decadencia» (siglos XIX y XX)
En siglo XIX siguió predominando la interpretación de Gibbon —y el uso peyorativo del término «Bajo Imperio» acuñado por Le Beau y difundido por Louis Philippe de Ségur—. Jacob Burckhardt en su La edad de Constantino el Grande (1852) insistió en la misma idea de la «decadencia» bajoimperial. A finales del siglo Otto Seeck recurrió al darwinismo social, entonces en pleno auge, para explicar la «decadencia» del Imperio. Según Seeck se habría producido una especie de «darwinismo inverso», es decir, la «eliminación de los mejores» debido sobre todo al desinterés de las clases dirigentes en reproducirse para no repartir su patrimonio. «Sólo los cobardes permanecieron con vida, de manera que las nuevas generaciones surgieron de estas malas semillas», escribió Seeck.
En los primeros decenios del siglo XX se dio un giro en el estudio de la causas de la «decadencia» al introducir los factores económicos y sociales. El pionero fue el sociólogo alemán Max Weber que ya en 1896 pronunció una conferencia sobre «las causas sociales del declive de la civilización antigua». Para Weber este se había producido al pasar de una economía urbana y monetaria basada en el trabajo esclavo a una «economía rural natural» en la que predominaban las grandes propiedades autosuficientes, lo que trajo consigo la decadencia de las ciudades y el fin la civilización antigua.
En esos años también aparecieron las primeras investigaciones que relacionaban la «decadencia» con cuestiones climáticas. La principal fue la del geógrafo estadounidense Ellsworth Huntington que en 1917 publicó un artículo titulado «Climatic changes and agricultural decline as factors in the fall of Rome»  ('Cambios climáticos y decadencia agrícola como factores en la caída de Roma'). Un año antes Vladimir Simkowitch en Rome's fall reconsidered (publicado por la Universidad de Harvard) había propuesto el agotamiento del suelo como una de las causas. Cien años después el historiador estadounidense Kyle Harper retomará este enfoque en Cómo el Imperio romano se hundió. El clima, las enfermedades y la caída de Roma en la que concede gran importancia al impacto de las pestes, especialmente al de la peste cipriana de 249.

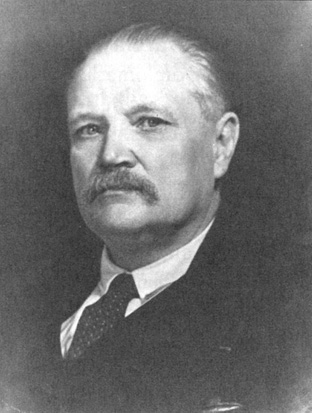
Mijaíl Rostóvtsev, autor de Social and Economic History of the Roman Empire (1926), obra en la que recurre a los factores económicos y sociales para explicar la «decadencia» del Imperio romano de Occidente.

En la senda iniciada por Weber Mijaíl Rostóvtsev publicaba en 1926 Social and Economic History of the Roman Empire, una obra en la que explicaba la «decadencia» como el resultado del conflicto entre los campesinos y las clases superiores de las ciudades. Según Rostóvtsev se produjo el triunfo de las clases pobres, sobre todo campesinas, que los emperadores, a partir de Septimio Severo (193-211), las habían favorecido en detrimento de la «burguesía urbana». Su instrumento habría sido el ejército que habría impuesto sus intereses a los de las «clases educadas», desembocando en una simplificación de la vida y de las ideas, «que llamamos la barbarización del mundo antiguo». Claire Sotinel ha señalado que este análisis está influido por su anticomunismo (había abandonado Rusia en 1918 huyendo de la Revolución bolchevique) como lo demostraría, según Sotinel, el siguiente pasaje final de su obra: «¿Es posible inyectar un grado de civilización más elevado a las clases inferiores sin alterar su naturaleza y diluir sus cualidades hasta hacerlas desaparecer? ¿Toda civilización no está condenada a la desintegración desde que comienza a penetrar las masas?».
Pocos años después Ferdinand Lot sostuvo en El fin del mundo antiguo y el comienzo de la Edad Media (1931) que la desintegración del Imperio romano de Occidente se produjo por efecto de sus males internos contra los que no se encontraron los remedios, a pesar del esfuerzo de los emperadores del Bajo Imperio sin el cual el «enfermo» hubiera muerto antes, «en un ardiente proceso febril». Los bárbaros lo único que hicieron fue asestar el golpe definitivo a un moribundo.
Otros autores también explicaron la «caída» por causas internas. Arnold J. Toynbee y James Burke argumentaron que el Imperio no pudo sobrevivir desde el momento en que su expansión territorial se detuvo. Sostuvieron que el Imperio no tenía un sistema económico estable y que sus principales ingresos económicos eran los botines capturados en las campañas militares. Por su parte, Ludwig von Mises señaló en Economic Policy: Thoughts for Today and Tomorrow (1959) que el intervencionismo del Estado y la inflación fueron los que destruyeron el sistema económico del Imperio romano, que simplemente cayó en bancarrota, incapaz de pagar al ejército y provocando malestar en la población. «La verdad es que lo que destruyó esta antigua civilización fue algo similar, casi idéntico a los peligros que hoy amenazan a nuestra civilización: por un lado fue el intervencionismo [el control de precios y la devaluación de la moneda], y por el otro, la inflación. [...] El resultado, por supuesto, fue que disminuyó la oferta de alimentos en las ciudades. La gente de las ciudades se vio obligada a regresar al campo y a retomar la vida agrícola. [...] Así vemos que, a partir del siglo III, las ciudades del Imperio Romano fueron decayendo y que la división del trabajo se volvió menos intensiva que antes... Cuando Diocleciano, en el año 284, se convirtió en emperador, intentó durante algún tiempo oponerse a la decadencia, pero sin éxito», escribió von Mises.
En 1964 A.H.M. Jones en The Later Roman Empire, 284–602: A Social, Economic and Administrative Survey   retomó y amplió la tesis de Rostóvtsev y señaló como causa principal de la «caída» la transformación del Imperio en un Estado autoritario con un peso impositivo asfixiante. Sin embargo, Peter Heather ha destacado que las investigaciones arqueológicas y de otro tipo posteriores nos han proporcionado una visión muy distinta de la economía bajoimperial que la que se tenía cuando Jones publicó su obra. «Sabemos con certeza que en el siglo IV, los impuestos no eran lo suficientemente elevados como para impedir la subsistencia de los campesinos. Tanto en el este como en el oeste, el imperio tardío fue una época de bonanza agrícola, sin ningún signo de un descenso demográfico generalizado. Desde luego, es posible que el este haya sido aún más rico, pero el orbe romano no se encontró sometido al influjo de ninguna crisis económica interna digna de mención antes del siglo V».
La «Antigüedad tardía», una nueva perspectiva (segunda mitad del siglo XX)
Uno de los primeros historiadores en criticar que la «caída» del Imperio fuera un hecho «inevitable», resultado de su progresiva «decadencia», fue el francés André Piganiol —quien además fue el primero en formular la oposición entre causas externas e internas—. En L'Empire chrétien, 325-395 (1947) relativizó la crisis moral, religiosa e intelectual del siglo IV —en este punto no rompió con la visión tradicional— para afirmar la vitalidad imperial y señaló a los bárbaros (esos germanos que «habitan un país horrible») como los culpables de la caída. Su libro acababa con una frase que se haría célebre: «La civilización romana no murió de muerte natural. Fue asesinada». En este sentido Santo Mazzarino hablará doce años más tarde en La fine del mondo antico. Le cause della caduta dell'impero romano (1959) de «decadencia condicionada».
Dos años después de la publicación de la obra de Piganiol el también francés Henri Marrou proponía un cambio de perspectiva sobre la «caída» al defender la continuidad entre el mundo antiguo bajoimperial, muy diferente del  Alto Imperio, y los primeros siglos medievales. Había nacido el concepto de Antigüedad tardía que el propio Marrou ampliaría en un libro publicado en 1977, el mismo año de su muerte, con el significativo título Décadence romaine ou antiquité tardive? ('¿Decadencia romana o antigüedad tardía?').

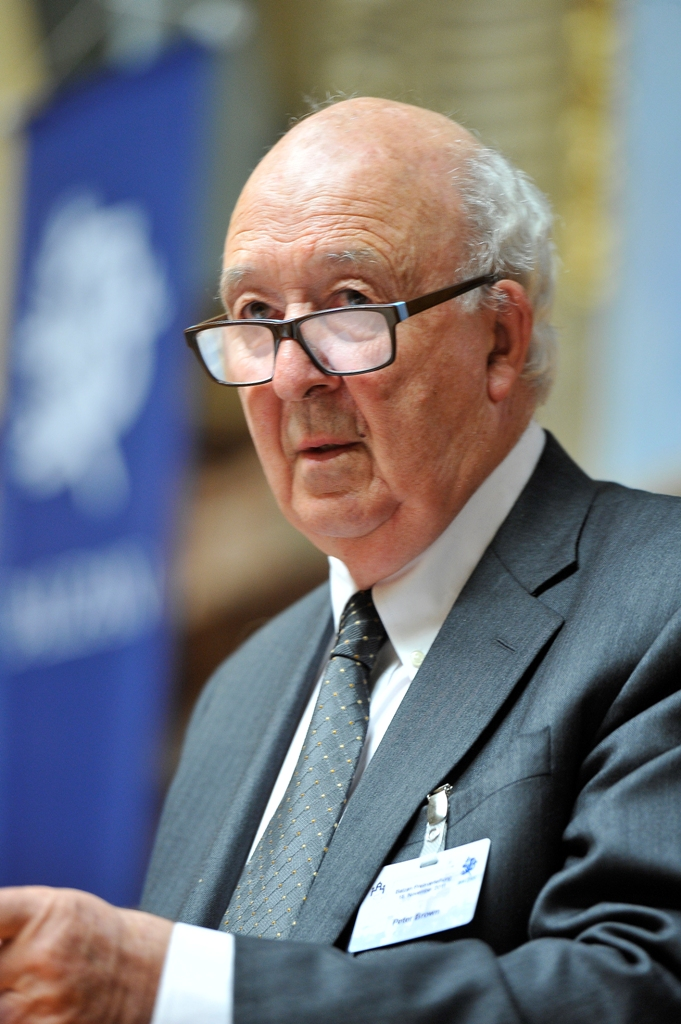
Peter Brown, autor de El Mundo de la Antigüedad Tardía (1971), en 2011. El concepto de «Antigüedad tardía» abrió una nueva perspectiva al debate sobre el fin del Imperio romano de Occidente.

La nueva visión de Marrou fue desarrollada por el joven historiador irlandés Peter Brown que en 1971 publicaba El Mundo de la Antigüedad Tardía en el que descartaba la idea de la «decadencia» y destacaba, como Marrou, la continuidad entre finales del siglo III y finales del siglo VII, el período de la «Antigüedad Tardía». Esta presentaba unas características específicas que la diferenciaban de los periodos anterior (Alto Imperio romano) y posterior (Alta Edad Media) entre las que señalaba la redefinición del espacio material y vital del mundo antiguo (a causa de la presión de los «pueblos bárbaros» los centros neurálgicos del Imperio se trasladaron hacia el limes del Rin y del Danubio), un cierto desapego hacia el mundo material unido a una incesante búsqueda de la Divinidad, la consolidación definitiva de la monarquía de derecho divino y el nacimiento de una nueva clase dirigente más abierta por su base, mientras que se igualaban los estatutos jurídicos de los grupos inferiores de la sociedad. Desde su cátedra en la Universidad de Berkeley, primero, y en la de Universidad de Princeton, después, Brown ejerció una enorme influencia en varias generaciones de historiadores dedicados al estudio de la Antigüedad tardía. La idea de la «caída» fue sustituida por la de la «transformación».
¿Intentos de síntesis? (siglo XXI)
Las tesis de Brown y de sus discípulos, especialmente la más extrema que llega a negar el fin de Roma, han sido cuestionadas en las últimas décadas por diversos historiadores quienes les acusan de ignorar lo que «verdaderamente» pasó en Europa occidental y en el norte de África en el siglo V. En 2001 el británico de origen alemán Wolf Liebeschuetz publicó The Decline and Fall of the Roman city (un título calcado a propósito de la obra de Gibbon) en el que criticó lo que él consideraba como un discurso excesivamente «continuista» y defendió que sí se produjo una «decadencia» del Imperio romano —cuyo inicio retrasaba al siglo V— que en Oriente, a diferencia de Occidente, fue seguida de una «restauración», lo que explicaría la supervivencia de aquel. En la misma línea el también británico Bryan Ward-Perkins publicaba en 2005 The Fall of Rome and the End of Civilization en el que destacaba la catástrofe representada por las invasiones bárbaras, insistiendo en los «horrores de la guerra», y caracterizando la «decadencia» del mundo romano en Occidente como la «la desaparición del confort». «La nueva ortodoxia es que el mundo romano, tanto en Oriente como en Occidente, fue lentamente y esencialmente sin dolor "transformado" en una forma medieval. Sin embargo, existe un problema insuperable con esta nueva visión: no es coherente con la masa de datos arqueológicos disponibles hoy, que muestran una clara decadencia en los modos de vida occidentales entre el siglo V y el VII. Ese cambio afectó a todo el mundo, desde los campesinos a los reyes, incluidos los cuerpos de los santos que descansaban en las iglesias. No fue una simple transformación, fue una decadencia a una escala que puede razonablemente ser descrita como "el fin de una civilización"», escribe Ward-Perkins.
El mismo año en se publicaba la obra de Ward-Perkins, se ponía a la venta The Fall of the Roman Empire del también británico Peter Heather en la que rechazaba la tesis de que fueron los factores internos (la «decadencia») los causantes de la «caída» y retomaba la interpretación de Piganiol de que fueron las «invasiones bárbaras» las responsables principales de la desaparición del Imperio romano de Occidente. «Es imposible rehuir el hecho de que el imperio de Occidente se disolvió porque se establecieron demasiados grupos extranjeros en sus territorios y porque éstos expandieron sus posesiones mediante la guerra», afirma Hether. «El daño infligido a las provincias romanas de Occidente por las prolongadas guerras con los invasores, unida a la pérdida permanente de territorios, generó una formidable disminución de ingresos al estado central... [con la consiguiente reducción] de la capacidad del imperio occidental para mantener sus fuerzas armadas», añade Heather. Por otro lado, refiriéndose a los que sostienen la tesis de la «decadencia» partiendo de Gibbon, Heather subraya que el Imperio romano de Oriente sobrevivió, lo que «hace que resulte difícil argumentar que hubiera algo tan intrínsicamente corrupto en el sistema imperial tardío que lo abocaba a desmoronarse bajo su propio peso».
Heather reconoce que «no hay ningún historiador serio que piense que el imperio de occidente se derrumbara únicamente por problemas internos, o sólo a consecuencia de una conmoción externa» por lo que sostiene que si las invasiones bárbaras «lograron provocar la desaparición del imperio de Occidente, que se encontraba en una situación de relativo vigor, se debió a que su acción incidió de modos muy concretos en las limitaciones militares, económicas y políticas intrínsecas que presentaba el sistema romano tras quinientos años de evolución». La principal, según Heather, sería la imposibilidad de aumentar indefinidamente los impuestos para hacer frente a las crecientes necesidades militares en una economía que ya se encontraba en sus niveles de productividad máxima. Pero insiste en que estas «limitaciones internas» no «desempeñaron un papel primordial en el derrumbamiento del Imperio», sino la «acometida militar generalizada procedente del exterior». De hecho sostiene que sin esa «conmoción exógena» nada nos indica que el Imperio no hubiera sobrevivido. «Sin los bárbaros, no existe la menor prueba de que el imperio de Occidente hubiera estado destinado a dejar de existir en el siglo V», concluye Heather.

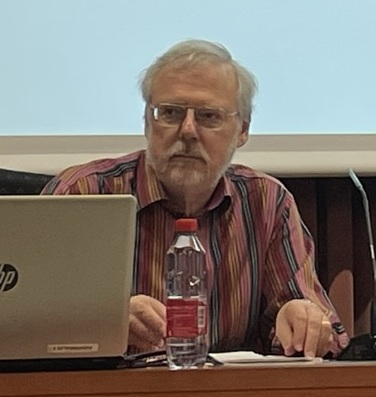
Chris Wickham, autor de Medieval Europe (2016), en 2022. Ha destacado el papel de las decisiones y errores de los dirigentes del Imperio romano de Occidente en su «caída».

En 2016 Chris Wickham abordaba en el segundo capítulo de su Medieval Europe la cuestión del fin del Imperio romano de Occidente y en él, tras señalar que los historiadores ante los acontecimientos de gran magnitud suelen dividirse entre los que dan prioridad a las razones «estructurales» («consideran que la catástrofe era inevitable, ya que obedecía a causas estructurales que muy a menudo habían venido gestándose durante largo tiempo y que simplemente acabaron por converger tras un súbito cambio») y los conceden mayor peso a las razones «políticas» («estudiosos que juzgan que la ruina es fruto del azar, resultado de una serie de decisiones políticas efectuadas a corto plazo»), afirmaba que «las explicaciones que buscan la razón del desplome del imperio de Occidente en causas capaces de operar a largo plazo no funcionan demasiado bien, ya que resulta más que evidente que no pueden aplicarse a la otra mitad del mundo romano. Con todo, sigue siendo posible esgrimir algunas respuestas estructurales: quizás Occidente fuera o se volviera más frágil que Oriente, o tal vez se hallara más expuesto a una invasión. [...] Los motivos más convincentes pasan, en este caso concreto, por la contingencia de algunas decisiones, y en ciertos casos, por el simple error humano... En cualquier caso hemos de tener presente que... de no haber existido graves debilidades estructurales en el imperio romano de Occidente del año 400, pongo por caso, es probable que muchos de los elementos de la estructura imperial podrían haber superado la crisis del siglo V».
Entre las «debilidades estructurales» Wickham señala «la inestabilidad política en que se hallaba sumido el Occidente del siglo V, en el que los jefes militares gobernaban en nombre de emperadores ineptos, y en la mayoría de los casos debían su relevo a la violencia, [lo que] no contribuyó en nada a facilitar el complicado malabarismo de utilizar por un lado a los bárbaros y de tratar por otro de conservar una ventaja estratégica sobre ellos». Otra, «la creciente separación y rivalidad surgida entre las dos provincias occidentales más importantes [tras la pérdida del África romana]: la Galia e Italia». Y entre las «decisiones y fallos» que incidirían en el fin del Imperio de Occidente Wickham destaca el error de percepción de Aecio, el jefe militar y hombre fuerte de Occidente entre 432 y 454, que no valoró la amenaza que suponían los vándalos de Genserico para Cartago, que «acabó cayendo, como era de esperar, en 439» (convirtiéndose en la capital del reino vándalo). La consecuencia fue que el Imperio de Occidente perdió el África romana, su región más rica y su «granero», con la consiguiente «merma de sus ingresos fiscales». Otro hecho de graves consecuencias fue que Ricimer (también conocido como Ricimero), jefe militar y hombre fuerte entre 457 y 472, solo estuviera interesado en dominar Italia, lo que fue aprovechado por burgundios y visigodos para extender sus dominios en la Galia (y estos últimos también en Hispania). «En la siguiente generación, al rebelarse Odoacro en Italia en 476, apenas quedaba ya nada que defender, de manera que el sublevado, en lugar de colocar en el trono a un nuevo emperador títere, optó por atribuirse directamente el título de rey, reconociendo de manera nominal la autoridad del emperador de Oriente, pero no la de ningún nuevo purpurado en Occidente».
En 2019 la francesa Claire Sotinel, tras explicar por qué había sobrevivido el Imperio romano de Oriente, afirmaba lo siguiente: «En Occidente, por el contrario, el gobierno imperial ya no tenía los medios necesarios para asegurar, directa o indirectamente, la seguridad de los provinciales. Al menos dos pueblos establecidos en las fronteras imperiales, los godos de Aquitania y los vándalos en África, tenían políticas autónomas de las que no daban cuenta a Roma. Solo el lazo dinástico y el apoyo de Teodosio II habían permitido la continuidad del poder después de la muerte de Honorio [en 423]. Con la muerte [en 455] de Valentiniano III, en una Roma despojada de sus riquezas, otra historia iba a escribirse». Y sobre el debate entre «continuistas» y «decadentistas»  se preguntaba si la forma de reconciliar las dos posiciones no sería «renunciar a hacer de un campo histórico complicado una cuestión simple», teniendo presente que «el fin del Imperio romano en Occidente es un proceso político complejo, discontinuo». 

### ¿Por qué, en cambio, pervivió el Imperio romano de Oriente?
El historiador español D. Pérez Sánchez señaló en 1990 que «aunque en la parte oriental existiese un mayor potencial económico y demográfico [24 millones en la parte oriental; 15-16 millones en la occidental], este hecho no explica por sí solo el que no desapareciera también como organismo político, aunque no carezca de importancia el que Asia Menor, Siria y Egipto tuviesen mayores asentamientos urbanos y estuviesen más densamente poblados. [...] Ciertamente existían problemas comunes a ambas mitades... sin embargo, tampoco hay que desdeñar la situación privilegiada que desde el punto de vista geográfico ocupaba Oriente, lo que unido a la política de los emperadores bizantinos [que] dirigió los ataques germanos hacia el otro sector. La prefectura oriental y la del Ilírico (Dacia y Macedonia) contaban con una frontera menos extensa, siendo el único peligro el constituido por el Imperio persa, que por otro lado se mostró poco agresivo debido a sus propios problemas internos... A estas consideraciones hay que sumar el hecho de que la organización más estable de los persas posibilitaba la firma y cumplimiento de tratados en oposición a los poco duraderos concertados con los germanos. Por último un factor importante lo constituyó la ausencia de disensiones notables internas en momentos difíciles, que estaba en estrecha conexión con el importante papel y la aceptación con que contaba la monarquía, a la cual, después de los herederos de Teodosio, se la entroncó con el patriarca de Constantinopla, quien a partir de la coronación de León jugó un papel decisivo en la elevación de los emperadores al trono».
En 1993 Averil Cameron señaló que «había factores estructurales más profundos, tanto políticos como económicos, responsables de la diferencia. Durante el siglo V, mientras se fragmentaba Occidente, los emperadores se debilitaban y se veían cada vez más carentes de recursos, Oriente alcanzaba una prosperidad constante, con la que podía comprarse a los bárbaros cuando se hacía necesario. Por último, la clase senatorial, en Oriente menos soberbia pero más integrada, permitió el desarrollo de un gobierno más estable y esencialmente civil, como puede verse durante el reinado de Teodosio II y posteriormente». Según Cameron, más que las ciudades importantes, una de las claves de que Oriente no se fragmentara como Occidente fue la existencia de lo que denomina «grandes aldeas», «menores que una "ciudad", y sin su status legal», integradas por prósperos pequeños propietarios campesinos.
En 2005 Peter Heather destacó la importancia del factor geográfico: «Si uno empieza a buscar las diferencias que puedan explicar los distintos destinos del este y el oeste, lo primero que cruza la mente son los accidentes geográficos. Las provincias más ricas de Oriente, las situadas en la faja de tierra que se extiende desde Asia Menor a Egipto, se hallaban bien resguardadas por Constantinopla de los invasores del norte y el este, mientras que el imperio de Occidente tenía que proteger la mayor parte de los tramos fronterizos del Rin y el Danubio, y ya hemos visto qué peligros implicaba eso».
En 2019 Claire Sotinel ha señalado que «en Oriente, las estructuras del poder imperial se revelaron sólidas: ingresos de las provincias asiáticas y de Egipto permitían mantener en funcionamiento la máquina imperial a pesar de las devastaciones de Tracia. Las sumas colosales pagadas a los hunos no habían agotado las riquezas del Imperio que permitieron proseguir la política iniciada por Constantino y desarrollada por Teodosio. En lugar de percibir tributos de los pueblos vencidos, como Roma lo había hecho durante siglos, el Imperio vivía del impuesto pagado por los ciudadanos y de los enmormes ingresos de las propiedades imperiales... La sucesión de Teodosio II había mostrado que la pertenencia dinástica no era la única fuente posible de legitimidad. La pujanza del cristianismo y su apoyo sin reservas al poder imperial dotaba al emperador de una autoridad suficiente para asegurar el equilibrio entre el ejército, la administración y la corte. Ese modelo fundamentó el Imperio bizantino».

### ¿Fue decisiva la intervención de los emperadores en la expansión del cristianismo?

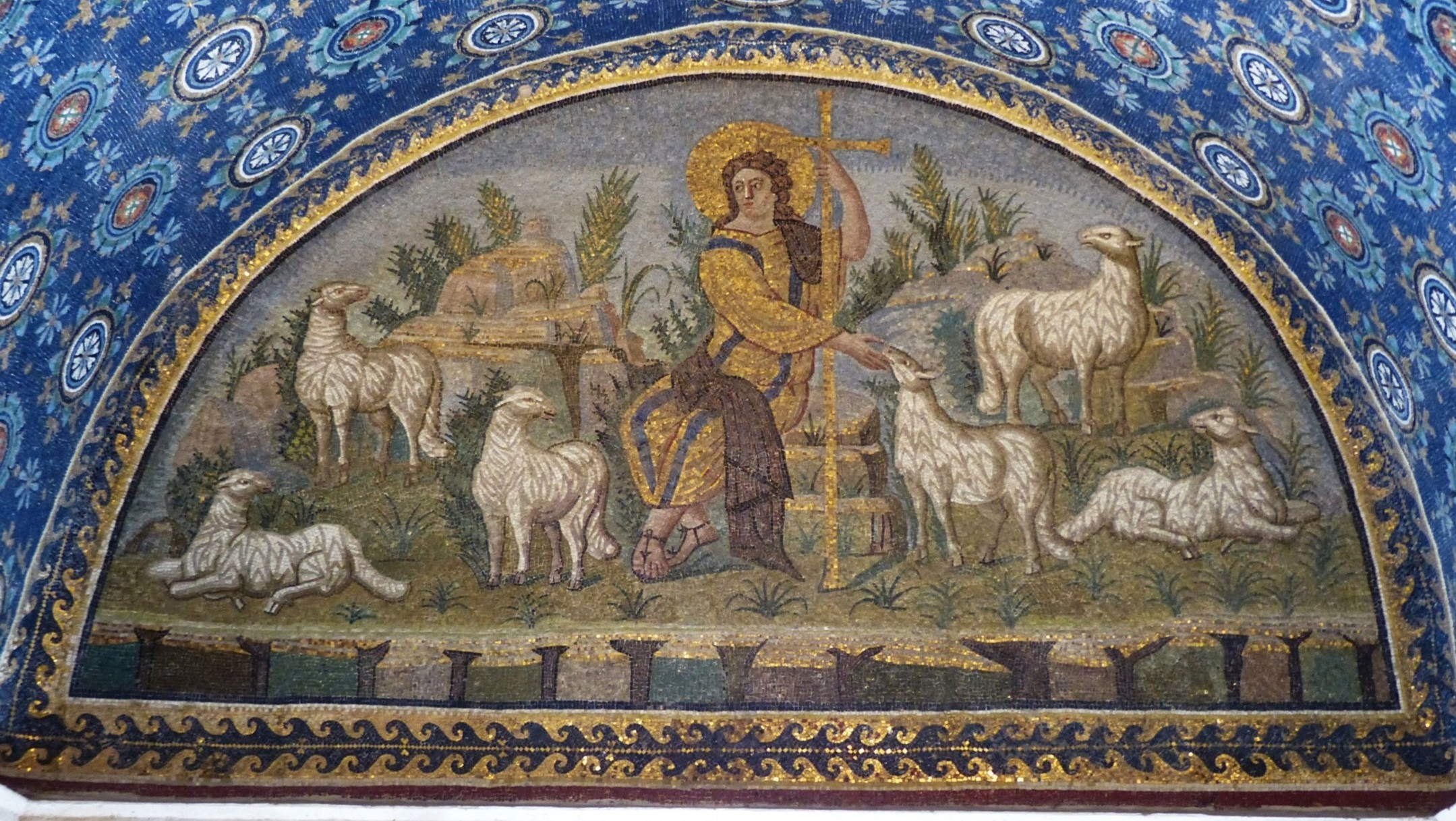
Mosaico del Buen Pastor en el Mausoleo de Gala Placidia (hacia 450). En el el cristianismo ya era la religión mayoritaria en el Imperio.

En el debate sobre si en la expansión del cristianismo (pasó de ser minoritario y perseguido en el siglo III a convertirse en la religión oficial del Imperio a finales del siglo IV) fue decisiva la intervención de los emperadores, convertidos al cristianismo a partir de Constantino, los historiadores eclesiásticos, en su mayoría, le han restado importancia. Es el caso de Juan María Laboa quien sostiene que «la expansión cristiana era imparable, tal como lo demostró la contraofensiva fracasada de Juliano el Apóstata. [...] El paganismo fue diluyéndose por decrépito y los nuevos ritos orientales, que hubieran podido sustituirlo, no consiguieron la fuerza suficiente. Sólo el cristianismo manifestó la creatividad, la pasión, la suficiente entrega al ideal y a la universalidad, factores singularmente eficaces para su triunfo final». Esta posición identificada por Claire Sotinel con la «apología cristiana» («el cristianismo no puede más que triunfar porque era mejor que las formas religiosas que la han precedido») y que enlaza con el providencialismo de Eusebio de Cesarea («el desarrollo del cristianismo es el fruto de la voluntad divina»), parte de una idea que, según esta historiadora francesa, las investigaciones recientes han desmentido: «que el paganismo estaba moribundo y que el cristianismo había venido a llenar una vacío existencial de la civilización mediterránea». Por el contrario, estos estudios «han mostrado la vitalidad de la vida religiosa en el mundo greco-romano».
Los historiadores que sí conceden una importancia decisiva a la intervención de los emperadores «cristianos» han centrado su argumentación en el intento de Juliano el Apóstata (361-363) de «restaurar» el «paganismo» que, de haber tenido tiempo para llevarlo a cabo o hubiera sido continuado tras su prematura muerte por sus sucesores, podría haber tenido éxito y el cristianismo habría quedado reducido a una secta lícita entre muchas otras. Según Peter Brown, la «"reacción pagana" del reinado de Juliano se hallaba muy lejos de ser un esfuerzo romántico para retrasar el reloj hasta los días de Marco Aurelio... Si hubiera vivido [más], habría procurado que el cristianismo hubiera desparecido de las clases dirigentes del imperio, del mismo modo que el budismo fue empujado hacia las clases inferiores por un mandarinato», adepto a Confucio, en la China del siglo XIII. «Sean cuales fueran las ramificaciones "bárbaras" del cristianismo de las clases inferiores, los "mandarines" del Imperio romano de Juliano el Apóstata iban a ser auténticos "helenos", hombres criados a los pechos de Homero e impermeables totalmente a los Evangelios de los pescadores galileos. El que muchos griegos, como profesores, poetas, literatos y administradores, consiguieran mantenerse "helénicamente" paganos, impermeables por completo al cristianismo hasta el final del siglo VI, nos procura la medida de cuán inteligente era la diagnosis de Juliano sobre los recursos del helenismo en el Bajo Imperio».
Paul Veyne sostiene una tesis similar a la de Brown. Según este historiador Juliano «intentó dar al paganismo, reformado por él, la superioridad sobre el cristianismo. Juliano no era un espíritu quimérico, un soñador: el cristianismo podría ser solamente un paréntesis histórico que, abierto por Constantino en el año 312, estaba a punto de cerrarse para siempre. No se cerró porque a la muerte de Juliano, en 363, los líderes [militares] eligieron como emperador, tras varias fluctuaciones, a cristianos en lugar de a paganos. A Joviano, que murió pronto, y luego a Valentiniano… por mil razones en las que la religión apenas intervenía. […] Sigue siendo cierto que el paréntesis cristiano estuvo a punto de cerrarse en el año 364… [A un emperador pagano] le habría bastado con abstenerse, con levantar la prohibición de los sacrificios [decretada por Constancio II, sucesor de Constantino] y no apoyar económicamente a la Iglesia, mientras que los ambiciosos habrían dejado de convertirse. Entonces el cristianismo habría vuelto a caer al nivel de una secta lícita».
Una posición cercana a la de Laboa es la que mantiene Ramón Teja. A la pregunta de «si hubiese durado más tiempo su reinado [de Juliano el Apóstata] ¿habría logrado imponer sus ideales religiosos y filosóficos?» responde: «Se pueden plantear muchas dudas. El rétor Libanio, contemporáneo y admirador de Juliano, se lamentaba de que los cristianos le robaban los mejores discípulos: Basilio de Cesarea, Juan Crisóstomo, Anfiloquio de Iconio y tantos otros. Se ha aducido como una de las causas de la rápida implantación del cristianismo la política de atención social a los pobres de que hizo gala la nueva religión y la superioridad moral de sus dirigentes. Y así lo reconoció el propio Juliano en una famosa carta dirigida al sacerdote supremo de Galacia (Asia Menor) instándole a que los sacerdotes paganos imiten a los cristianos».